# 宮崎市

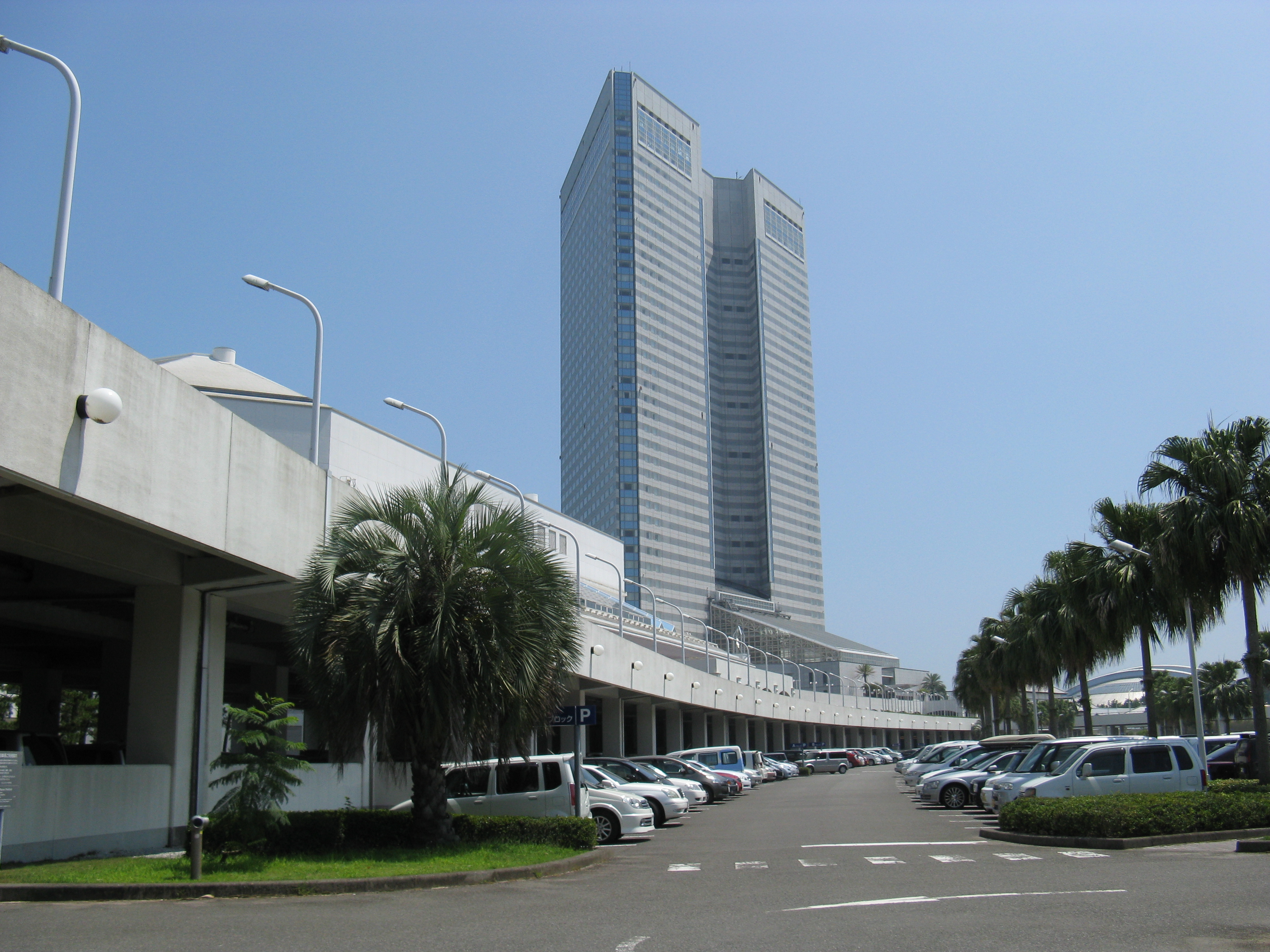
シェラトン・グランデ・オーシャンリゾート（154m、43階）。

宮崎市（みやざきし）は、宮崎県の南東部にある市。宮崎県の県庁所在地及び県内で人口が最多の市、中核市に指定されている。
フェニックス・シーガイア・リゾート、青島、プロ野球・プロサッカーキャンプといった数多くの観光資源を持つ観光都市でもあり、九州・沖縄地方では福岡市、北九州市、熊本市、鹿児島市、大分市に次いで6番目に人口が多い。1998年（平成10年）から中核市となる。

## 地理

宮崎市中心部周辺の空中写真。
2010年9月18日撮影の103枚を合成作成。。

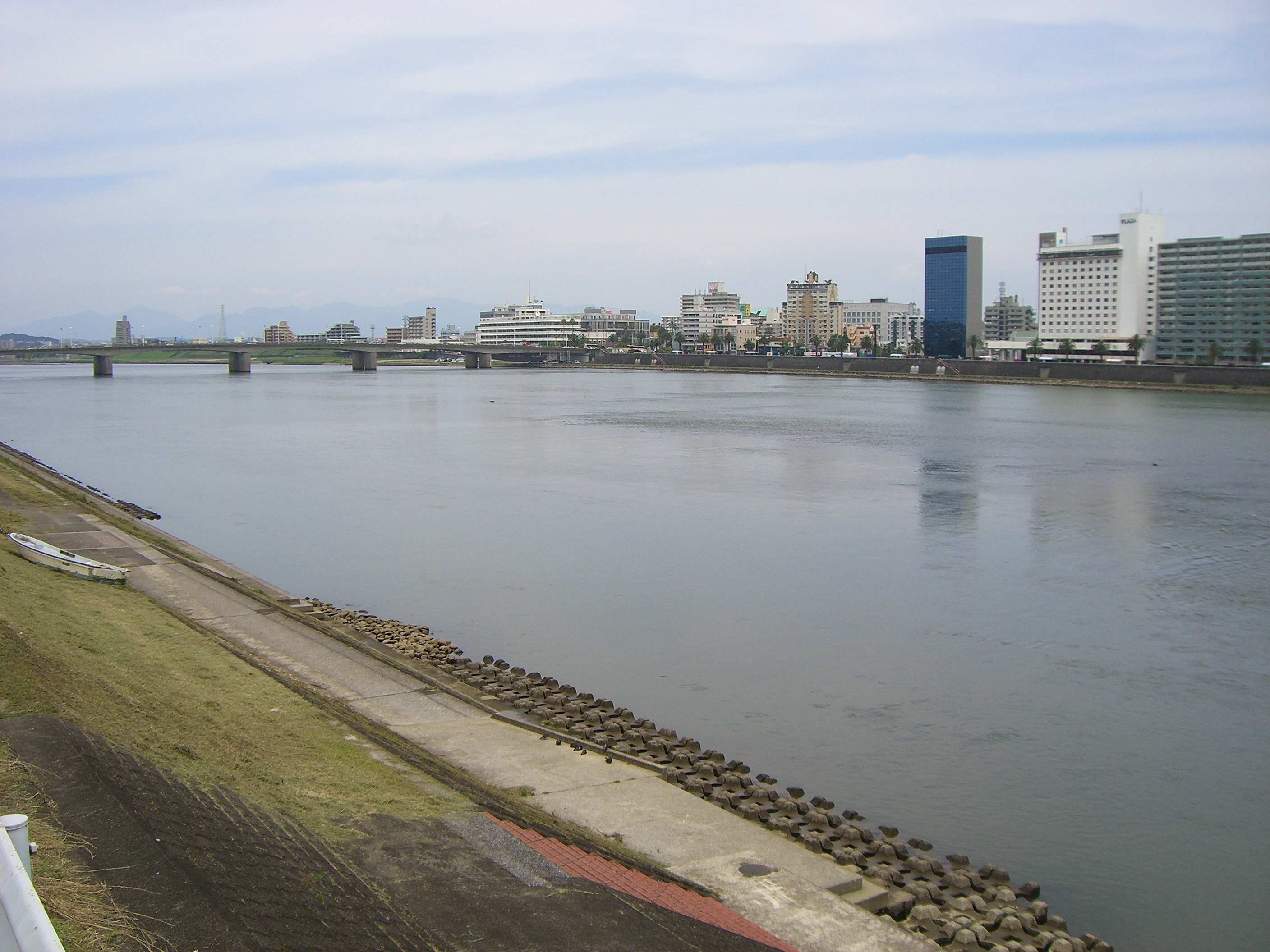
大淀川

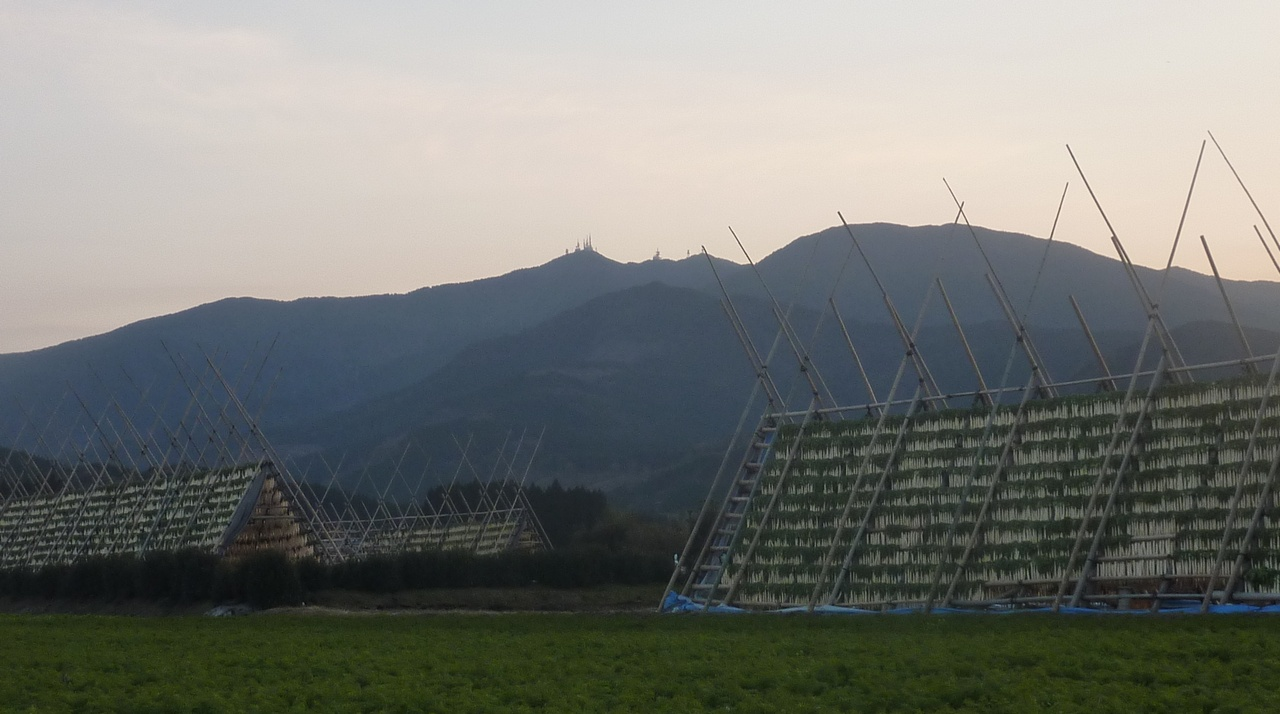
鰐塚山は県南部のテレビ塔としての役割も担う。

宮崎平野の南端に位置し、中央を大淀川が流れ、日向灘に注いでいる。南部が鰐塚山地の一部で山深い以外は、主に市街地となっている沖積平野と、洪積台地が大半を占める。
- 山：双石山（ぼろいしやま）、椿山、鰐塚山
- 河川：大淀川、清武川（きよたけがわ）、加江田川（かえだがわ）、一ツ瀬川
- 湖沼：津屋原沼（タンポリ）、大坪池ほか、かんがい用のため池が多数
- 海域：日向灘 - 南海トラフ巨大地震では、市内に最大9mの津波が到達することが予想されている[1]。
- 東端：東経131度29分27秒
- 西端：東経131度19分26秒
- 北端：北緯32度00分45秒
- 南端：北緯31度43分04秒

### 気候
年平均気温は18 ℃前後。年降水量はたいてい2,000mmを超えており、年によっては3,000mmを超えることもあるなど、極めて多い水準にある。また日照時間も年間2,000時間を割り込むことはほとんどない。平均気温の高さ・年降水量多さ・年日照時間長さにおいて、いずれも全国の県庁所在地では概ね3位以内である。全体的に、九州以外の住人が一般的にイメージする「九州の気候」に最もよく当てはまる気候と言える。宮崎市の気象台では霜の観測はあるが、青島以南の沿岸部は無霜地帯である。
春
3月中旬から4月にかけてはすっきりしない天気が続く。天気は変わりやすく、低気圧が日本海を通過するとフェーン現象によって季節外れの高温になり、夏日～30℃近くまでになることがある。
夏
5月下旬から7月上旬にかけて梅雨となり、梅雨末期は大雨に見舞われることがある。都市化が顕著でないため熱帯夜も多くなく、南西風が卓越しフェーン現象の影響を受けやすい7月が暑さのピークで、8月の平均気温は福岡市と比べて1℃近くも低い。猛暑日日数及び熱帯夜日数も福岡市より少ないため、夏の暑さは九州の中では穏やかな方といえる。
秋
9月前半の残暑に続いて台風の襲来する季節となる。梅雨に匹敵する雨のシーズンで、台風がはるか南にある段階から湿った東風で強い雨が続くのは宮崎特有の現象である。11月は爽やかな秋晴れとなる。
冬
西風の強い乾燥した晴れが多い。九州各地（鹿児島市など九州南部も含む）が雪に見舞われた時でも宮崎市のみは晴れていることが多い（九州山地が雪雲を妨げるため）。太平洋側の中でも、南関東沿岸部や山間部を除く静岡、山間部を除く近畿中南部や山陽地方、四国などと同様、冬型気圧配置の下での降雪はほとんどない地域といえる。冬の雪は降雪そのものを観測しない年も多い。積雪は極稀で1cm以上の積雪を観測した回数はわずか数回である。昭和戦後期の1961年以降では3回（1975年1 - 2月、1987年2月、2005年12月）のみである。記録的な寒波に見舞われた2005年12月22日に1cmの積雪を観測したが、1cm以上の積雪は約20年ぶりで、12月の積雪は60年ぶりのことであった。日中は暖かい一方で、特に冬型が緩んだ翌朝は放射冷却で最低気温が氷点下になることがあり、冬日は東京都心よりもずっと多い。過去に銚子市、大阪や福岡、長崎、鹿児島のように冬日が1日も観測されなかった年はない（2018年まで）。春が近い晩冬では曇りや雨が目立ってくる。
| 宮崎地方気象台（宮崎市霧島、標高9m）の気候                   | 宮崎地方気象台（宮崎市霧島、標高9m）の気候 | 宮崎地方気象台（宮崎市霧島、標高9m）の気候 | 宮崎地方気象台（宮崎市霧島、標高9m）の気候 | 宮崎地方気象台（宮崎市霧島、標高9m）の気候 | 宮崎地方気象台（宮崎市霧島、標高9m）の気候 | 宮崎地方気象台（宮崎市霧島、標高9m）の気候 | 宮崎地方気象台（宮崎市霧島、標高9m）の気候 | 宮崎地方気象台（宮崎市霧島、標高9m）の気候 | 宮崎地方気象台（宮崎市霧島、標高9m）の気候 | 宮崎地方気象台（宮崎市霧島、標高9m）の気候 | 宮崎地方気象台（宮崎市霧島、標高9m）の気候 | 宮崎地方気象台（宮崎市霧島、標高9m）の気候 | 宮崎地方気象台（宮崎市霧島、標高9m）の気候 |
| 月                                                           | 1月                                        | 2月                                        | 3月                                        | 4月                                        | 5月                                        | 6月                                        | 7月                                        | 8月                                        | 9月                                        | 10月                                       | 11月                                       | 12月                                       | 年                                         |
| ------------------------------------------------------------ | ------------------------------------------ | ------------------------------------------ | ------------------------------------------ | ------------------------------------------ | ------------------------------------------ | ------------------------------------------ | ------------------------------------------ | ------------------------------------------ | ------------------------------------------ | ------------------------------------------ | ------------------------------------------ | ------------------------------------------ | ------------------------------------------ |
| 最高気温記録 °C （°F）                                       | 25.1 (77.2)                                | 25.4 (77.7)                                | 29.9 (85.8)                                | 31.7 (89.1)                                | 34.3 (93.7)                                | 36.2 (97.2)                                | 38.2 (100.8)                               | 38.0 (100.4)                               | 36.9 (98.4)                                | 33.3 (91.9)                                | 31.0 (87.8)                                | 25.6 (78.1)                                | 38.2 (100.8)                               |
| 平均最高気温 °C （°F）                                       | 13.0 (55.4)                                | 14.1 (57.4)                                | 17.0 (62.6)                                | 21.1 (70)                                  | 24.6 (76.3)                                | 26.7 (80.1)                                | 31.3 (88.3)                                | 31.6 (88.9)                                | 28.5 (83.3)                                | 24.7 (76.5)                                | 19.8 (67.6)                                | 15.0 (59)                                  | 22.3 (72.1)                                |
| 日平均気温 °C （°F）                                         | 7.8 (46)                                   | 8.9 (48)                                   | 12.1 (53.8)                                | 16.4 (61.5)                                | 20.3 (68.5)                                | 23.2 (73.8)                                | 27.3 (81.1)                                | 27.6 (81.7)                                | 24.7 (76.5)                                | 20.0 (68)                                  | 14.7 (58.5)                                | 9.7 (49.5)                                 | 17.7 (63.9)                                |
| 平均最低気温 °C （°F）                                       | 3.0 (37.4)                                 | 4.0 (39.2)                                 | 7.4 (45.3)                                 | 11.7 (53.1)                                | 16.3 (61.3)                                | 20.1 (68.2)                                | 24.1 (75.4)                                | 24.5 (76.1)                                | 21.4 (70.5)                                | 15.8 (60.4)                                | 10.1 (50.2)                                | 5.0 (41)                                   | 13.6 (56.5)                                |
| 最低気温記録 °C （°F）                                       | −7.5 (18.5)                                | −6.6 (20.1)                                | −4.1 (24.6)                                | −1.5 (29.3)                                | 3.1 (37.6)                                 | 9.2 (48.6)                                 | 16.0 (60.8)                                | 16.4 (61.5)                                | 9.7 (49.5)                                 | 2.6 (36.7)                                 | −2.7 (27.1)                                | −7.2 (19)                                  | −7.5 (18.5)                                |
| 降水量 mm （inch）                                           | 72.7 (2.862)                               | 95.8 (3.772)                               | 155.7 (6.13)                               | 194.5 (7.657)                              | 227.6 (8.961)                              | 516.3 (20.327)                             | 339.3 (13.358)                             | 275.5 (10.846)                             | 370.9 (14.602)                             | 196.7 (7.744)                              | 105.7 (4.161)                              | 74.9 (2.949)                               | 2,625.5 (103.366)                          |
| 降雪量 cm （inch）                                           | 0 (0)                                      | 0 (0)                                      | 0 (0)                                      | 0 (0)                                      | 0 (0)                                      | 0 (0)                                      | 0 (0)                                      | 0 (0)                                      | 0 (0)                                      | 0 (0)                                      | 0 (0)                                      | 0 (0)                                      | 0 (0)                                      |
| 平均降水日数 （≥0.5 mm）                                     | 6.6                                        | 8.1                                        | 11.5                                       | 11.2                                       | 11.4                                       | 17.2                                       | 12.8                                       | 13.1                                       | 13.6                                       | 9.2                                        | 8.1                                        | 6.1                                        | 128.9                                      |
| 平均降雪日数                                                 | 1.3                                        | 1.1                                        | 0.1                                        | 0.0                                        | 0.0                                        | 0.0                                        | 0.0                                        | 0.0                                        | 0.0                                        | 0.0                                        | 0.0                                        | 1.0                                        | 3.6                                        |
| % 湿度                                                       | 66                                         | 67                                         | 68                                         | 70                                         | 74                                         | 82                                         | 78                                         | 80                                         | 80                                         | 76                                         | 74                                         | 69                                         | 74                                         |
| 平均月間日照時間                                             | 192.6                                      | 170.8                                      | 185.6                                      | 186.0                                      | 179.7                                      | 119.4                                      | 198.0                                      | 208.6                                      | 156.5                                      | 173.6                                      | 167.0                                      | 183.9                                      | 2,121.7                                    |
| 出典：気象庁（平均値：1991年 - 2020年、極値：1886年 - 現在） |                                            |                                            |                                            |                                            |                                            |                                            |                                            |                                            |                                            |                                            |                                            |                                            |                                            |

### 市街地

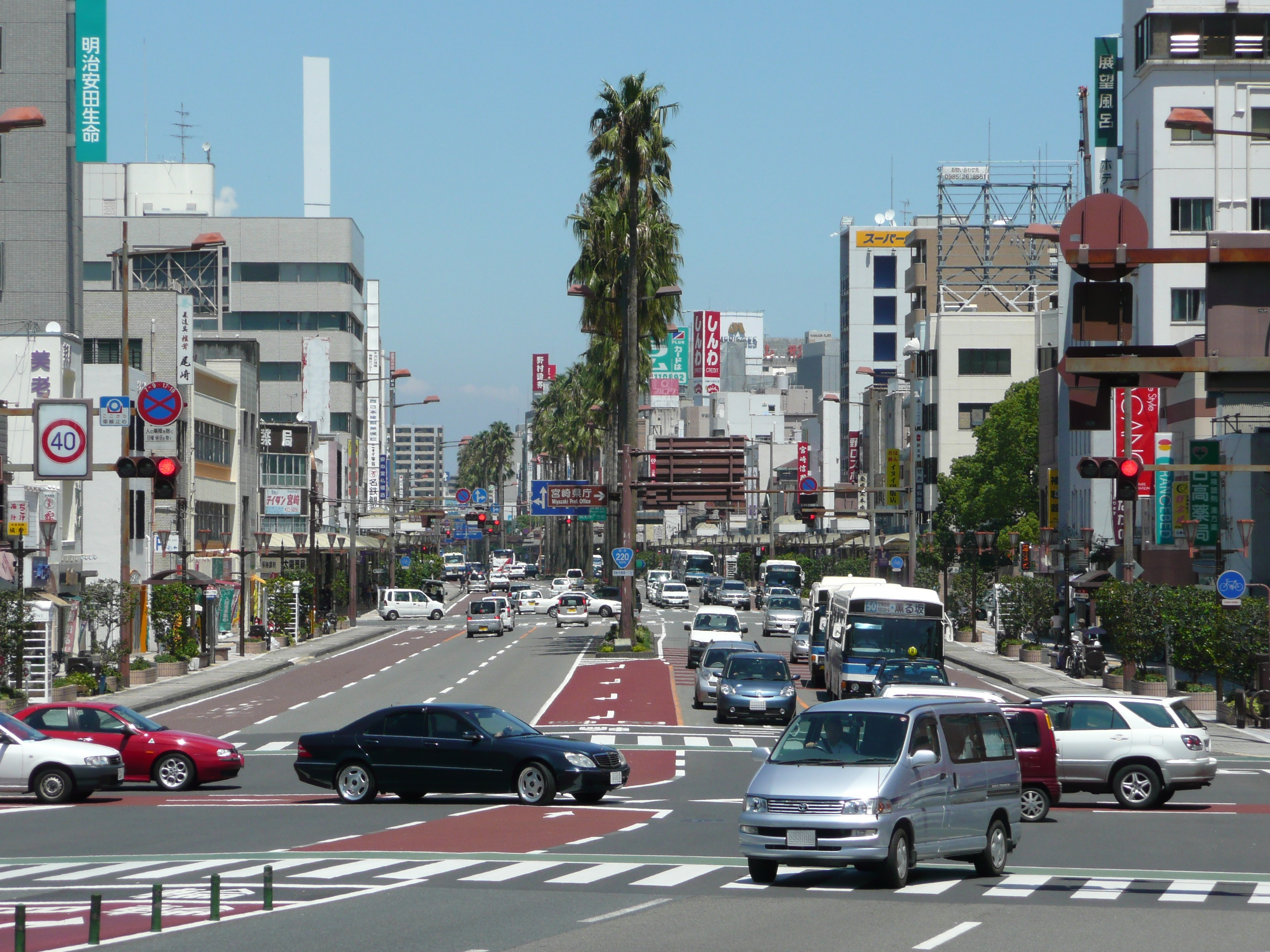
中心市街地を南北に貫く橘通り（国道220号）。

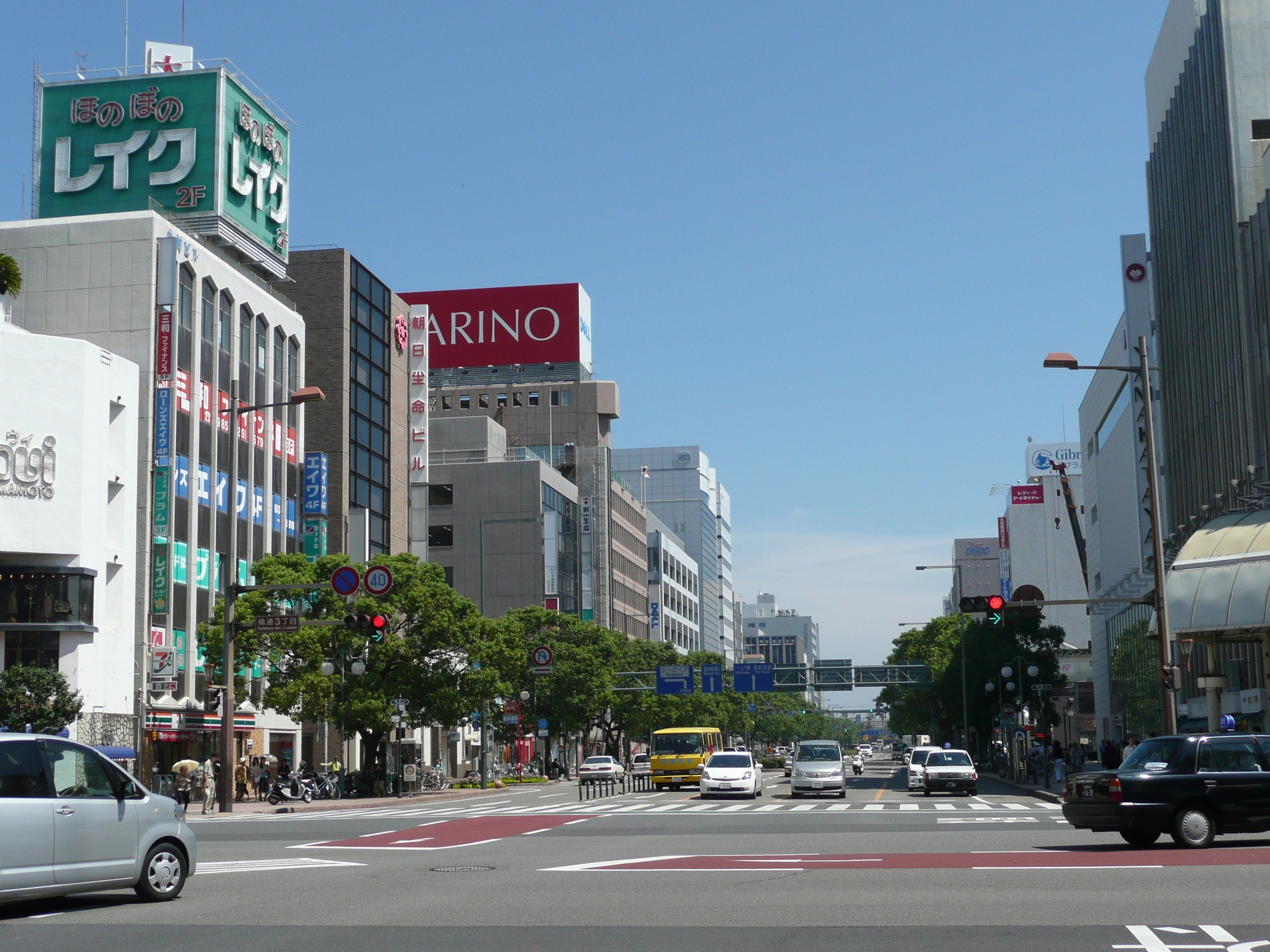
中心市街地を東西に貫く高千穂通り（県道25号）。

南の古くからの市街地で城ヶ崎（じょうがさき）と隣接する中村と、北の小さな街の花ヶ島（はながしま）・江平（えひら）がその中間に位置する県庁の置かれた上別府村の市街化によって繋がり、南北に細長い連続した市街地となった。この最初の市域を核として市街地が拡大した。さらに1960年代からは平和が丘を皮切りに市街地を弧状に取り囲むようにニュータウンが次々と開発され、人口増加の受け皿となった。

### 隣接している自治体
- 日南市
- 西都市
- 小林市
- 都城市
- 児湯郡新富町
- 東諸県郡国富町・綾町
- 北諸県郡三股町

### 地名
宮崎市の地名を参照のこと。

## 歴史
平安時代の頃、別符と呼ばれる豊前宇佐宮領の荘園が大淀川下流域に複数置かれていた。このうち、康和元年（1099年）、安元二年（1176年）に、大墓別符（現在の大塚地区）の開発記録が残っている。その後日向国北部で興隆した土持氏の庶子家が大墓に構え、「土持七頭」の一つとして数えられていた。永徳4年（1384年）5月1日、今川了俊が「土持栄勝を大墓（大塚）別府を本領として安堵する。」との旨の文書が『垂水氏旧蔵伊東家文書』に遺されており、縣土持家の土持宣弘が築いたという蓬莱山城を居城とした大塚土持氏、のちの宮崎土持氏が興る。その頃の蓬莱山城は宗家の縣土持氏を含めた土持氏の居城であった。
室町時代の1551年（天文20年）、太田七郎左衛門忠延が大淀川の右岸河口付近（南側）にある城ヶ崎という地域に町を開いた。この城ヶ崎は赤江港を控えた商人の町として上方との交易が盛んに行われ、俳句などの町人文化が発達した。江戸時代の城ヶ崎と赤江港は伊東氏飫肥藩領内の北東部に立地しており、日向国における商人街、江戸・上方との物流交易拠点として、伊東氏飫肥藩と共に廃藩置県まで室町時代以上に繁栄した。それ以外の地域は農村であり、天領や他藩の飛び地が複雑に入り組んだ辺境の地であった。
1871年の廃藩置県で美々津（みみつ）県と都城（みやこのじょう）県が誕生した時は、大淀川が県境で、現宮崎市域は県境地帯であった。しかし1873年に美々津県と都城県東部が合併し、県の中央部に県庁を置く必要から、宮崎郡上別府村に県庁が置かれ、宮崎県が誕生した。1876年に宮崎県は鹿児島県に合併されて県庁が支庁となり、翌1877年（明治10年）に西南戦争が勃発すると、旧士族の一部が薩摩士族の西郷隆盛一派に加わり、薩摩士族の敗北によって、宮崎県側も巻き込まれる形で混乱し疲弊した。1879年には旧宮崎県が宮崎、那珂、児湯、臼杵、諸県の5郡に分けられ、宮崎支所は廃止され、宮崎郡と那珂郡の郡庁となった。
1883年に飫肥藩士の川越進らによる分県運動によって宮崎県が再置を成し遂げると、再び宮崎県庁が宮崎郡上別府村に設置され、1889年の町村制施行で宮崎町が誕生し、後に宮崎市となる。こうして、地理的に県の中心部に位置し、広い宮崎平野を後背地とする宮崎市は、県庁を中心として発展していくこととなった。

### 近代

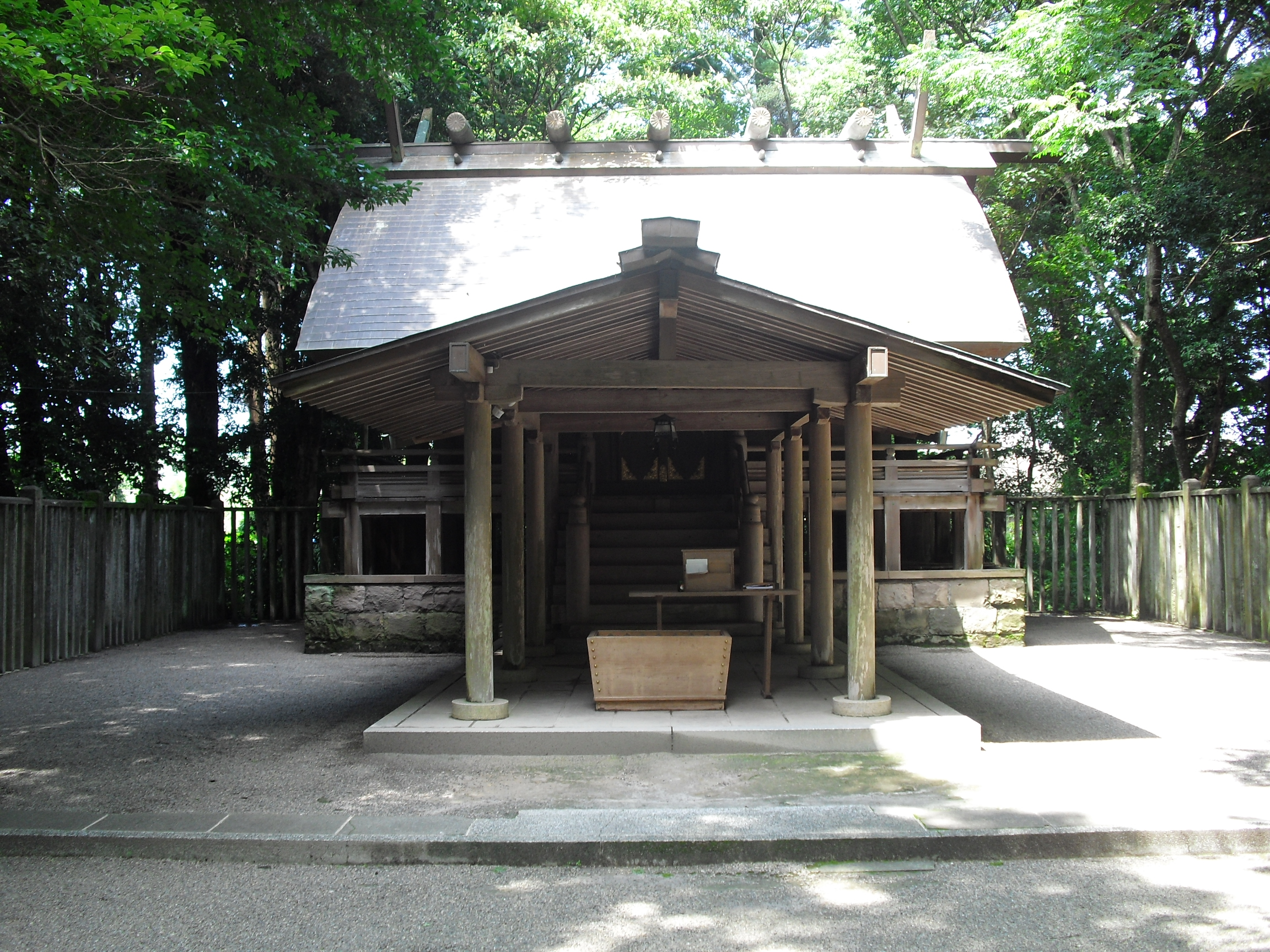
皇宮屋（皇宮神社）。

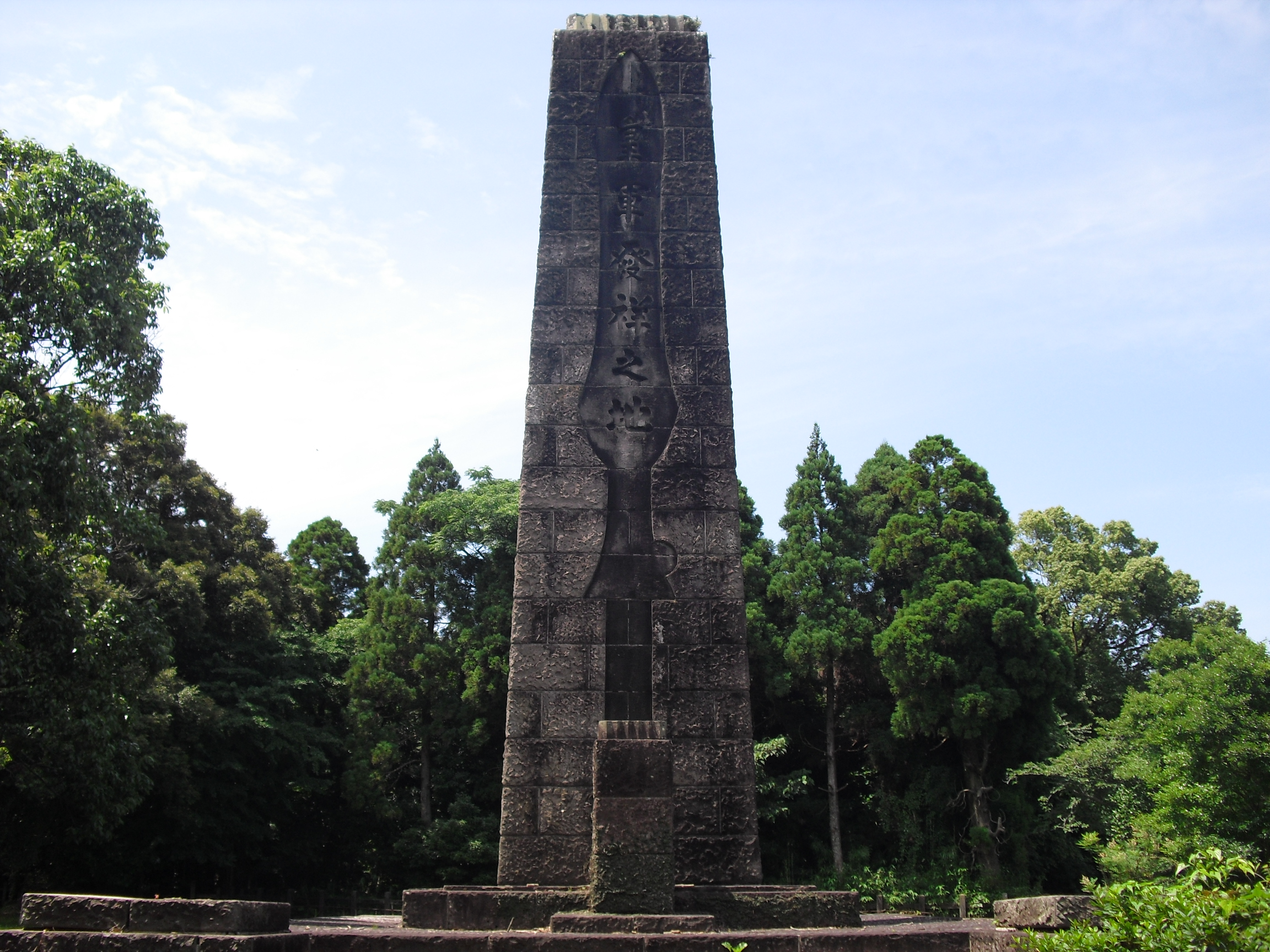
皇軍発祥之地の石碑。

- 1873年（明治6年）1月15日 - 美々津県・都城県が合併し宮崎県が発足。県庁が現在の地（当時の宮崎郡上別府村）に置かれた。
- 1876年（明治9年）8月21日 - 宮崎県が鹿児島県に合併される。
- 1880年（明治13年）4月24日 - 福島邦成が私財を投じて大淀川に初代橘橋（木橋）を架ける。
- 1883年（明治16年）
  - 5月9日 - 宮崎県と鹿児島県に分割され再置県が行なわれる。
  - 7月1日 - 宮崎県庁が開庁。
- 1888年（明治21年）12月1日 - 4代目橘橋（木橋）が現在の位置に架け替えられる。
- 1889年（明治22年）5月1日 - 町村制施行により現在の市域となる次の町村が発足。
  - 宮崎郡 - 宮崎町・大淀村・大宮村・生目（いきめ）村・瓜生野（うりゅうの）村・田野村・北清武村・南清武村
  - 北那珂郡 - 赤江村・檍（あおき）村・木花村・青島村・住吉村・佐土原村・広瀬村・那珂村
  - 東諸県郡 - 倉岡村・高岡村・穆佐（むかさ）村
- 1891年（明治24年）7月4日 - 北清武村・南清武村が合併し、清武村となる。
- 1896年（明治29年）4月1日 - 佐土原村が町制施行。（同時に北那珂郡は宮崎郡に編入）
- 1902年（明治35年）5月28日 - 宮崎県立図書館創立
- 1907年（明治40年）11月2日 - 皇太子嘉仁親王（大正天皇）が宮崎神宮へ親拝。
- 1912年（明治45年）2月 - 明治天皇が宮崎神宮に太刀を下賜する。
- 1913年（大正2年）12月15日 - 宮崎駅が開業。
- 1916年（大正5年）2月11日 - 大淀村が町制施行。
- 1920年（大正9年）
  - 3月29日 - 皇太子裕仁親王（昭和天皇）が宮崎神宮へ親拝。
  - 4月1日 - 高岡村が町制施行。
- 1923年（大正12年）12月15日 - 日豊本線が全通。
- 1924年（大正13年）4月1日 - 宮崎町・大淀町・大宮村が合併し、宮崎市が発足する。人口42,920人、面積45.15km2。
- 1926年（大正15年）
  - 4月1日 - 赤江村が町制施行。
  - 4月22日 - 「宮崎県観光の父」である岩切章太郎が、宮崎交通株式会社の前身である宮崎市街自動車を設立。
- 1928年（昭和3年）12月15日 - 宮崎女子師範学校の都城移転問題に絡み県議会議場が襲撃される（宮崎市騒擾事件）。起訴された者は市会議員を含め164人[8]）。
- 1930年（昭和5年）10月1日 - 人口が5万人を超える。
- 1932年（昭和7年）4月20日 - 檍村を編入する。
- 1934年（昭和9年）10月1日 - 神武天皇御東征皇紀2600年奉告祭が行われる。
- 1935年（昭和10年）11月14日 - 昭和天皇が陸軍特別大演習の折に、神武天皇が東征前まで過ごした皇居跡と伝わる皇宮屋（皇宮神社）へ親拝。
- 1936年（昭和11年）
  - 11月10日 - 宮崎県営野球場開場。
  - 12月 - 山形屋宮崎支店（現：宮崎山形屋）開店。
- 1937年（昭和12年）4月19日 - NHK宮崎放送局が開局。
- 1940年（昭和15年）
  - - 皇紀2600年に伴う紀元二千六百年記念行事として宮崎神宮境域拡張整備。
    - 宮崎神宮の拡大整備。
    - 皇宮屋（皇宮神社）に皇軍発祥之地の石碑を設置。
    - 皇宮屋より北の台地（現・平和台公園）に八紘之基柱（あめつちのもとはしら 現・平和の塔）建造。

  - 11月25日 - 宮崎県内の日刊紙9紙を統合して日向日日新聞として創刊（1961年1月1日に宮崎日日新聞に名称を変更）。
- 1942年（昭和17年）
  - 2月11日 - 「宮崎市歌」（初代）を制定。
- 1943年（昭和18年）
  - 4月1日 - 赤江町を編入する。
  - 12月1月 - 南九州最大の航空基地として旧日本海軍赤江飛行場（現:宮崎空港）開港。
- 1945年（昭和20年）
  - 3月18日 - アメリカ軍による宮崎県初の空襲を受ける。

### 現代（第二次世界大戦後）
- 1948年（昭和23年）6月23日 - 橘公園設立。
- 1949年（昭和24年）6月6日 - 昭和天皇の戦後巡幸。宮崎県庁や市内の授産場、学校、農場などに行幸[9]。
- 1950年（昭和25年）5月3日 - 田野村・清武村が町制施行。
- 1950年（昭和25年）10月1日 - 人口が10万人を超える。
- 1951年（昭和26年）
  - - 宮崎県立博物館開館。
  - 3月25日 - 瓜生野村・木花村・青島村・倉岡村を編入する。
  - 4月1日 - 広瀬村が町制施行。
- 1954年（昭和29年）
  - 7月1日 - 航空大学校開校。
  - 7月1日 - 宮崎放送が全国34番目（山梨放送と同日）にラジオ放送の本放送開始。
- 1955年（昭和30年）
  - 3月10日 - 高岡町が西諸県郡野尻町大字紙屋の瀬越地区を編入する。
  - 4月1日 - 佐土原町・那珂村が合併し、佐土原町となる。
  - 4月1日 - 高岡町・穆佐村が合併し、高岡町となる。
  - 6月1日 - 青島周辺地域が日南海岸国定公園に指定される。
- 1957年（昭和32年）
  - 5月10日 - 大淀川に宮崎大橋が開通。
  - 10月1日 - 住吉村を編入する。
- 1958年（昭和33年）
  - 4月1日 - 佐土原町・広瀬町が合併し、佐土原町となる。
  - 10月1日 - 人口が15万人を超える。
- 1959年（昭和36年）1月31日 - 読売ジャイアンツが宮崎市の宮崎県営野球場でキャンプを開始。
- 1960年（昭和35年）
  - 5月3日 - 島津久永・貴子夫妻（昭和天皇の第五皇女）が新婚旅行で訪問。
  - 7月1日 - NHK宮崎放送局がテレビ放送を開始。
  - 10月1日 - 宮崎放送がテレビ放送を開始。
- 1961年（昭和36年）5月17日 - 宮崎空港が第二種空港に指定される。
- 1962年（昭和37年）
  - 5月2日 - 皇太子明仁親王（後の上皇明仁）、皇太子妃（後の皇后美智子）が訪問。
  - 10月1日 - 岩切章太郎に宮崎市栄誉市民の称号が贈られる。
- 1963年（昭和38年）
  - 4月1日 - 生目村を編入する。
  - 5月8日 - 国鉄日南線が全通。
- 1964年（昭和39年）9月 - 東京オリンピックの聖火リレーで平和台公園が第2スタート地点となる。
- 1965年（昭和40年）4月5日 - 宮崎市などをロケ地とした川端康成原作のNHK連続テレビ小説第5作『たまゆら』が放送。
- 1966年（昭和41年）2月11日 - 奈良県橿原市と姉妹都市を締結。
- 1967年（昭和42年）6月10日 - 宮崎県立青島亜熱帯植物園開園。
- 1968年（昭和43年）
  - 3月23日 - 第1回みやざきフラワーショーが平和台公園で開催。
  - 9月21日 - 市旗、市の木（クスノキ）、市の花（ハナショウブ）を制定。
  - 10月7日 - 阿波岐原森林公園（市民の森）創立。
- 1969年（昭和44年）
  - 7月17日 - 人口が20万人を超える。
  - 9月 - 宮崎港が開港。
- 1970年（昭和45年）4月1日 - テレビ宮崎がテレビ放送を開始。
- 1971年（昭和46年）
  - - 宮崎県総合運動公園開設。
  - 3月2日 - 宮崎県総合博物館が移転開設。
  - 3月12日 - 大淀川に大淀大橋が開通。
  - 3月26日 - フェニックス自然動物園開園。
  - 7月1日 - 蓮ヶ池古墳群が「蓮ヶ池横穴群」の名称で国の史跡に指定される。
- 1972年（昭和47年）
  - 10月2日 - レマンショッピングセンター開店。
- 1973年（昭和48年）
  - 4月16日 - 宮崎港が重要港湾の指定を受ける。
  - 10月22日 - 寿屋宮崎店が移転、宮崎寿屋百貨店として再開店。
  - 11月23日 - 宮交シティ開店。
- 1974年（昭和49年）
  - 2月12日 - 青島神社の本殿が焼失。
  - 3月 - 宮崎県総合運動公園陸上競技場開場。
  - 4月 - 宮崎県総合運動公園第二硬式野球場（ひむかスタジアム）開場。
  - 4月1日 - 市民歌「南国の街 宮崎市」を制定。
  - 4月25日 - 日豊本線電化開通（南宮崎-幸崎間）。
  - 8月 - 第1回まつり宮崎開催。
  - 12月5日 - 第1回ダンロップフェニックストーナメント開催。
  - 12月15日 - 青島神社が再建され現在の本殿になる。
- 1975年（昭和50年）2月1日 - 読売ジャイアンツが宮崎県営野球場から宮崎県総合運動公園第二硬式野球場にキャンプを移転。
- 1976年（昭和51年）9月27日 - 南宮崎駅が新築落成。
- 1978年（昭和53年）
  - 3月 - 宮崎県総合運動公園内の宮崎県自転車競技場開場。
  - 10月1日 - 人口が25万人を超える。
- 1979年（昭和54年）
  - 6月25日 - 6代目橘橋（現在）の工事が完工。
  - 9月12日 - 国道220号宮崎南バイパス全線開通。
  - 9月16日 - 第34回日本のふるさと宮崎国体開催。
  - 10月1日 - 日豊本線電化開通（南宮崎-鹿児島間）。
  - 10月27日・28日 - 第15回全国身体障害者スポーツ大会開催。
- 1981年（昭和56年）
  - 4月13日 - 一ツ葉有料道路が全通。大淀川に一ツ葉大橋が開通。
  - 10月29日 - 宮崎自動車道が全通。
- 1982年（昭和57年）
  - 3月20日 - みやざきフラワーショーの会場を宮崎県総合運動公園に移す。
  - 5月18日 - 国際青年会議所アジア太平洋会議開催。
  - 11月6日 - 大淀川に高松橋が開通。
- 1984年（昭和59年）
  - 3月24日 - 宮崎市と周辺6町がテクノポリス建設地域に指定される。
  - 4月22日 - 市制60周年を記念して第1回宮崎ふるさとまつり開催。
  - 9月1日 - MRT micc開店。
  - 12月1日 - エフエム宮崎が全国12番目に開局（九州・沖縄では4番目の開局）。
- 1985年（昭和60年）4月10日 - 日本コンベンション推進協議会副会長都市に宮崎市が選出される。
- 1986年（昭和61年）8月 - 建設省の日本の道100選に橘公園が選出される。
- 1987年（昭和62年）
  - 6月30日 - 宮崎市を含む6市8町が第二次国際観光モデル地区の指定を受ける。
  - 8月1日 - 世界一の規模（当時）のプラネタリウムを持つ宮崎科学技術館が開館。
  - 8月10日 - 建設省の日本の道100選に「日南フェニックスロード」（堀切峠-南郷町目井津）が選出される。
  - 8月26日 - 宮崎市観光協会と旭川市観光協会が友好盟約を締結。
  - 11月16日 - 橘公園に川端康成文学碑「たまゆら」建立。
- 1988年（昭和63年）
  - 1月6日 - 岩切章太郎賞を創設。
  - 4月13日 - 宮崎市が国際コンベンションシティの指定を受ける。
  - 5月25日 - ボンベルタ橘開店。
  - 7月9日 - 宮崎・日南海岸リゾート構想が総合保養地域整備法（リゾート法）による承認を全国で最初に受ける。
- 1989年（平成元年）
  - 2月28日 - 佐土原町が西都市の一部を編入（境界変更）。
  - 3月12日 - 宮崎科学技術館に国産大型ロケット「H-I」の実物大モデル（全長40m）が完成。
  - 6月24日 - プロ野球公式戦「福岡ダイエーホークス 対 ロッテオリオンズ」の試合を宮崎市営野球場で開催。
- 1990年（平成2年）
  - 4月19日 - 宮崎港で宮崎-大阪南港間にフェリー就航。
  - 4月24日 - 第13回世界アマチュアサーフィン選手権宮崎大会開催。
  - 5月22日 - 市制60周年記念事業として椿山森林公園が完成。
  - 7月25日 - 清武町と境界変更。
  - 12月20日 - 高岡町と境界変更。
- 1991年（平成3年）
  - 4月20日 - 宮崎市の花木にツバキを指定。
  - 5月21日 - 木花相撲踊りを宮崎市初の無形民俗文化財に指定。
  - 10月8日 - ASPワールドツアー宮崎プロサーフィン世界選手権大会開催。
  - 11月1日 - 第12回全日本マスターズ陸上競技選手権大会開催
- 1992年（平成4年）
  - 2月25日 - 第2回全国椿サミット宮崎大会開催。
  - 4月23日 - こどものくにがリニューアルオープン。
  - 5月25日 - アメリカ合衆国バージニア州バージニアビーチ市と姉妹都市盟約を締結。
  - 7月25日 - 市制60周年記念事業として蓮ヶ池史跡公園開園。
  - 7月25日 - 市制60周年記念事業としてみやざき歴史文化館開館。
  - 8月1日 - 平成4年度全国高校総合体育大会開催。メイン会場は宮崎県総合運動公園。
  - 10月19日 - 清武町の一部を編入（境界変更）。
  - 12月1日 - 青島臼太鼓踊を宮崎市無形民俗文化財に指定。
  - 12月6日 - 第1回世界盲人マラソン宮崎大会開催。
- 1993年（平成5年）
  - 4月1日 - 宮崎公立大学創設。
  - 5月15日 - 国際海浜エントランスプラザ開園。
  - 7月30日 - 総合保養地域整備法適用第1号であるシーガイアが世界最大級の室内プール「オーシャンドーム」など一部開業させ、営業を開始。
  - 10月1日 - JR宮崎駅新駅舎完成。フレスタ宮崎同時開業。
  - 10月4日 - 後田川緑道地区が都市景観大賞を受賞（建設省制定）。
  - 10月7日 - 第10回世界ベテランズ陸上競技選手権大会開催。
  - 11月12日 - 第3回全国花のまちづくりコンクールで宮崎市が市町村部門の最優秀賞を受賞。
  - 11月22日 - 置県100年記念事業として宮崎県立芸術劇場会館。
  - 11月26日 - 第15回LPGAツアーチャンピオンシップ開催。（以降、宮崎市で開催）
- 1994年（平成6年）
  - - 宮崎競馬場閉場。
  - 5月12日 - 第1回全国花のまちづくりシンポジウム宮崎大会開催。
  - 5月21日 - 市制70周年記念事業として宮崎市福祉文化公園開館。
  - 5月21日 - 市制70周年記念事業として宮崎市立図書館会館。
  - 7月25日 - 第5回世界少年野球大会宮崎大会開催。
  - 8月1日 - 日米OBオールスターゲーム開催。
  - 10月20日 - 宮崎市が国際会議観光都市に認定される。
  - 10月31日 - シーガイア全面開業。
- 1995年（平成7年）
  - 3月 - 宮崎県総合文化公園完成。
  - 3月16日 - みやざきフラワーフェスタ（旧フラワーショー）の会場をこどものくにに移す。
  - 3月28日 - 大淀川学習館完成。
  - 10月1日 - 人口が30万人を超える。
  - 10月10日 - 大衆劇場「宮崎橘劇場」開館。
  - 10月17日 - 宮崎県立美術館開館
  - 10月27日 - JR宮崎駅西口駅前広場が完成。
  - 11月9日 - 国土庁が宮崎市を国際化モデル都市に指定。
- 1996年（平成8年）
  - 4月9日 - ミス宮崎を宮崎サンシャインレディに改称。
  - 7月10日 - 日南海岸（宮崎市青島-串間市石波浜）が日本の渚百選に選ばれる。
  - 7月18日 - 地方空港で初めての空港連絡鉄道のJR宮崎空港線が開業。
  - 9月1日 - 宮崎ケーブルテレビ開局。
  - 9月30日 - 宮崎市民会館が閉館。
  - 10月2日 - 宮崎市民文化ホール開館。
  - 10月2日 - 宮崎港国際観光船ふ頭が暫定供用開始。第1号として大型国際観光船「飛鳥」が初来港。
  - 10月24日 - シーガイアのオーシャンドームが開閉式室内ウォーターパークとして世界最大であることがギネスブックに認定される。
  - 11月9日 - 第9回全国健康福祉祭（ねんりんピック）開催。
- 1997年（平成9年）
  - 4月 - 宮崎県立看護大学創設。
  - 5月3日 - 宮崎市観光協会創立50周年記念としてプロ野球イースタンリーグ公式戦「読売ジャイアンツ 対 ヤクルトスワローズ」開催。
  - 7月1日 - 市制70周年記念事業として宮崎白浜オートキャンプ場オープン。
  - 10月4日 - 高千穂通地区が都市景観大賞を受賞（建設省制定）。
  - 10月18日 - トヨタ世界大会宮崎'97を開催。
  - 11月24日 - 宮崎市観光協会創立50周年記念「全日本ベテランズゴルフフェスティバル in 宮崎」開催。
- 1998年（平成10年）
  - 2月25日 - 宮崎北バイパス全線開通。
  - 3月12日 - 青島海水浴場が環境庁の日本の水浴場55選に選出される。
  - 4月1日 - 中核市に指定される。
  - 4月3日 - 男子テニス NECデビスカップ1998 アジア/オセアニアゾーングループ 2回戦「日本 対 ニュージーランド」開幕。
  - 5月1日 - 宮崎県総合博物館リニューアルオープン。
  - 5月10日 - 第1回宮崎シーガイアトライアスロン大会開催。
  - 8月 - 第25回まつり宮崎開催。この回をもって終了。
  - 9月14日 - 清武町と田野町が境界変更。
- 1999年（平成11年）
  - 3月20日 - 国際ツバキ会議宮崎大会開催。
  - 3月27日 - グリーン博みやざき'99開催。
  - 4月30日 - 宮崎リゾート温泉「たまゆらの湯」オープン。
  - 10月23日 - 第8回全国ボランティアフェスティバルみやざき開催。
- 2000年（平成12年）
  - 1月22日 - 宮崎西バイパス全線開通。
  - 4月22日 - 第2回日本・太平洋諸島フォーラム首脳会議開催。
  - 4月29日 - フローランテ宮崎オープン。
  - 7月12日 - 第26回主要国首脳会議（通称：九州・沖縄サミット）開催。
    - シーガイアで外相会合が行われた。

  - 7月30日 - マデレーン・オルブライト米国務長官来宮。
  - 9月27日 - 一ツ葉リゾート地区が都市景観大賞の都市景観100選（建設大臣賞）に選出される。
  - 10月1日 - 宮崎市民プラザオープン。

### 現代（21世紀）
- 2001年（平成13年）
  - 2月 - 宮崎県総合運動公園硬式野球場（サンマリンスタジアム宮崎）開場。
  - 3月31日 - 宮崎県営野球場が閉場。
  - 4月21日 - プロ野球公式戦「ヤクルトスワローズ 対 広島東洋カープ」をサンマリンスタジアム宮崎で開催。
  - 4月24日 - アシアナ航空が宮崎初の国際線として宮崎-ソウル（韓国）便の運行を開始。
  - 6月 - リップルウッド・ホールディングスがフェニックス・シーガイア・リゾートを162億円で買収。
  - 7月6日 - 男子バレーボールの「アジアチャレンジカップ2001」開催。
  - 7月7日 - みやざき臨海公園オープン。
  - 9月22日 - 日本スポーツマスターズ2001宮崎大会開催。
  - 10月16日 - 宮崎市が第21回緑の都市賞の「緑の都市づくり」部門で内閣総理大臣賞を受賞。
- 2002年（平成14年）
  - 1月30日 - 清武町と境界変更。同日、高岡町とも境界変更。
  - 2月20日 - 読売巨人軍終身名誉監督長嶋茂雄氏に宮崎市名誉市民の称号が贈られる。市外出身者としては初となる。
  - 3月19日 - 穆佐城跡（むかさじょうあと）が国の史跡に指定される。
  - 5月21日 - 2002 FIFAワールドカップ（日韓ワールドカップ）においてスウェーデン代表チームがキャンプ。
  - 5月23日 - 2002 FIFAワールドカップ（日韓ワールドカップ）においてドイツ代表チームがキャンプ。
  - 8月 - 宮崎県と宮崎市の連名で「国際観光コンベンション特区」として宮崎市の一部でのカジノ容認の特例導入を特区構想に提案。
  - 8月1日 - スカイネットアジア航空（宮崎-東京）が就航。
  - 8月10日 - 宮崎ふるさとまつりがまつりえれこっちゃみやざきに名称を変更。
  - 12月 - 宮崎市生目の杜運動公園野球場（アイビースタジアム）第1野球場が開場。
- 2003年（平成15年）
  - 3月 - 椿山森林公園が国内で初めて「国際ツバキ会議優秀庭園」（国際ツバキ協会）に認定される。
  - 3月14日 - 宮崎寿屋百貨店がカリーノ宮崎として再開店。
  - 11月19日 - フェニックスガーデンうきのじょう開店。
  - 10月 - 宮崎市生目の杜運動公園野球場（アイビースタジアム）第2野球場や屋内練習場など一部施設が完成し暫定オープン。
  - 11月4日 - 福岡ダイエーホークス（現：福岡ソフトバンクホークス）が宮崎市生目の杜運動公園野球場でのキャンプを開始。
- 2004年（平成16年）
  - 4月 - 宮崎県総合運動公園内の木の花ドーム開場。
  - 5月12日 - 市制80周年を記念してプロ野球公式戦「福岡ダイエーホークス 対 西武ライオンズ」をサンマリンスタジアム宮崎で開催
  - 5月15日 - 宮崎市制施行80周年記念式典開催。
  - 5月15日 - 市制施行80周年記念にバージニアビーチ市との姉妹都市交流を記念して宮崎市上野町（青空市場跡）にバージニアビーチ広場が完成。
  - 5月16日 - 中華人民共和国遼寧省葫芦島市と友好都市を締結。
  - 5月25日 - プロ野球公式戦「読売ジャイアンツ 対 広島東洋カープ」をサンマリンスタジアム宮崎で開催（読売巨人軍は県内初の公式戦）
  - 9月 - 宮崎市が日本観光協会主催の「花の観光地づくり大賞」を受賞。
  - 10月9日 - 第17回ファーム日本選手権（日本プロ野球2軍リーグの日本一決定戦）がサンマリンスタジアム宮崎で開催。
  - 10月11日 - 教育リーグ（日本プロ野球2軍チームによるオープン戦 通称：フェニックスリーグ）が宮崎市を中心に開催。（以降、宮崎県で開催）
- 2005年（平成17年）
  - 2月18日 - 佐土原町が児湯郡新富町大字下富田の二ツ立地区を編入する（境界変更）。
  - 3月31日 - サボテンハーブ園休園。
  - 4月16日 - 道の駅フェニックスオープン。
  - 5月 - 第23回アジア野球選手権大会がサンマリンスタジアム宮崎で開催。
  - 5月19日 - イオン宮崎ショッピングセンター開店。
  - 7月24日 - フレッシュオールスターゲームがサンマリンスタジアム宮崎で開催。
  - 12月22日 - 記録的な寒波により1cmの積雪を観測（平成18年豪雪）。
  - 12月23日 - 国道220号青島バイパス全線開通。
- 2006年（平成18年）
  - 1月1日 - 田野町・佐土原町・高岡町を編入する。
  - 1月1日 - 人口が35万人を超える。
  - 1月29日 - 2006 FIFAワールドカップ（ドイツ大会）においてサッカー日本代表チームが宮崎県総合運動公園でキャンプ。
  - 3月27日 - 国道269号天満バイパス開通。
  - 3月30日 - 大衆劇場「宮崎橘劇場」閉館。
  - 6月2日 - 本大会がハワイで行われるフラの日本予選会「モク・オ・ケアヴェ・インターナショナル・フェスティバル日本大会」をシーガイアサミットホールなどで初開催。
  - 7月23日 - プロ野球のオールスターゲームをサンマリンスタジアム宮崎で開催。
- 2007年（平成19年）
  - 9月30日 - シーガイアのオーシャンドームが閉鎖。
  - 11月11日 - 北京オリンピックにおいて野球日本代表チームがサンマリンスタジアム宮崎でキャンプ。
  - 12月17日 - 国道269号梅谷バイパス全線開通。
- 2008年（平成20年）
  - 2月7日 - 岩切章太郎賞が20回を節目に終了。
  - 3月23日 - 国道220号青島-日南改良事業「折生迫-内海間」開通。
  - 4月1日 - 生目古墳群史跡公園開園。
  - 5月13日 - プロ野球公式戦「福岡ソフトバンクホークス 対 埼玉西武ライオンズ」がサンマリンスタジアム宮崎で開催。
  - 6月1日 - エバー航空が宮崎-台北（台湾）便の運行を開始。
  - 7月29日 - 国道269号加納バイパス開通。
  - 11月23日 - 大淀川に赤江大橋が開通。
  - 12月14日 - 第22回青島太平洋マラソンからコースに宮崎市のメインストリートである橘通りが加わる。
- 2009年（平成21年）
  - 2月16日 - 2009 ワールド・ベースボール・クラシックにおいて野球日本代表チームがサンマリンスタジアム宮崎でキャンプ。休養日を除く6日間の観客動員数は24,1000人。
  - 4月25日 - 生目の杜遊古館開館。
  - 8月8日 - 福岡ソフトバンクホークス取締役会長王貞治氏に宮崎市栄誉市民の称号が贈られる。市外出身者では長嶋茂雄氏に続いて2人目。
  - 9月30日 - エバー航空が宮崎-台北（台湾）便を運休。
  - 10月1日 - みやざきアートセンター開館。
  - 10月10日 - 日南線観光特急「海幸山幸」（宮崎-南郷間）の運行を開始。
- 2010年（平成22年）
  - 1月13日 - 2006年1月4日以来、4年ぶりとなる降雪を観測。
  - 1月21日 - チャイナエアラインが宮崎-台北便の運行を開始。
  - 1月31日 - 前年の日本選手権シリーズで優勝した読売ジャイアンツの歓迎パレードを開催。観客数は48,000人。
  - 3月23日 - 清武町を編入する。(これにより、宮崎郡が消滅。)
  - 4月20日 - 宮崎県内で口蹄疫が発生。詳しくは2010年日本における口蹄疫の流行。
    - 5月17日 - 宮崎市フェニックス自然動物園が感染予防のため無期限臨時休園。
    - 6月4日 - 宮崎県全域が車両消毒義務地域に指定（口蹄疫対策特別措置法）。
    - 6月11日 - 宮崎市は発生農場近くの総合運動施設「生目の杜運動公園」など81施設を閉鎖。県も図書館、博物館、美術館など宮崎市内の5施設を閉鎖。
    - 8月27日 - 東国原宮崎県知事が口蹄疫終息宣言を発表。

  - 8月1日 - 第34回全国高等学校総合文化祭を開催。
  - 10月1日 - 人口が40万人を超える。
  - 11月18日 - クロスモール清武開店
- 2011年（平成23年）
  - 3月19日 - みやざきフラワーフェスタが終了（全44回）、花旅みやざきと改称して通年で展開。
  - 10月1日 - 宮崎駅西口前に複合商業ビルKITEN開業。
  - 10月8日 - 第24回ファーム日本選手権がサンマリンスタジアム宮崎で開催。
  - 12月23日 - 東京ガールズコレクション Sweet Xmas Edition supported by 宮崎恋旅がフェニックス・シーガイア・リゾートのシーガイアコンベンションセンターで開催。
- 2012年（平成24年）
  - 1月31日 - 前年の日本選手権シリーズで優勝した福岡ソフトバンクホークスの歓迎パレードを開催。観客数は42,000人。
  - 3月26日 - フェニックス・シーガイア・リゾートの全株式をセガサミーホールディングスが取得し、完全子会社化。
  - 10月26日・27日 - 古事記編纂1300年記念 平成24年宮崎神宮大祭神賑行列「神々のパレード」開催。観客数は往路が102,000人、復路が40,000人。
  - 11月23日 - 第10回全国和牛能力共進会で宮崎牛が2連覇を達成したことにより県民感謝祭パレードを開催。観客数は15,000人。
- 2013年（平成25年）
  - 1月19日 - 第91回全国高等学校サッカー選手権大会で鵬翔高等学校が初優勝。宮崎県勢としても初の日本一。
  - 1月26日 - 鵬翔高校サッカー部祝賀パレードを開催。観客数は30,000人。
  - 2月15日 - 2013 ワールド・ベースボール・クラシックにおいて野球日本代表チームがサンマリンスタジアム宮崎でキャンプ。休養日、非公開試合（雨天中止）を除く5日間の観客動員数は85,000人。
  - 3月29日 - 第1回アクサレディスゴルフトーナメント in MIYAZAKI開催。
  - 10月6日 - 第26回ファーム日本選手権がサンマリンスタジアム宮崎で開催。※当初は10月5日に行われる予定だったが雨天中止で1日順延。
- 2014年（平成26年）
  - 3月16日 - 東九州自動車道 延岡市-宮崎市間が全線開通。
  - 3月22日 - 日本トライアスロン連合がフェニックス・シーガイア・リゾートと周辺施設をトライアスロンのオリンピック強化拠点に指定。日本オリンピック委員会に「ナショナルトレーニングセンター（NTC)競技別強化拠点施設」として申請することも決定。
  - 4月1日 - 高速バス「ひむか号」が運行開始。
  - 4月14日 - 文部科学省が2016年のリオデジャネイロオリンピックから正式種目となるゴルフのナショナルトレーニングセンター（NTC）競技別強化拠点施設にフェニックス・シーガイア・リゾートを指定。期間は2014年4月14日から2017年3月31日まで。
  - 4月22日 - プロ野球公式戦「読売ジャイアンツ 対 横浜DeNAベイスターズ」がサンマリンスタジアム宮崎で開催。
  - 8月23日 - まつり宮崎が16年ぶりに復活。
  - 8月25日 - 宮崎市が地方中枢拠点都市モデル事業として選定される。
  - 8月25日 - オリックス・バファローズが2015年度の一軍春季キャンプ地として宮崎市清武総合運動公園SOKKENスタジアムを使用することを発表。
  - 9月1日 - 第6回IBAF女子ワールドカップがサンマリンスタジアム宮崎およびアイビースタジアムで開催。
  - 10月4日 - 第27回ファーム日本選手権がサンマリンスタジアム宮崎で開催。
  - 10月16日 - 13カ国の駐日大使夫妻21人が来宮。外務省が地方と外国の交流を目的に1988年から実施、宮崎への訪問は1997年以来17年ぶりの2回目。
  - 10月26日 - 宮崎空港の愛称が「宮崎ブーゲンビリア空港」に決定。
  - 11月1日 - 第68回全国お茶まつり開催。1995年以来19年ぶりに開催。
- 2015年（平成27年）
  - 3月21日 - 東九州自動車道 大分市 - 宮崎市間が全線開通。
  - 4月1日 - 高速バス「パシフィックライナー」が運行開始。
  - 11月7日 - JR日豊本線 宮崎駅に、県内では初となる自動改札機が設置される。
  - 11月14日 - 市内にある鉄道駅の計12駅で全国相互利用が可能となる交通系ICカードのSUGOCA、宮崎交通の一般路線バス全線でnimocaサービスがそれぞれ開始される。
- 2016年（平成28年）
  - 4月24日 - 東九州自動車道 北九州市 - 宮崎市間が全線開通。
- 2021年（令和3年）4月1日 - 高速バス「パシフィックライナー」廃止。
- 2022年（令和4年）
  - 8月1日 - 同日現在の人口（推計人口）で、長崎市を抜き人口が九州第6位となる。
- 2024年（令和6年）
  - 8月29日 - 未明から台風10号接近に伴い竜巻が相次ぎ発生。860棟超が損壊、31人が負傷[10][11][12]。

## 市政

### 歴代市長
| 1       | 大迫元繁   | 1924年8月28日  | 1927年10月21日 |
| 2・3    | 川越壮介   | 1927年12月20日 | 1935年2月26日  |
| 4       | 柿原政一郎 | 1935年7月11日  | 1937年6月7日   |
| 5       | 根井久吾   | 1937年6月7日   | 1940年12月29日 |
| 6       | 青木善祐   | 1941年1月21日  | 1945年1月20日  |
| 7       | 和田一次   | 1945年2月2日   | 1945年6月27日  |
| 8       | 萱嶋高     | 1945年6月29日  | 1945年12月8日  |
| 9       | 二見甚郷   | 1945年12月10日 | 1947年3月26日  |
| 10 - 11 | 荒川岩吉   | 1947年4月6日   | 1955年4月22日  |
| 12 - 14 | 有馬美利   | 1955年4月30日  | 1966年7月4日   |
| 15 - 17 | 清山芳雄   | 1966年8月21日  | 1978年8月20日  |
| 18      | 中村隆則   | 1978年8月21日  | 1982年8月20日  |
| 19 - 21 | 長友貞藏   | 1982年8月21日  | 1994年1月10日  |
| 22 - 25 | 津村重光   | 1994年2月6日   | 2010年2月5日   |
| 26      | 戸敷正     | 2010年2月6日   | 2022年2月5日   |
| 27      | 清山知憲   | 2022年2月6日   | 現職           |

### 行政機構
- 市長
  - 副市長（2人） - 総合政策部、総務部、財政部、危機管理部、地域振興部、環境部、福祉部、子ども未来部、健康管理部、農政部、観光商工部 、建設部、都市整備部、佐土原総合支所、田野総合支所、高岡総合支所、清武総合支所
  - 会計管理者 - 出納室
- 議会 - 事務局
- 選挙管理委員会 - 事務局
- 監査委員 - 事務局
- 農業委員会 - 事務局
- 公平委員会 - 事務局
- 教育委員会 - 事務局
- 上下水道事業管理者 - 上下水道局 - 管理部、事業部、下水道部
- 消防長 - 消防局

### 広域行政
宮崎東諸県広域市町村圏協議会
- 宮崎公立大学 - 2011年4月に宮崎公立大学事務組合を解散（宮崎市による単独運営開始）
- 宮崎市夜間急病センター
- 宮崎市総合発達支援センター - 様々な障害を持った幼児のための医療・養育施設
- 宮崎市葬祭センター

### 市町村合併
2006年1月1日に田野町・佐土原町・高岡町を、2010年3月23日に清武町を編入し、各町には編入と同時に合併特例区が設置された。合併特例区は5年後地域自治区に移行する。またそれ以外の地域でも2006年1月1日から、旧町村あるいは中学校の校区を基本にして地域自治区が設置された。
地域自治区
- 中央東地域自治区
- 中央西地域自治区
- 小戸地域自治区
- 大宮地域自治区
- 東大宮地域自治区
- 檍地域自治区
- 大淀地域自治区

- 大塚地域自治区
- 大塚台地域自治区
- 生目台地域自治区
- 赤江地域自治区
- 木花地域自治区
- 青島地域自治区
- 住吉地域自治区

- 生目地域自治区
- 北地域自治区
- 小松台地域自治区
- 田野地域自治区
- 佐土原地域自治区
- 高岡地域自治区
- 清武地域自治区

### 地域コミュニティ税
地域コミュニティ税は、宮崎市が制定した条例に基づいて2009年4月に創設された地方税。
宮崎市の総人口（約37万人）のうち約16万人に対して、市民税の均等割額に年額500円を上乗せされるかたちで課税。これを宮崎市地域コミュニティ活動基金として積み立て、市内の地域自治区（2005年以前の宮崎市域に16地区）、合併特例区（3地区）に人口などに比例して配分する。各地域自治区・合併特例区は地域活動の経費として基金を活用する。
当初は2008年4月創設の予定であったが、市民への周知不足を理由に開始時期を1年延期した。清武町では平成23年度（2011年度）から導入される予定であった ため対象外とされた。
2010年1月の市長選では、地域コミュニティ税が争点のひとつとなった。「コミュニティ税の廃止」を公約に掲げて当選した戸敷正氏は6月議会に地域コミュニティ税の廃止条例案を提出したが継続審査となり、9月議会も同じ扱いであった。しかし、12月議会では14日の市民経済委員会が廃止条例案を7対6の賛成多数で可決し16日の本会議は賛成が反対を大幅に上回り、廃止が決まった。この結果、地域コミュニティ税は導入後2年で廃止されることになり、廃止に伴う減収8,000万円は、今後一般財源から捻出する予定となっている。

## 議会

### 宮崎市議会
- 議長：鈴木一成
- 副議長：島田健一
- 定数：40人（現員数：40人）
- 会派構成：はまゆう - 3人、前新会 - 6人、公明党 - 6人、市民クラブ - 3人、みやざき未来 - 5人、社民党 - 3人、政新会-3人、市政同志会 - 4人、日本共産党 - 2人、市民みやざき - 1人、眞政会 - 1人、喜幸会 - 1人、同志会-3人、至誠会-3人

### 宮崎県議会
- 選挙区：宮崎市選挙区
- 定数：12人
- 任期：2019年4月30日 - 2023年4月29日

| 議員名     | 会派名                     | 備考             |
| ---------- | -------------------------- | ---------------- |
| 日高陽一   | 宮崎県議会自由民主党       |                  |
| 野崎幸士   | 宮崎県議会自由民主党       |                  |
| 坂本康郎   | 公明党宮崎県議団           |                  |
| 重松幸次郎 | 公明党宮崎県議団           |                  |
| 岩切達哉   | 県民連合宮崎               | 党籍は社会民主党 |
| 横田照夫   | 宮崎県議会自由民主党       |                  |
| 前屋敷恵美 | 日本共産党宮崎県議会議員団 |                  |
| 右松隆央   | 宮崎県議会自由民主党       |                  |
| 有岡浩一   | 郷中の会                   | 無所属           |
| 井上紀代子 | 県民の声                   | 無所属           |
| （欠員2）  |                            |                  |

### 衆議院
- 選挙区：宮崎1区（宮崎市、東諸県郡）
- 任期：2021年10月31日 - 2025年10月30日
- 投票日：2021年10月31日
- 当日有権者数：354,691人
- 投票率：53.29％

| 当落 | 候補者名   | 年齢 | 所属党派     | 新旧別 | 得票数   | 重複 |
| ---- | ---------- | ---- | ------------ | ------ | -------- | ---- |
| 当   | 渡辺創     | 44   | 立憲民主党   | 新     | 60,719票 | ○    |
| 比当 | 武井俊輔   | 46   | 自由民主党   | 前     | 59,649票 | ○    |
|      | 脇谷のりこ | 64   | 無所属       | 新     | 43,555票 |      |
|      | 外山斎     | 45   | 日本維新の会 | 新     | 22,350票 | ○    |

## 公共機関

### 警察
- 宮崎県警察本部
- 宮崎北警察署 - 宮崎市の大淀川以北（高岡町を除く）
- 宮崎南警察署 - 宮崎市の大淀川以南（高岡町を除く）
- 高岡警察署 - 宮崎市高岡町、東諸県郡
- 宮崎県総合自動車運転免許センター

### 防災
- 宮崎市消防局（宮崎市・国富町・綾町）
  - 宮崎市北消防署 - 大淀川以北
  - 宮崎市南消防署 - 大淀川以南

### 医療
救急指定病院
- 国立病院機構宮崎東病院
- 阿波岐ヶ原病院
- 金丸脳神経外科病院
- 古賀総合病院（地域周産期母子医療センター）
- 迫田病院
- 潤和会記念病院
- 竹内病院
- 南部病院
- 宮崎医療センター病院

- 県立宮崎病院（基幹災害拠点病院）
- 社会保険宮崎江南病院（地域医療支援病院）
- 宮崎市郡医師会病院（地域災害拠点病院）
- 宮崎市立田野病院
- 宮崎循環器病院
- 宮崎生協病院
- 宮崎善仁会病院（地域災害拠点病院）
- 宮崎大学医学部附属病院（基幹災害拠点病院）

宮崎市郡医師会関連施設
- 宮崎市夜間急病センター
- 臨床検査センター
- 宮崎看護専門学校

### 国の出先機関
警察庁
- 九州管区警察局宮崎県情報通信部

総務省
- 九州管区行政評価局宮崎行政評価行政相談センター

法務省
- 宮崎地方法務局
- 宮崎刑務所
- 宮崎少年鑑別所
- 宮崎保護観察所
- 出入国在留管理庁福岡出入国在留管理局宮崎出張所
- 福岡高等検察庁宮崎支部
- 宮崎地方検察庁
- 宮崎区検察庁

財務省
- 九州財務局宮崎財務事務所
- 門司税関細島税関支署宮崎空港出張所
- 国税庁熊本国税局宮崎税務署

厚生労働省
- 九州厚生局宮崎事務所
- 宮崎労働局
  - 宮崎労働基準監督署
  - 宮崎公共職業安定所
- 福岡検疫所宮崎空港出張所

農林水産省
- 九州農政局宮崎県拠点
- 林野庁九州森林管理局森林技術センター
- 林野庁九州森林管理局 宮崎森林管理署

国土交通省
- 九州地方整備局宮崎河川国道事務所
- 九州地方整備局宮崎港湾・空港整備事務所
- 九州運輸局宮崎運輸支局
- 大阪航空局宮崎空港事務所
- 気象庁福岡管区気象台宮崎地方気象台
- 気象庁福岡管区気象台福岡航空測候所宮崎空港出張所

防衛省
- 自衛隊宮崎地方協力本部
- 九州防衛局熊本防衛支局宮崎防衛事務所

### 司法機関
- 福岡高等裁判所宮崎支部
- 宮崎地方裁判所
- 宮崎家庭裁判所
- 宮崎簡易裁判所
- 宮崎検察審査会

### 認可法人
- 日本銀行鹿児島支店宮崎事務所

### 独立行政法人
- 高齢・障害・求職者雇用支援機構宮崎支部宮崎障害者職業センター
- 高齢・障害・求職者雇用支援機構宮崎支部宮崎職業能力開発促進センター（愛称：ポリテクセンター宮崎）
- 労働者健康安全機構宮崎産業保健推進センター
- 国立病院機構宮崎東病院
- 森林研究・整備機構森林整備センター九州整備局宮崎水源林整備事務所
- 航空大学校
- 自動車技術総合機構九州検査部宮崎事務所
- 自動車事故対策機構宮崎支所

### 国立大学法人
- 国立大学法人宮崎大学
  - 木花キャンパス
  - 清武キャンパス（附属病院）
- 国立大学法人京都大学防災研究所附属地震予知研究センター宮崎観測所

### 特殊法人
- 日本年金機構九州地域第二部宮崎事務センター（旧宮崎社会保険事務局）
- 日本年金機構宮崎年金事務所（旧宮崎社会保険事務室）
- 特殊会社
  - 日本郵便株式会社宮崎中央郵便局
  - 西日本電信電話株式会社宮崎支店
  - 日本たばこ産業株式会社宮崎営業所
  - 株式会社日本政策金融公庫宮崎支店
  - 株式会社商工組合中央金庫宮崎支店
  - 西日本高速道路株式会社九州支社宮崎高速道路事務所
  - 九州旅客鉄道株式会社宮崎支社
  - 日本放送協会宮崎放送局
  - 日本中央競馬会宮崎育成牧場

### 県の行政機関
- 宮崎県庁
- 宮崎県税・総務事務所 （橘通東）
- 総合保健センター、中部農林振興局、宮崎土木事務所、高岡土木事務所
- 宮崎家畜保健衛生所 （佐土原町下那珂）

## 経済

### 産業

#### 第一次産業
赤江、木花、住吉、瓜生野地区を中心にトマト・ピーマン・キュウリをはじめとする促成栽培、旧田野町・清武町では冬季に「大根やぐら」を用いた大根栽培や食品加工が盛ん。マンゴーも名物の一つになっている。青島地区では漁業が中心。

#### 第二次産業
宮崎東諸地域は宮崎SUNテクノポリス圏域に指定されているものの、メインは旧清武町・国富町・旧佐土原町で印刷業を除き宮崎市においては大規模な工業は行われていない。産業構成は第二次産業の占める割合が極端に小さいのが特徴。

#### 第三次産業
市と周辺地域による小売業とともに、大都市からの交通の便が悪いことから卸売業も発達している。また観光都市であるためにサービス業も大きなウエイトを占める。近年は情報産業を積極的に誘致している。橘通り一帯が中心市街地である。特にニシタチは国内でも屈指の規模のスナックが集まる歓楽街である。

#### 産業人口
- 第一次産業：5,633（3.8%）
- 第二次産業：22,957（15.7%）
- 第三次産業：115,179（78.7%）

※ 2005年（平成17年）国勢調査結果

### 市内に本社のある主な企業

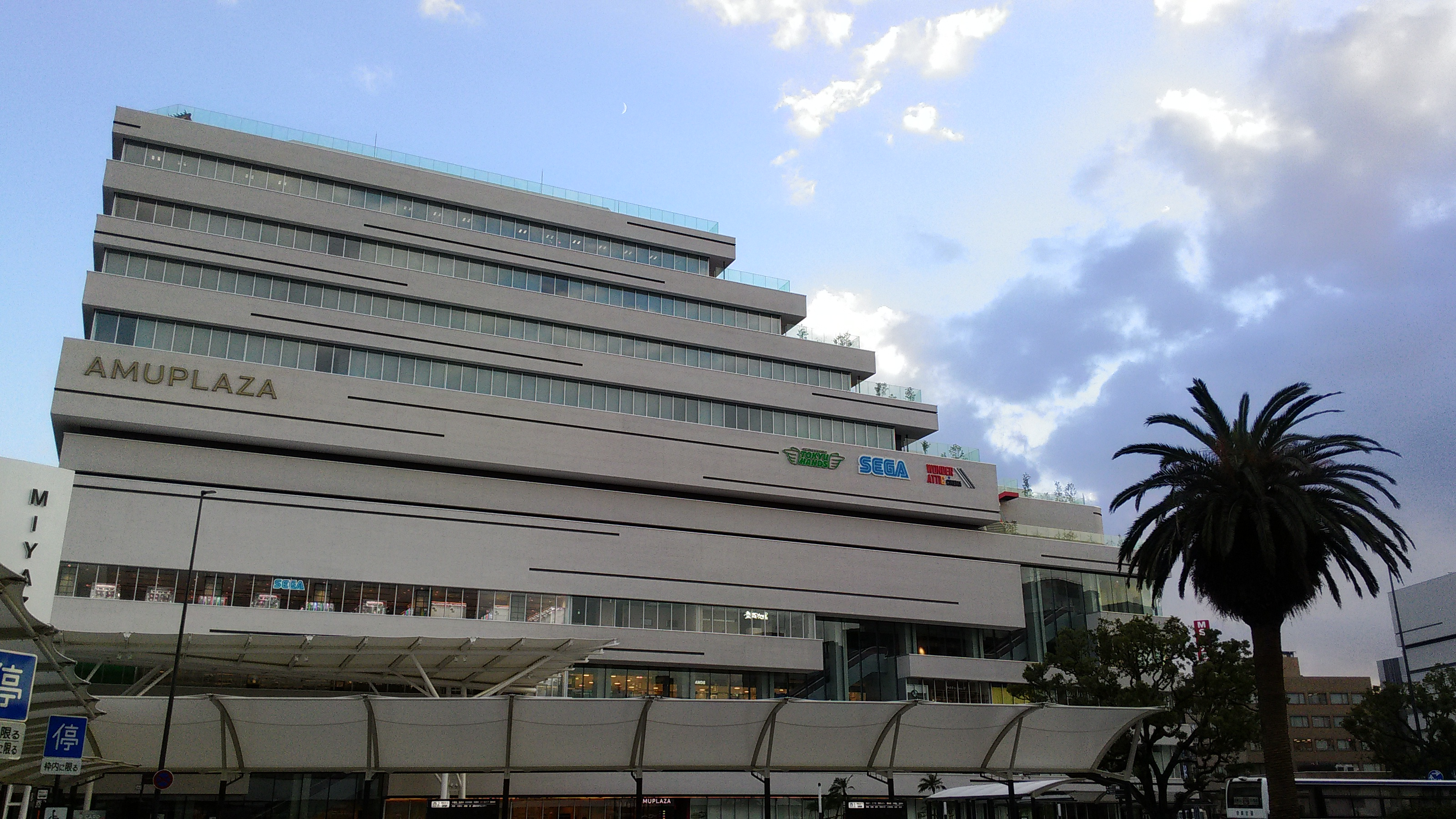
アミュプラザみやざき（うみ館）

- 旭化成マイクロシステム九州
- アリサカ
- 植松商事
- 雲海酒造
- エフエム宮崎
- 宮崎情報処理センター
- スパークジャパン
- ソラン九州
- （株）永野（サングリーンうめこうじ）
- 宮崎南印刷
- WASHハウス
- こどものくに

- 日本バイオフーヅ
- ソラシドエア
- テゲバジャーロ宮崎
- テレビ宮崎
- 宮崎銀行
- 宮崎ケーブルテレビ
- 中森製薬
- 大成紙業
- 米良電機産業
- 九州中川ヒューム管工業
- 王生工業
- JR宮崎シティ

- 宮崎ガス
- 宮崎交通
- 宮崎サンシャインエフエム
- 宮崎酸素
- 宮崎太陽銀行
- 宮崎日日新聞
- 宮崎放送
- フェニックス・シーガイア・リゾート
- ホンダロック

### 主な商業施設
- アミュプラザみやざき（JR宮交ツインビル）
  - 2020年11月20日に宮崎駅前に開業した複合商業施設。うみ館・やま館・ひむかきらめき市場の３つの商業施設で構成される。
- KITEN（宮崎グリーンスフィア壱番館）
  - 2011年11月3日に宮崎駅西口に開業した複合商業ビル。JR九州ホテル宮崎も同時に開業した。
- 宮崎ナナイロ（旧橘百貨店）
- 宮崎山形屋
- カリーノ宮崎（旧寿屋宮崎店）

- 宮交シティ

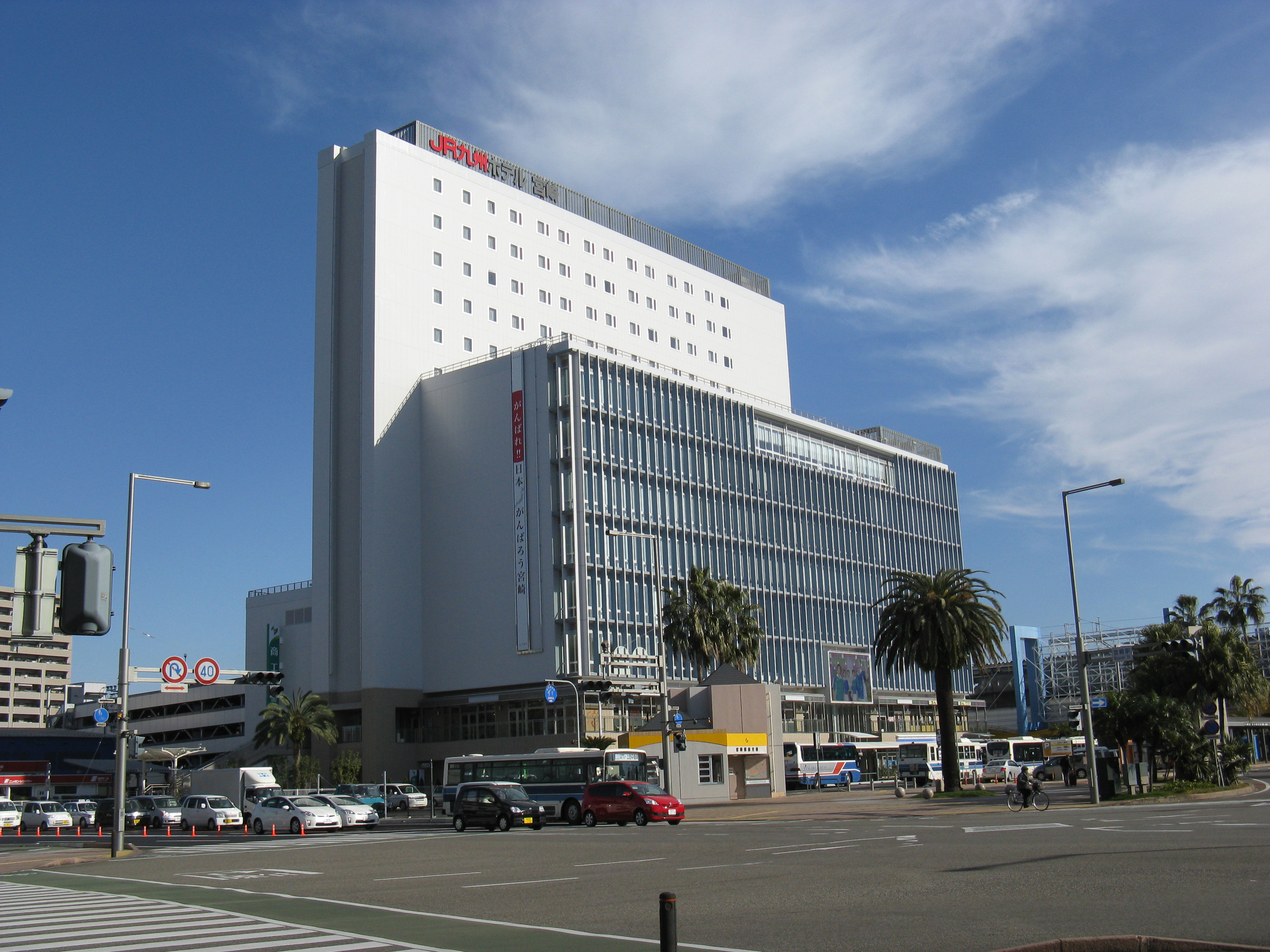
KITEN（宮崎グリーンスフィア壱番館）

  - 元々は店名にある様に宮崎交通の関連企業であったが、同社保有の株式を売却した現在も店名はそのままである。
    - コミュニティFM局「宮崎サンシャインエフエム」、およびJリーグクラブ「テゲバジャーロ宮崎」を子会社に有する。宮崎山形屋

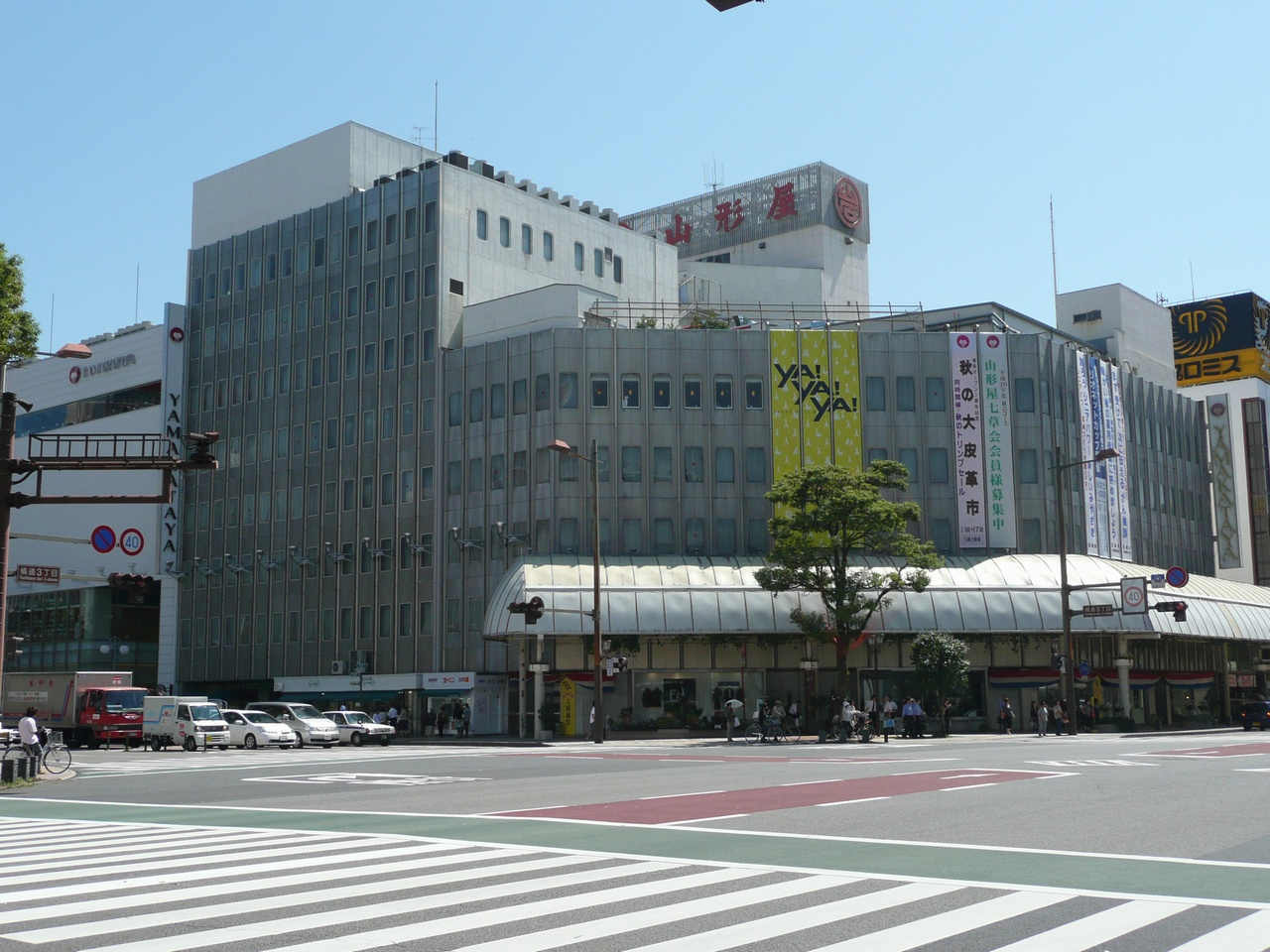
宮崎山形屋

- カリーノ宮崎イオン南宮崎店（旧・ダイエー宮崎店）

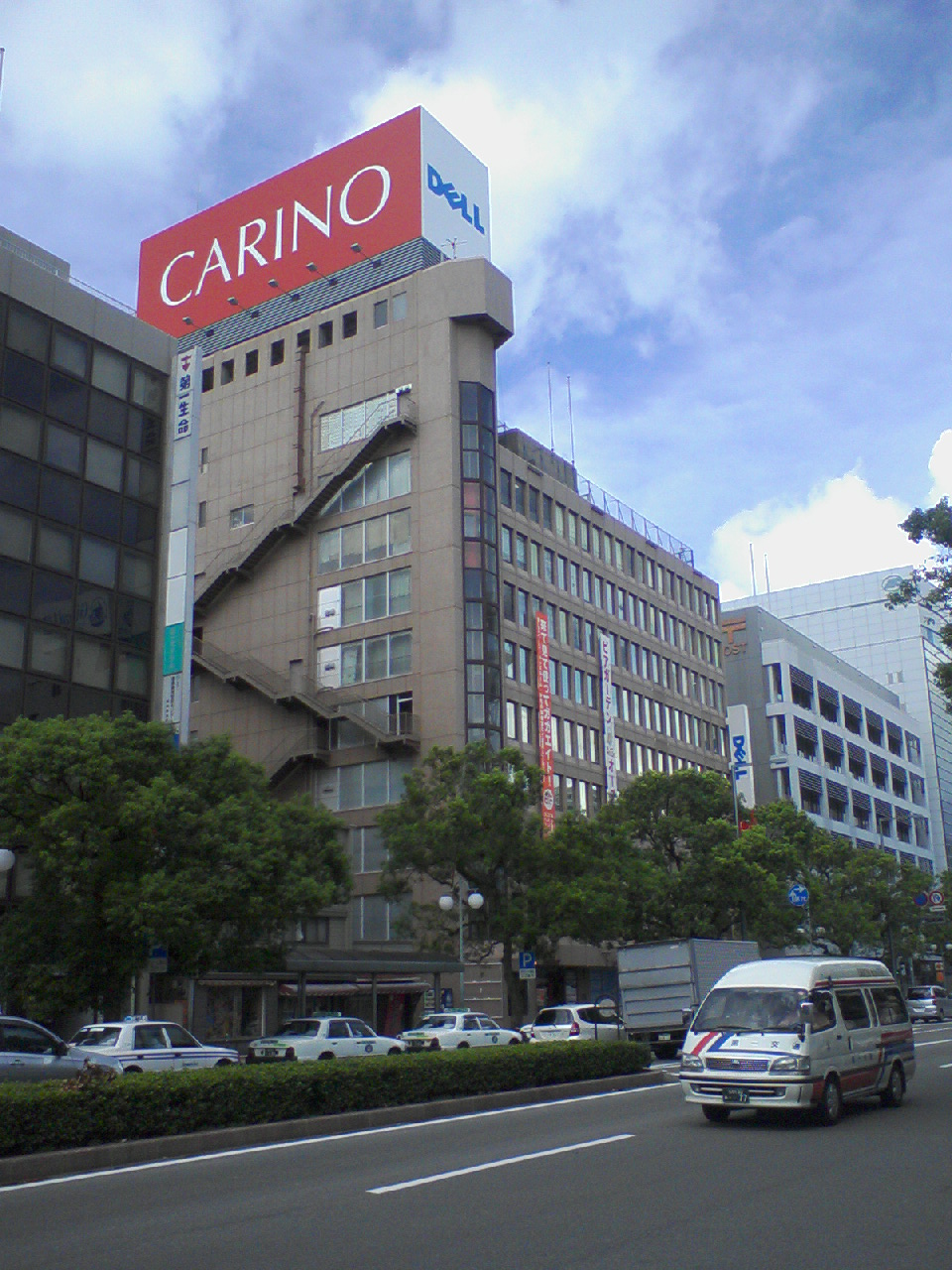
カリーノ宮崎

  - 宮交シティの核店舗となっており、施設も一体化している。
- イオンモール宮崎（イオン宮崎店）
- MRT micc（宮崎放送内）
- フレスポ宮崎花ヶ島
- フェニックスガーデンうきのじょう
  - 浮ノ城ゴルフ練習場跡地に作られた。
- ベアーズモール清武
  - えびの市に移転した、南九州コカ・コーラの清武工場跡地に作られた。
- ニトリモール宮崎
  - 宮崎交通源藤車庫跡地に作られた。
- セントラルシネマ宮崎
  - イオンモール宮崎にある、9スクリーンのシネマコンプレックス（複合映画館）。
- ワンダーアティックシネマ
  - アミュプラザみやざき（うみ館）にある、7スクリーンのシネマコンプレックス（複合映画館）。

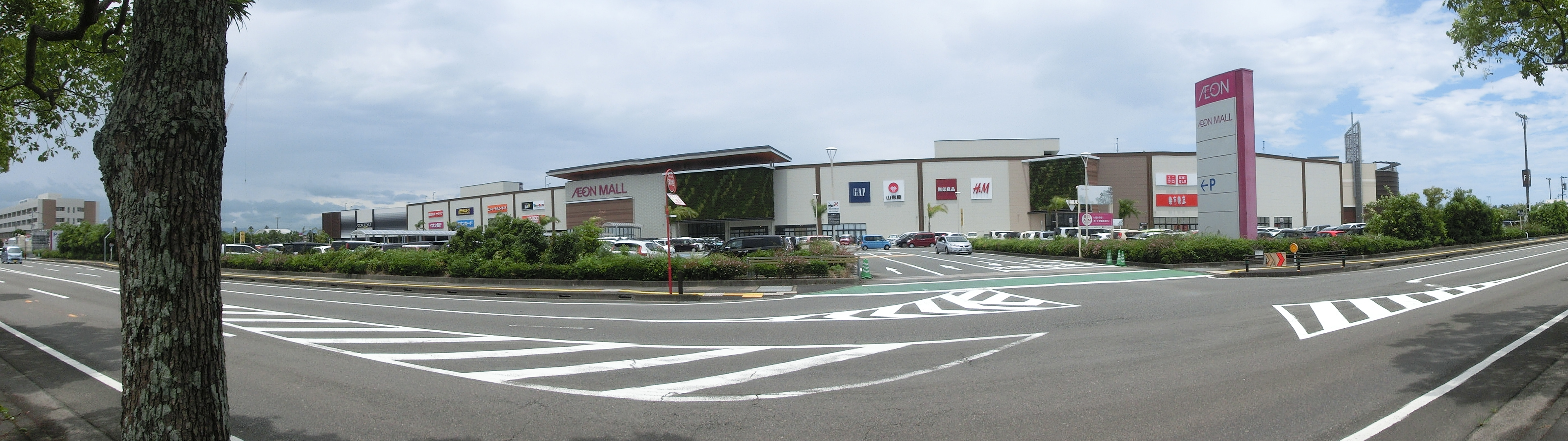
イオンモール宮崎（宮崎市中央卸売市場側よりサウスモールを撮影）

- 宮崎キネマ館
  - 2スクリーンの映画館。
- 宮崎ロマン
  - 宮崎県唯一の成人映画館。

### 郵便
郵便局
- 宮崎中央郵便局（集配局）
- 住吉郵便局（集配局）

- 広瀬郵便局（集配局）
- 生目郵便局（集配局）

- 高岡郵便局（集配局）
- 清武郵便局（集配局）

- 田野郵便局（集配局）
- 木花郵便局（集配局）

- 宮崎市役所内郵便局
- 宮崎高松通郵便局
- 宮崎大橋郵便局
- 宮崎和知川原郵便局
- 宮崎霧島郵便局
- 宮崎花ヶ島郵便局
- 宮崎瓜生野郵便局
- 宮崎平和が丘郵便局
- 宮崎丸山郵便局

- 宮崎神宮東郵便局
- 宮崎芳士郵便局
- 下田島郵便局
- 佐土原郵便局
- 佐土原那珂郵便局
- 宮崎県庁内郵便局
- 宮崎江平郵便局
- 宮崎波島郵便局
- 宮崎青葉郵便局

- 宮崎日ノ出郵便局
- 宮崎松山郵便局
- 宮崎昭和郵便局
- 宮交シティ内郵便局
- 宮崎大淀郵便局
- 宮崎城ヶ崎郵便局
- 宮崎本郷郵便局
- 宮崎月見ヶ丘郵便局
- 宮崎生目台郵便局

- 宮崎大塚郵便局
- 宮崎大塚台団地郵便局
- 宮崎小松台郵便局
- 穆佐郵便局
- 宮崎倉岡郵便局
- 山下郵便局
- 学園木花台郵便局
- 青島郵便局
- 内海郵便局

簡易郵便局
- 塩路簡易郵便局
- 羽佐間簡易郵便局
- 宮崎新別府簡易郵便局
- 阿波岐原簡易郵便局

- 宮崎山崎簡易郵便局
- 田吉簡易郵便局
- 宮崎希望ヶ丘簡易郵便局
- 宮崎京塚簡易郵便局

- 宮崎小松簡易郵便局
- 富吉簡易郵便局
- 花見簡易郵便局
- 内山簡易郵便局

- 浦之名簡易郵便局
- 宮崎大学医学部内簡易郵便局
- 加納簡易郵便局

### 金融機関
- 宮崎銀行
- 宮崎太陽銀行
- 宮崎第一信用金庫
- 宮崎県農業協同組合
- 西日本シティ銀行宮崎営業部

## 姉妹都市・提携都市

### 国内
- 橿原市 （奈良県） - 1966年2月11日姉妹都市提携[15]。
神武天皇が日向の国を発って橿原の地において即位した日本神話の縁により姉妹都市になる。
宮崎市の宮崎神宮、橿原市の橿原神宮ともに主祭神は神武天皇である。
- 大仙市 （秋田県） - 2001年6月3日有縁交流提携。
旧佐土原町と秋田県の旧協和町が、戊辰戦争における歴史的背景を基に有縁交流を提携。奥羽越列藩同盟を離脱した秋田藩は同盟軍と協和町で激しい攻防があり、新政府軍だった佐土原藩を初めとする援軍と合流し、境、上淀川で壮絶な戦いを繰り広げた。佐土原藩士約100名が参戦して8名が戦死、境の萬松寺と秋田市の全良寺に埋葬された。
佐土原町は2006年1月1日に宮崎市と合併、協和町は2005年3月22日に周辺市町村と合併して大仙市となり、交流はそれぞれ宮崎市と大仙市が引き継いでいる。

提携解消
- 一色町 （愛知県） - 1966年4月1日姉妹都市提携。
旧田野町と愛知県の旧一色町が姉妹都市提携。
2006年1月1日の宮崎市との合併に伴い交流は相手都市との協議のうえ宮崎市が引き継ぐ予定[16] だったが姉妹関係は解消した。ただし、友好関係は現在も続いている[17]。
一色町は2011年4月1日に西尾市に編入された。
- 田野町 （高知県） - 1989年7月8日姉妹都市提携。
旧田野町と高知県の田野町が町名が同じ縁により姉妹都市になる。
2006年1月1日の宮崎市との合併に伴い交流は相手都市との協議のうえ宮崎市が引き継ぐ予定だったが、解消した。[16]。

### 海外
- バージニアビーチ市 （アメリカ合衆国 バージニア州） - 1992年5月25日姉妹都市提携[18]。
1984年から学生や社会人の相互訪問やホームステイ、文化交流会など民間レベルでの交流を切っ掛けに姉妹都市になる。また温暖な気候で屋外スポーツ施設が整った観光リゾート都市、など宮崎市と類似している。市制施行80周年記念に同市との姉妹都市交流を記念して宮崎市上野町（青空市場跡）にバージニアビーチ広場が完成。バージニアビーチ市章にもなっているヘンリー岬灯台（実物の4分の1、高さ7.2m、底辺直径1.8m）が設置された。
- ウォキーガン市 （アメリカ合衆国 イリノイ州） - 1990年5月3日姉妹都市提携[19]。
旧清武町において外資系企業（バクスター）の誘致の縁で、町制施行40周年記念として姉妹都市になる。
2010年3月23日の宮崎市との合併に伴いウォキーガン市との交流は宮崎市が引き継いでいる。
- 報恩郡 （大韓民国 忠清北道） - 1993年8月6日姉妹都市提携[20]。
旧高岡町において距離や文化が比較的近い韓国の自治体に焦点を絞り姉妹都市の選定にあたっていた。韓日伝統文化交流協会の会員が高岡町を訪問した際、同協会の趙会長が忠清北道の報恩郡の出身であることから報恩郡を紹介され、相互訪問を通して交流が深まり姉妹都市になる。
2006年1月1日の宮崎市との合併に伴い、報恩郡との交流は宮崎市が引き継いでいる。
- 葫芦島市 （中華人民共和国 遼寧省） - 2004年5月16日友好都市提携[21]。
1999年より葫芦島市副市長などが宮崎市を訪問し交流が始まり、2001年5月に宮崎市中国友好都市交流研究会を設立。宮崎市長が葫芦島市を訪問するなど相互訪問を通して更に交流が深まり、友好都市となる。
- 桃園市（中華民国 直轄市）- 2017年（平成29年）10月5日 姉妹都市提携締結。

## 地域

### 人口
| |                                        |  |
| 宮崎市と全国の年齢別人口分布（2005年） | 宮崎市の年齢・男女別人口分布（2005年） |  |
| ■紫色 ― 宮崎市 ■緑色 ― 日本全国 | ■青色 ― 男性 ■赤色 ― 女性              |  |
| 宮崎市（に相当する地域）の人口の推移 \| 1970年（昭和45年） \| 255,888人 \| \| \| 1975年（昭和50年） \| 291,157人 \| \| \| 1980年（昭和55年） \| 329,751人 \| \| \| 1985年（昭和60年） \| 349,465人 \| \| \| 1990年（平成2年） \| 365,080人 \| \| \| 1995年（平成7年） \| 384,391人 \| \| \| 2000年（平成12年） \| 392,178人 \| \| \| 2005年（平成17年） \| 395,593人 \| \| \| 2010年（平成22年） \| 400,583人 \| \| \| 2015年（平成27年） \| 401,138人 \| \| \| 2020年（令和2年） \| 401,339人 \| \| |                                        |  |
| 総務省統計局 国勢調査より |                                        |  |
| 1970年（昭和45年） | 255,888人                              |  |
| 1975年（昭和50年） | 291,157人                              |  |
| 1980年（昭和55年） | 329,751人                              |  |
| 1985年（昭和60年） | 349,465人                              |  |
| 1990年（平成2年） | 365,080人                              |  |
| 1995年（平成7年） | 384,391人                              |  |
| 2000年（平成12年） | 392,178人                              |  |
| 2005年（平成17年） | 395,593人                              |  |
| 2010年（平成22年） | 400,583人                              |  |
| 2015年（平成27年） | 401,138人                              |  |
| 2020年（令和2年） | 401,339人                              |  |

### 健康
- 平均年齢（2000年国勢調査） - 40.1歳

### 教育

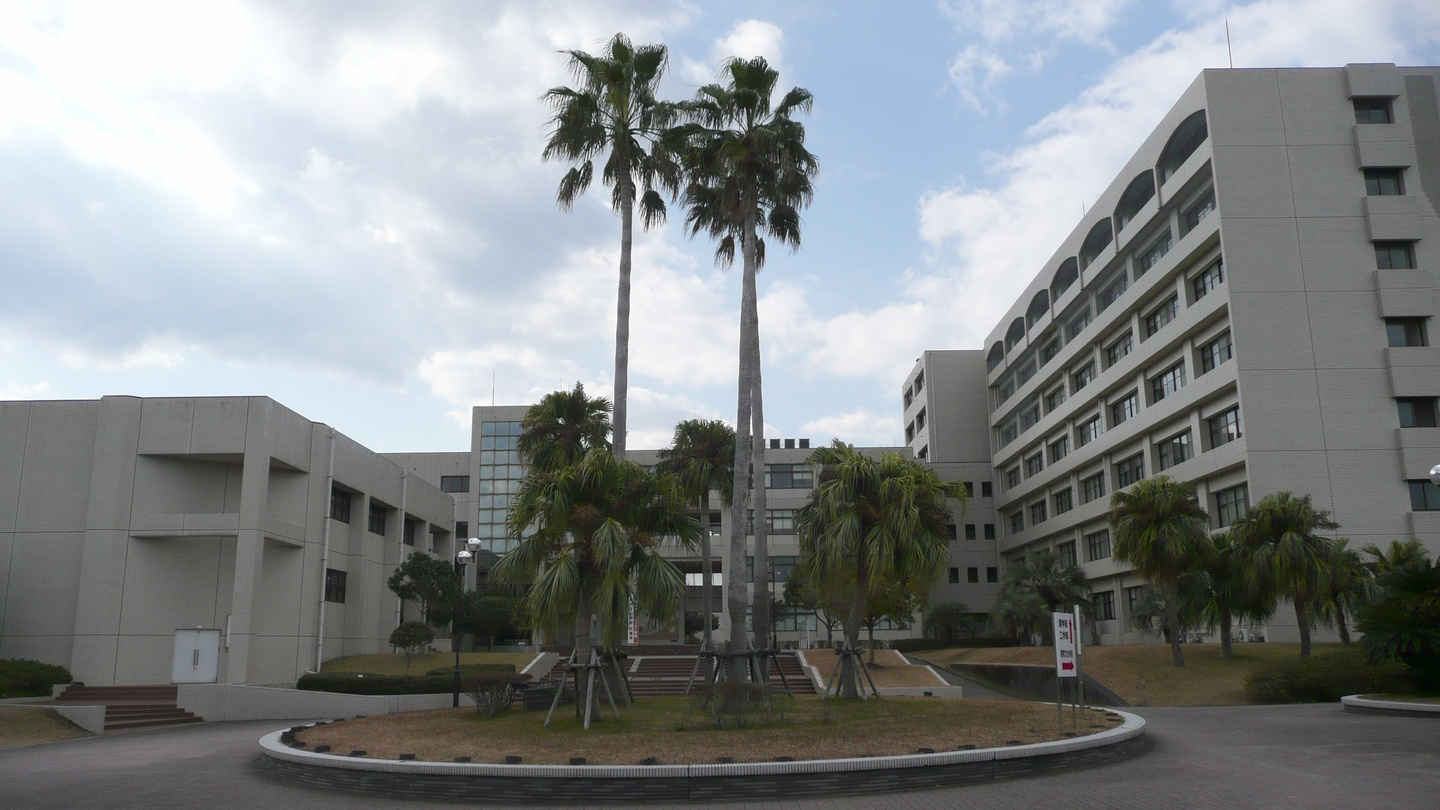
宮崎大学教育学部講義棟

宮崎学園都市開発整備事業により、宮崎大学は附属幼・小・中を除き1984年〜1988年にかけて霧島・船塚の旧キャンパスから順次市南部の木花台に移転した。木花から清武町にかけては高等教育機関が集中し新しい文教地区が形成されている。宮崎大学の旧キャンパスには宮崎県立図書館、宮崎県立美術館、宮崎県立芸術劇場（以上旧農学部跡地・宮崎県総合文化公園）、宮崎公立大学（旧教育学部跡地）・南九州大学宮崎キャンパス（旧農学部跡地）が新たに立地し、宮崎大学を郊外移転した意味が市民団体から問われている。
中等教育については、2003年から県立高校の普通科の合同選抜が廃止され、市内の普通科高校を自由に志望することが可能となった。また、2007年から宮崎県立宮崎西高等学校に附属中学校を併設した。

#### 大学・短期大学

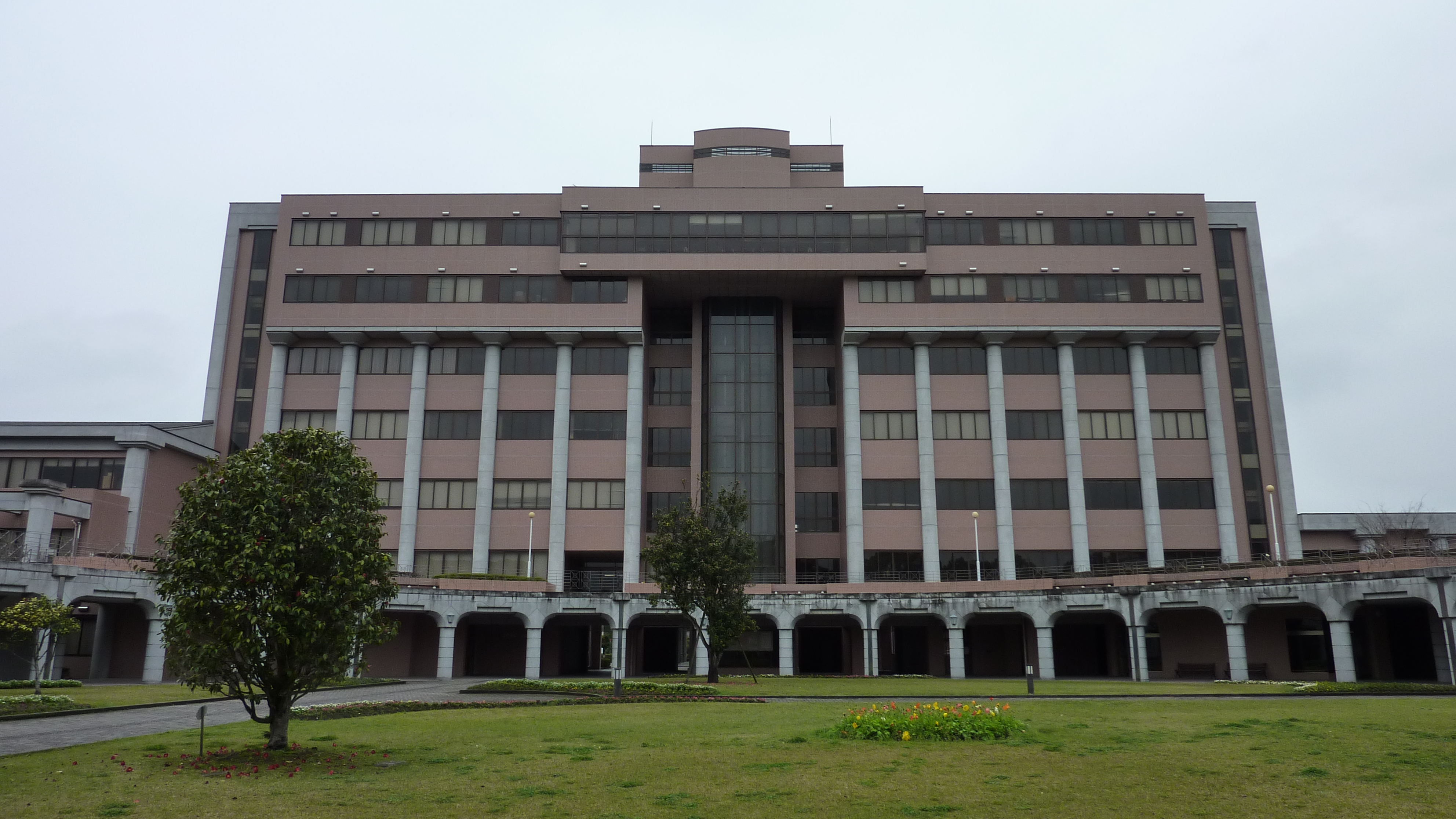
宮崎公立大学

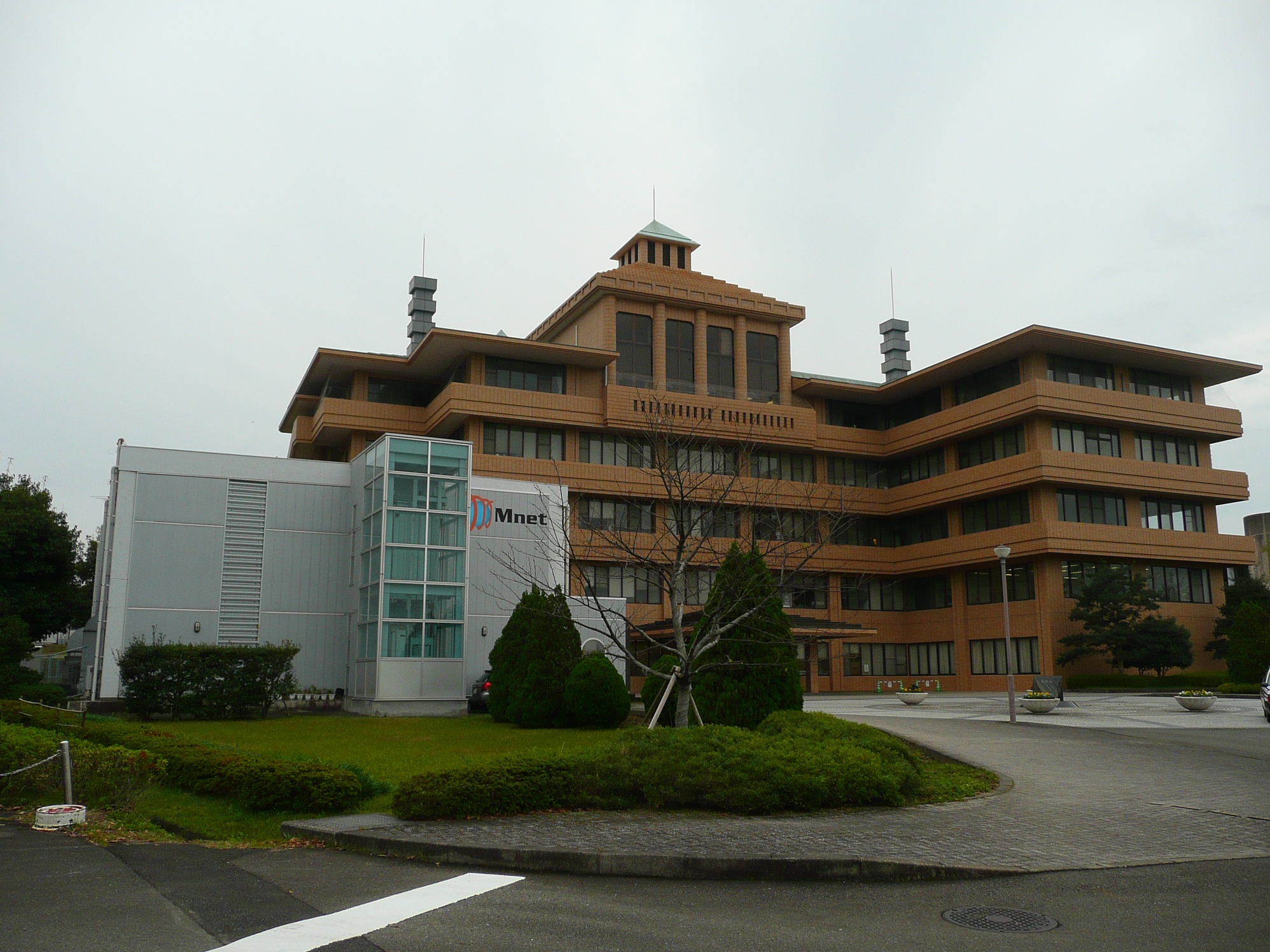
宮崎産業経営大学

国立
- 宮崎大学

公立
- 宮崎県立看護大学
- 宮崎公立大学（市立大学）

私立
- 宮崎産業経営大学
- 宮崎国際大学
- 宮崎学園短期大学
- 南九州大学
- 南九州大学短期大学部

#### 高等学校

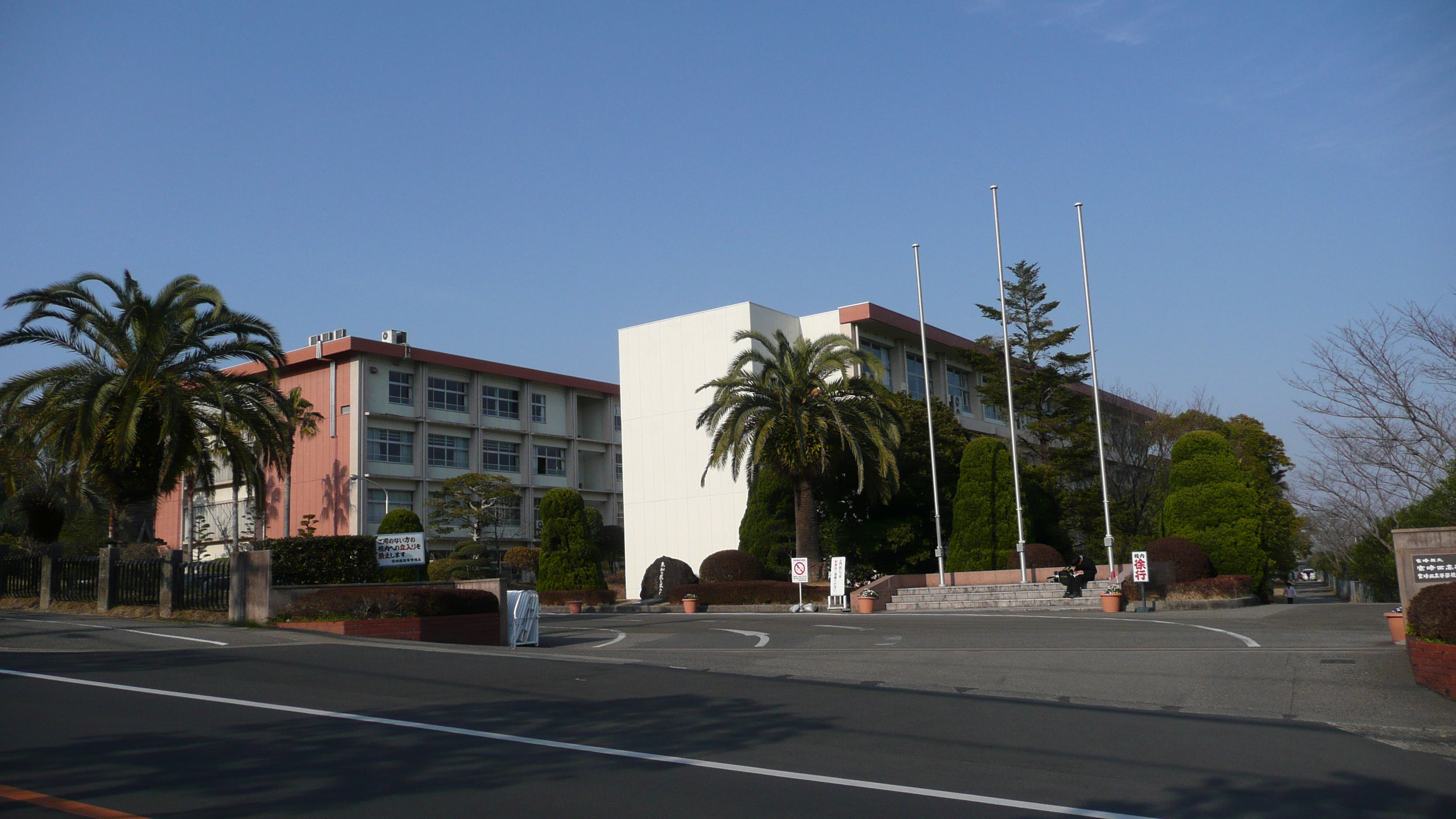
宮崎西高校

公立
- 宮崎県立宮崎大宮高等学校
- 宮崎県立宮崎南高等学校
- 宮崎県立宮崎西高等学校
- 宮崎県立宮崎北高等学校
- 宮崎県立宮崎東高等学校
- 宮崎県立宮崎工業高等学校
- 宮崎県立宮崎農業高等学校
- 宮崎県立宮崎商業高等学校
- 宮崎県立宮崎海洋高等学校
- 宮崎県立佐土原高等学校

私立
- 日向学院高等学校
- 宮崎日本大学高等学校
- 日章学園高等学校
- 鵬翔高等学校
- 宮崎学園高等学校
- 宮崎第一高等学校
- 日南学園高等学校宮崎頴学館
- 神村学園高等部通信制課程きぼう高等学院
- クラーク記念国際高等学校宮崎キャンパス

#### 専門学校・専修学校
- 宮崎美容専門学校
- 宮崎マルチメディア専門学校
- 宮崎情報ビジネス専門学校

#### 中学校

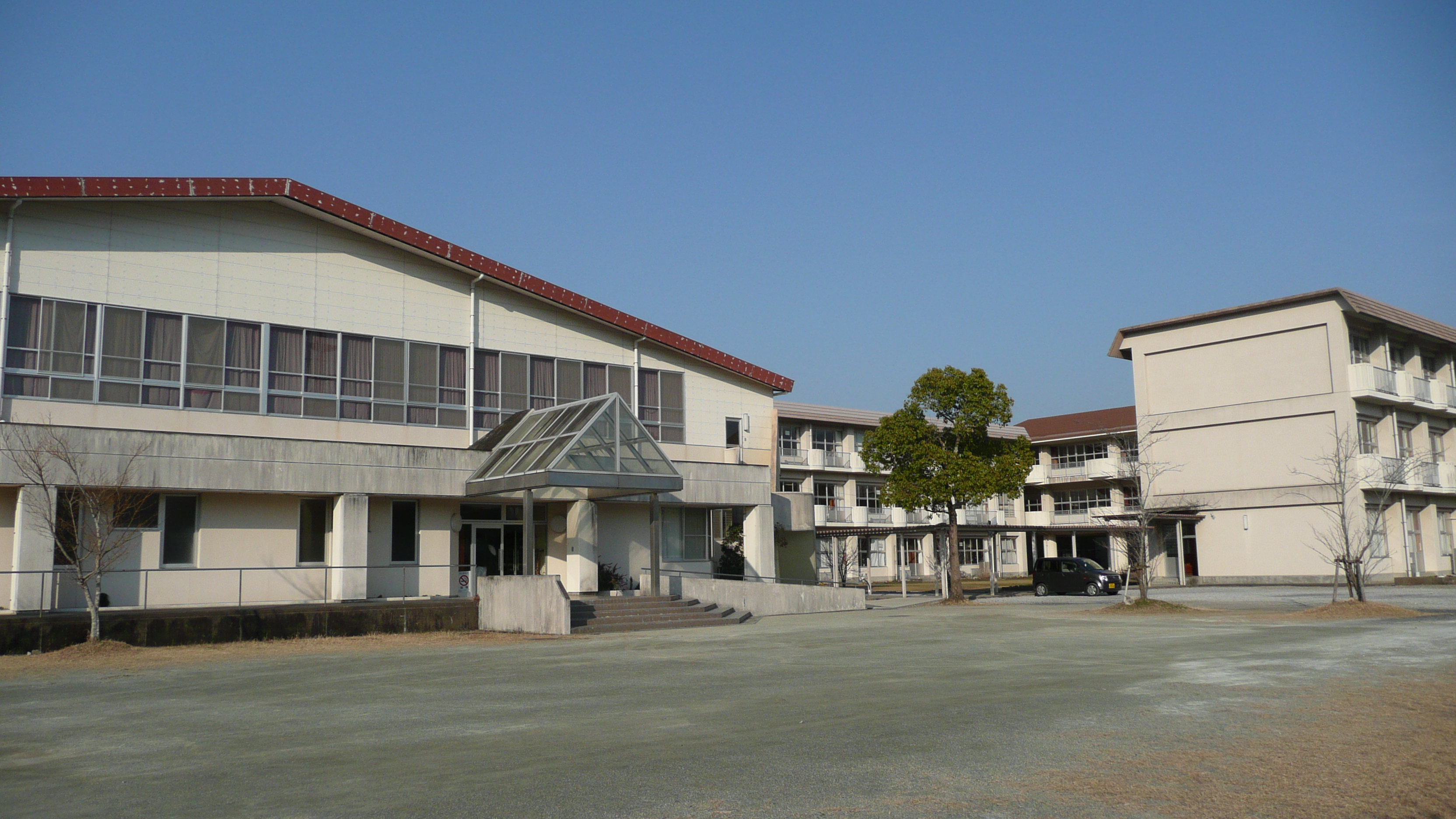
生目南中学校

国立
- 宮崎大学教育学部附属中学校

県立
- 宮崎県立宮崎西高等学校附属中学校

市立
- 宮崎市立宮崎東中学校
- 宮崎市立宮崎中学校
- 宮崎市立宮崎西中学校
- 宮崎市立大淀中学校
- 宮崎市立大宮中学校
- 宮崎市立檍中学校
- 宮崎市立赤江中学校
- 宮崎市立木花中学校
- 宮崎市立青島中学校
- 宮崎市立宮崎北中学校

- 宮崎市立住吉中学校
- 宮崎市立生目中学校
- 宮崎市立本郷中学校
- 宮崎市立大塚中学校
- 宮崎市立東大宮中学校
- 宮崎市立生目南中学校
- 宮崎市立赤江東中学校
- 宮崎市立生目台中学校
- 宮崎市立田野中学校
- 宮崎市立佐土原中学校

- 宮崎市立広瀬中学校
- 宮崎市立久峰中学校
- 宮崎市立高岡中学校
- 宮崎市立清武中学校
- 宮崎市立加納中学校
- 宮崎市立ひなた中学校

私立
- 日向学院中学校
- 宮崎日本大学中学校
- 日章学園中学校
- 鵬翔中学校
- 宮崎第一中学校
- 宮崎学園中学校

#### 小学校
国立
- 宮崎大学教育学部附属小学校

公立
- 宮崎市立宮崎小学校
- 宮崎市立小戸小学校
- 宮崎市立大淀小学校
- 宮崎市立大宮小学校
- 宮崎市立宮崎東小学校
- 宮崎市立古城小学校
- 宮崎市立江平小学校
- 宮崎市立西池小学校
- 宮崎市立檍小学校
- 宮崎市立潮見小学校
- 宮崎市立恒久小学校
- 宮崎市立赤江小学校
- 宮崎市立国富小学校
- 宮崎市立瓜生野小学校
- 宮崎市立倉岡小学校
- 宮崎市立木花小学校

- 宮崎市立鏡洲小学校
- 宮崎市立青島小学校
- 宮崎市立内海小学校
- 宮崎市立住吉小学校
- 宮崎市立生目小学校
- 宮崎市立大塚小学校
- 宮崎市立池内小学校
- 宮崎市立宮崎西小学校
- 宮崎市立東大宮小学校
- 宮崎市立宮崎南小学校
- 宮崎市立本郷小学校
- 宮崎市立宮崎港小学校
- 宮崎市立江南小学校
- 宮崎市立住吉南小学校
- 宮崎市立檍北小学校
- 宮崎市立小松台小学校

- 宮崎市立生目台東小学校
- 宮崎市立学園木花台小学校
- 宮崎市立田野小学校
- 宮崎市立七野小学校
- 宮崎市立佐土原小学校
- 宮崎市立那珂小学校
- 宮崎市立広瀬小学校
- 宮崎市立広瀬北小学校
- 宮崎市立広瀬西小学校
- 宮崎市立高岡小学校
- 宮崎市立浦之名小学校
- 宮崎市立穆佐小学校
- 宮崎市立清武小学校
- 宮崎市立加納小学校
- 宮崎市立大久保小学校

#### 特別支援学校
- 宮崎県立明星視覚支援学校（旧・宮崎県立盲学校）
- 宮崎県立みやざき中央支援学校（旧:宮崎養護学校）
- 宮崎県立赤江まつばら支援学校（旧:宮崎赤江養護学校）
- 宮崎県立みなみのかぜ支援学校（旧:宮崎南養護学校）
- 宮崎県立清武せいりゅう支援学校（旧:清武養護学校）

#### 社会教育

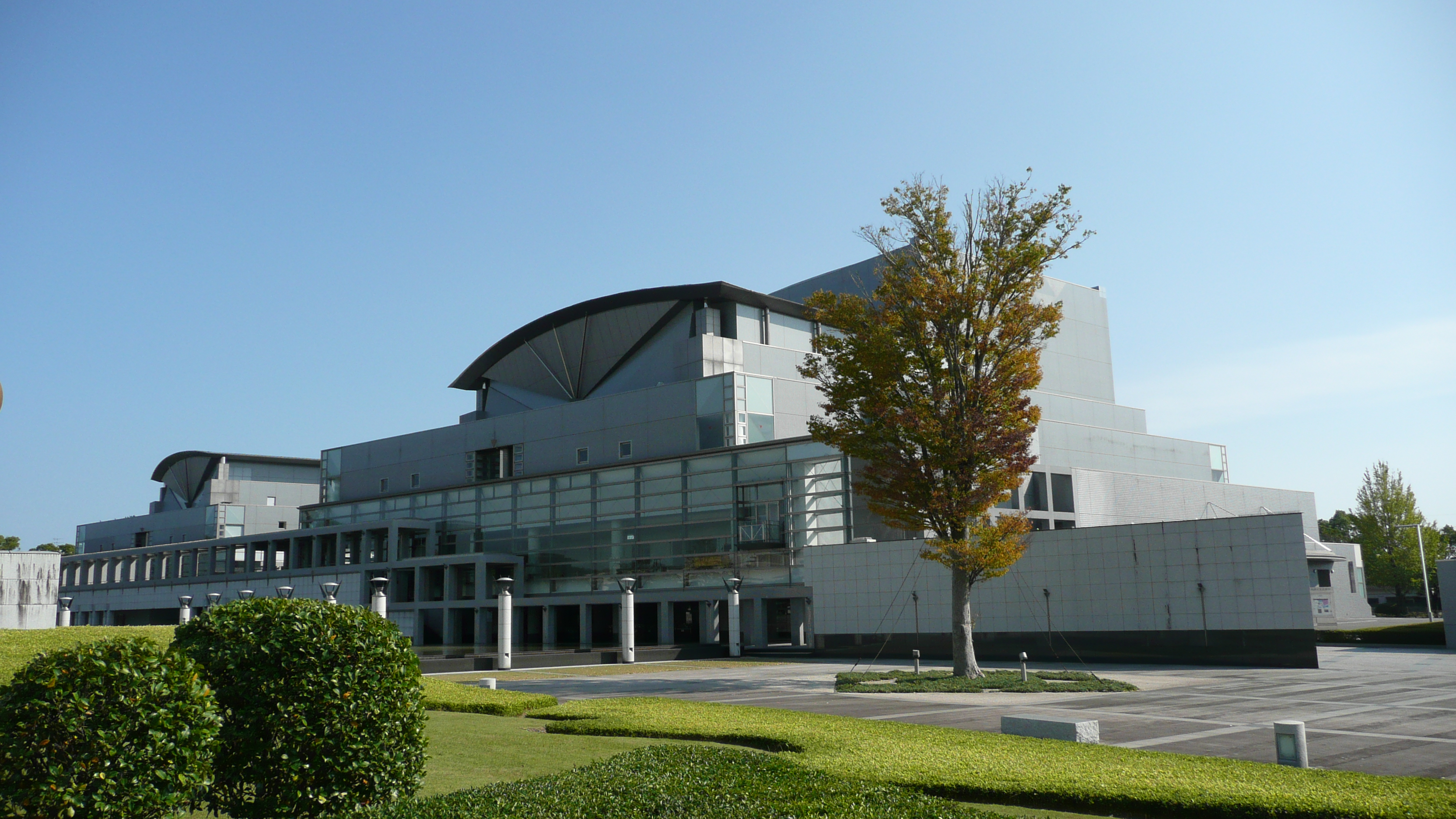
県立芸術劇場（メディキット県民文化センター）

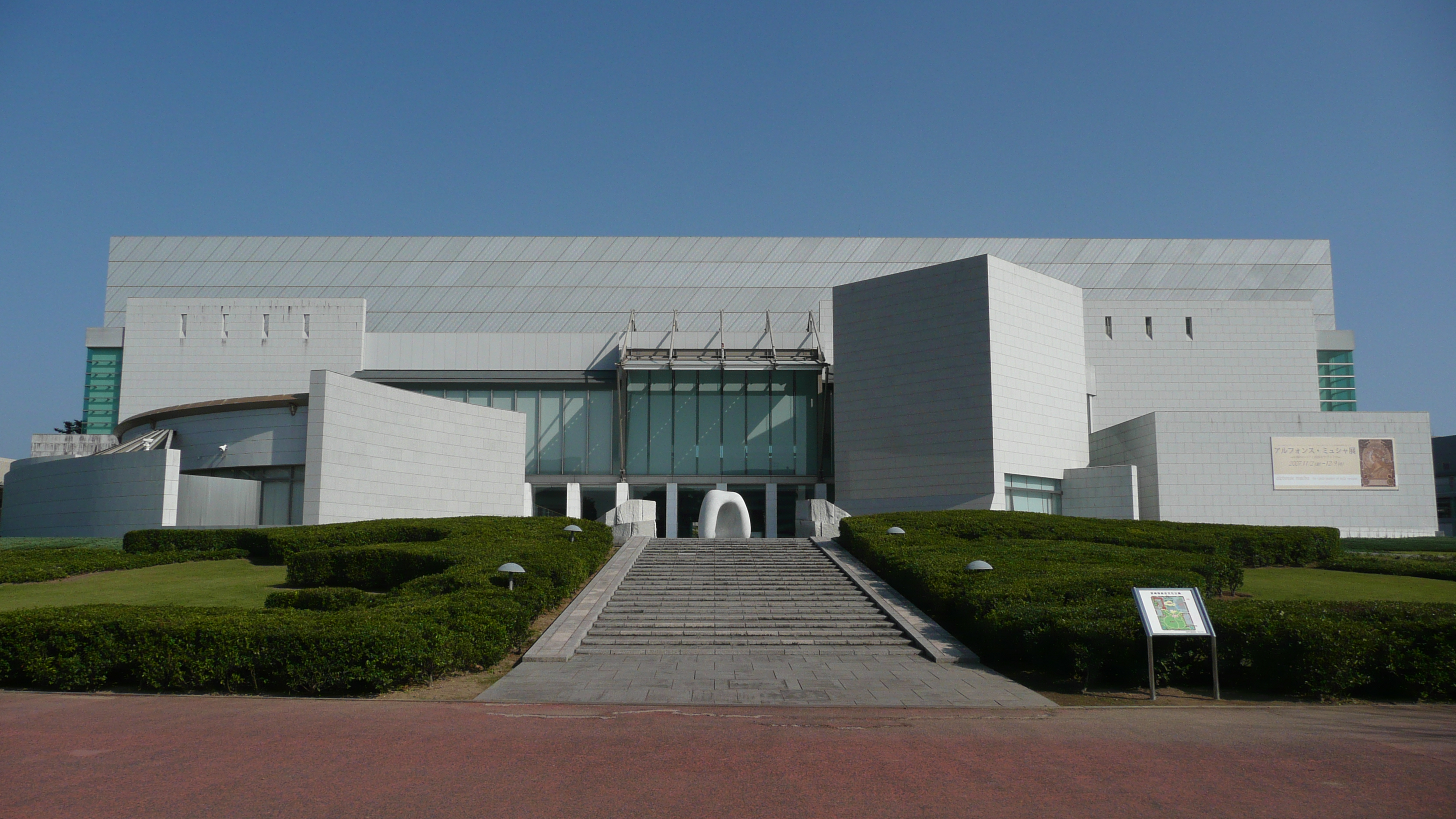
県立美術館

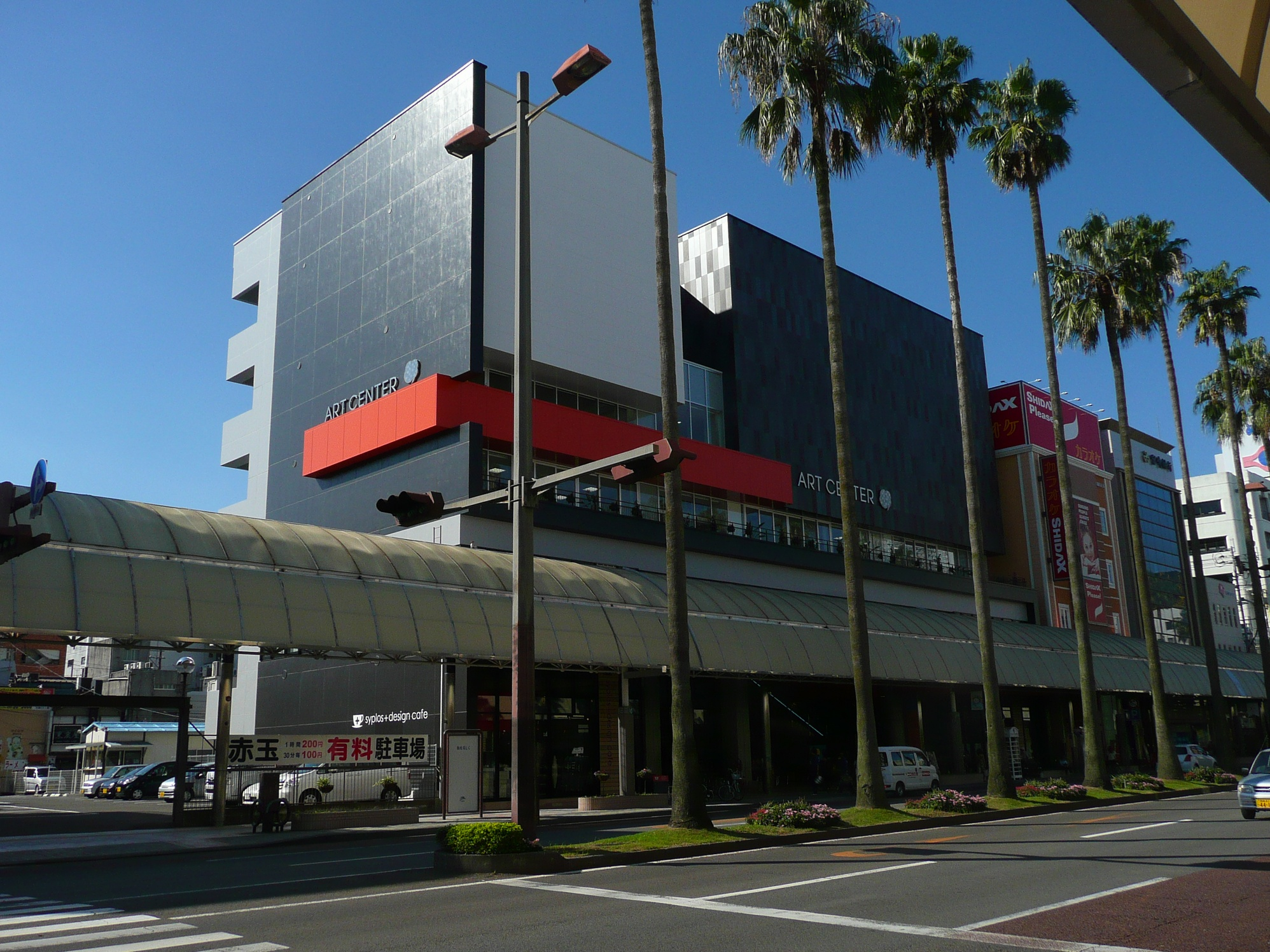
みやざきアートセンター

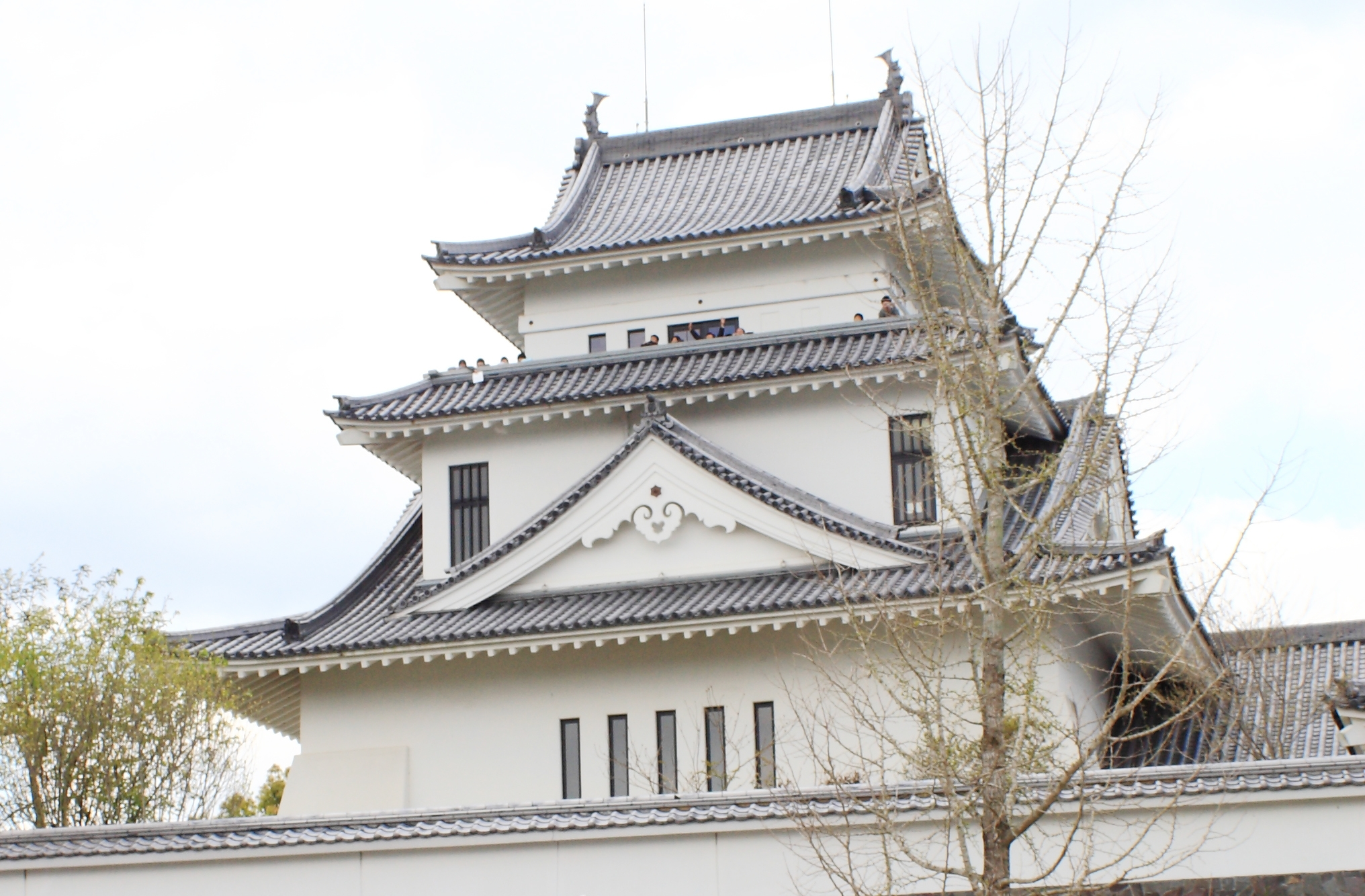
天ヶ城跡に建つ宮崎市天ケ城歴史民俗資料館

##### 文化施設
- 宮崎科学技術館
- 宮崎県総合博物館
- 宮崎県立芸術劇場（メディキット県民文化センター）
- 宮崎県立図書館
- 宮崎県立美術館
- 宮崎市民文化ホール
- みやざき歴史文化館
- みやざきアートセンター
- 宮崎市きよたけ歴史館
- 清武町文化会館
- 宮崎市天ケ城歴史民俗資料館[22]
- 宮崎市生目の杜遊古館（宮崎市埋蔵文化財センター）[23]

##### 体育施設
| 旧宮崎市域 | 旧宮崎市域                                                                                |
| --- | ----------------------------------------------------------------------------------------- |
| - 宮崎県総合運動公園 - 硬式野球場（サンマリンスタジアム宮崎） - 第二硬式野球場（ひむかスタジアム） - 宮崎市生目の杜運動公園 - 野球場（アイビースタジアム） | - 総合体育館 - 北部記念体育館 - 南部記念体育館 - 広原体育館 - 緑松体育館                  |
| 旧佐土原町域 | 旧高岡町域                                                                                |
| - 久峰総合公園 - 佐土原体育館 - 佐土原西体育館 - 佐土原西運動広場                                                                                          | - 天ヶ城公園 - サンスポーツランド高岡 - 東高岡体育館 - 穆佐体育館 - 内山体育館            |
| 旧田野町域 | 旧清武町域                                                                                |
| - 田野運動公園 - 田野体育館 - B&G海洋センター | - 宮崎市清武総合運動公園 - 野球場（SOKKENスタジアム） - 清武体育館 - 加納スポーツセンター |

## テレビ・ラジオ放送

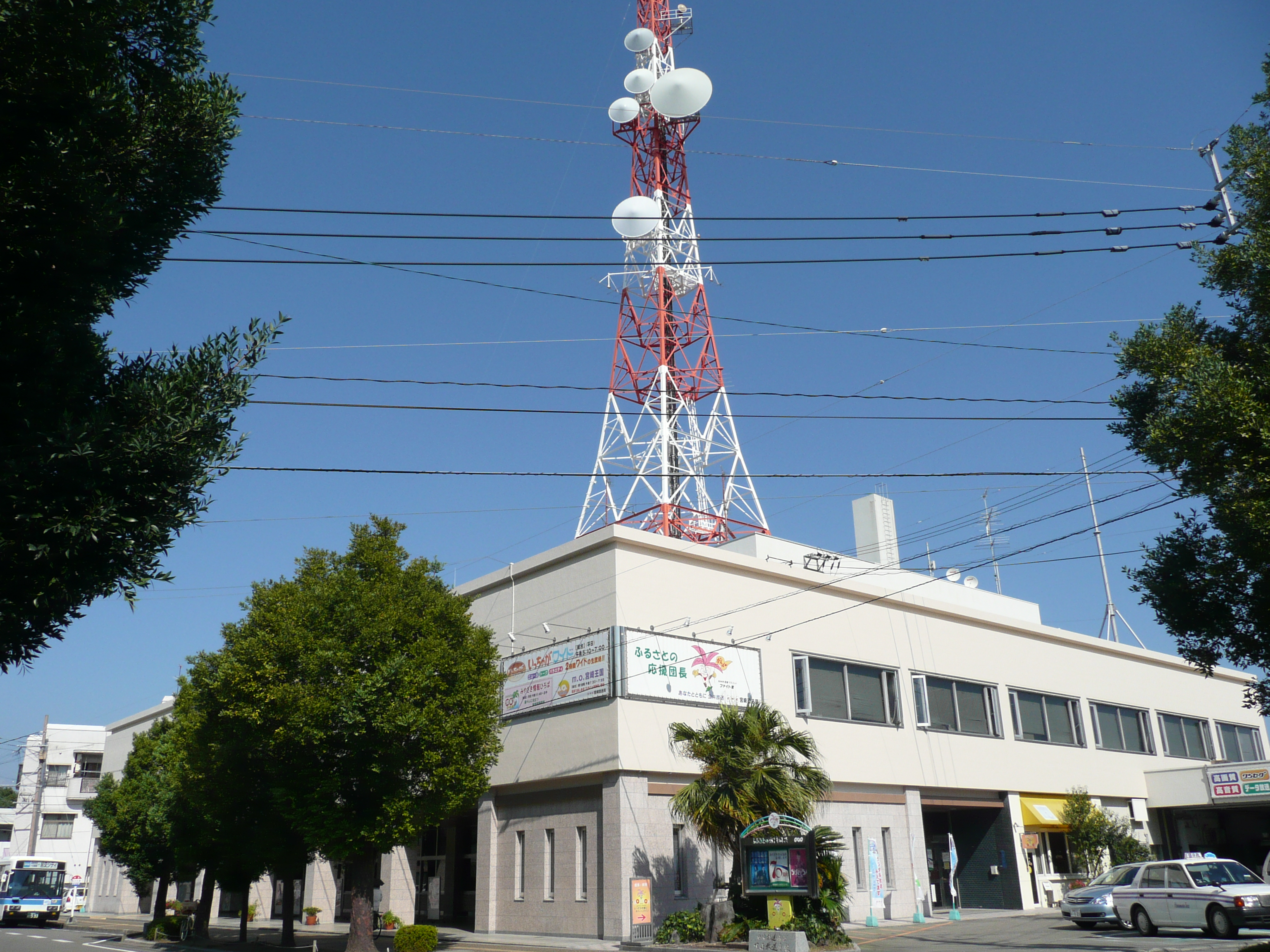
NHK宮崎放送局

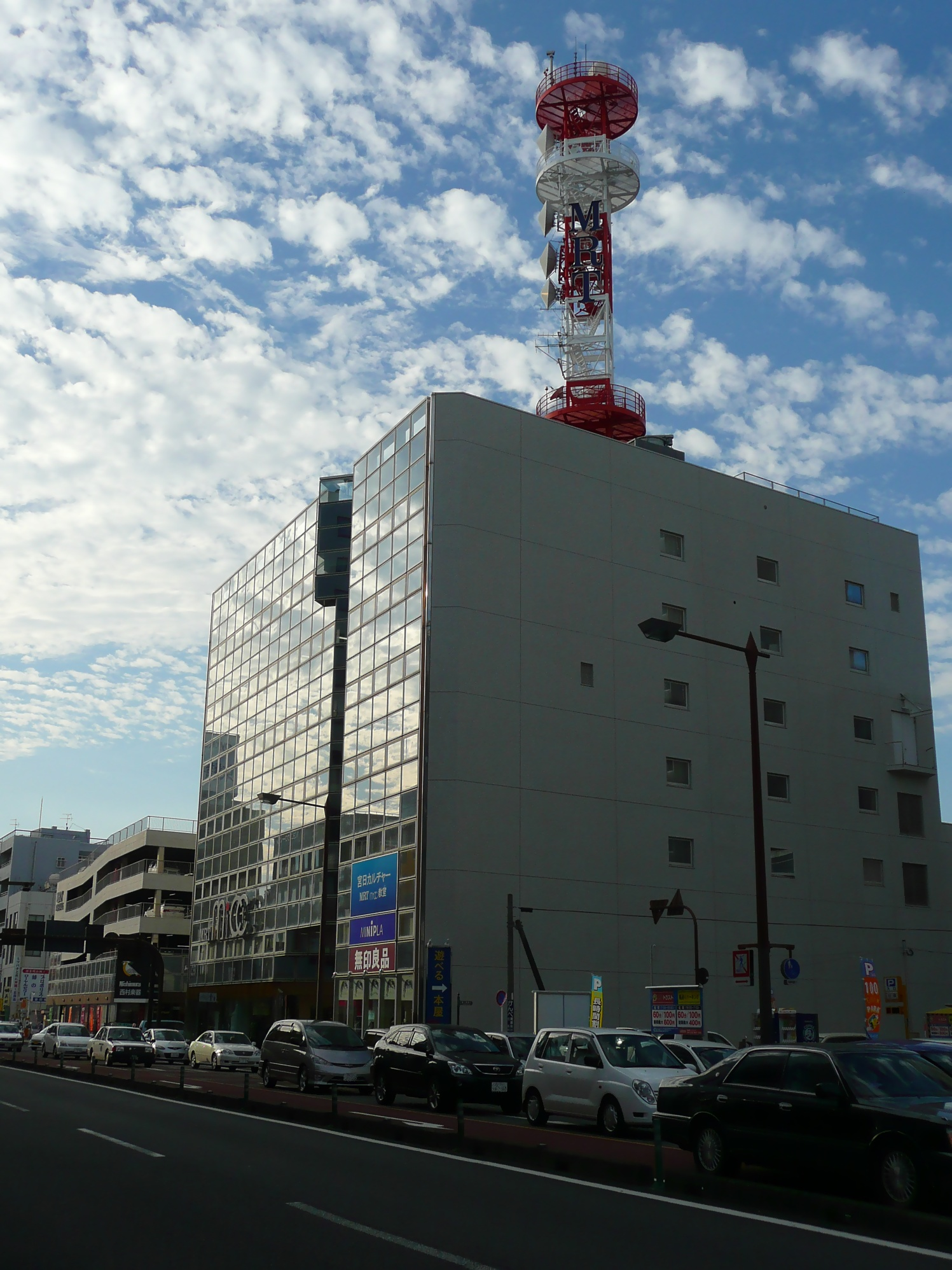
MRT宮崎放送

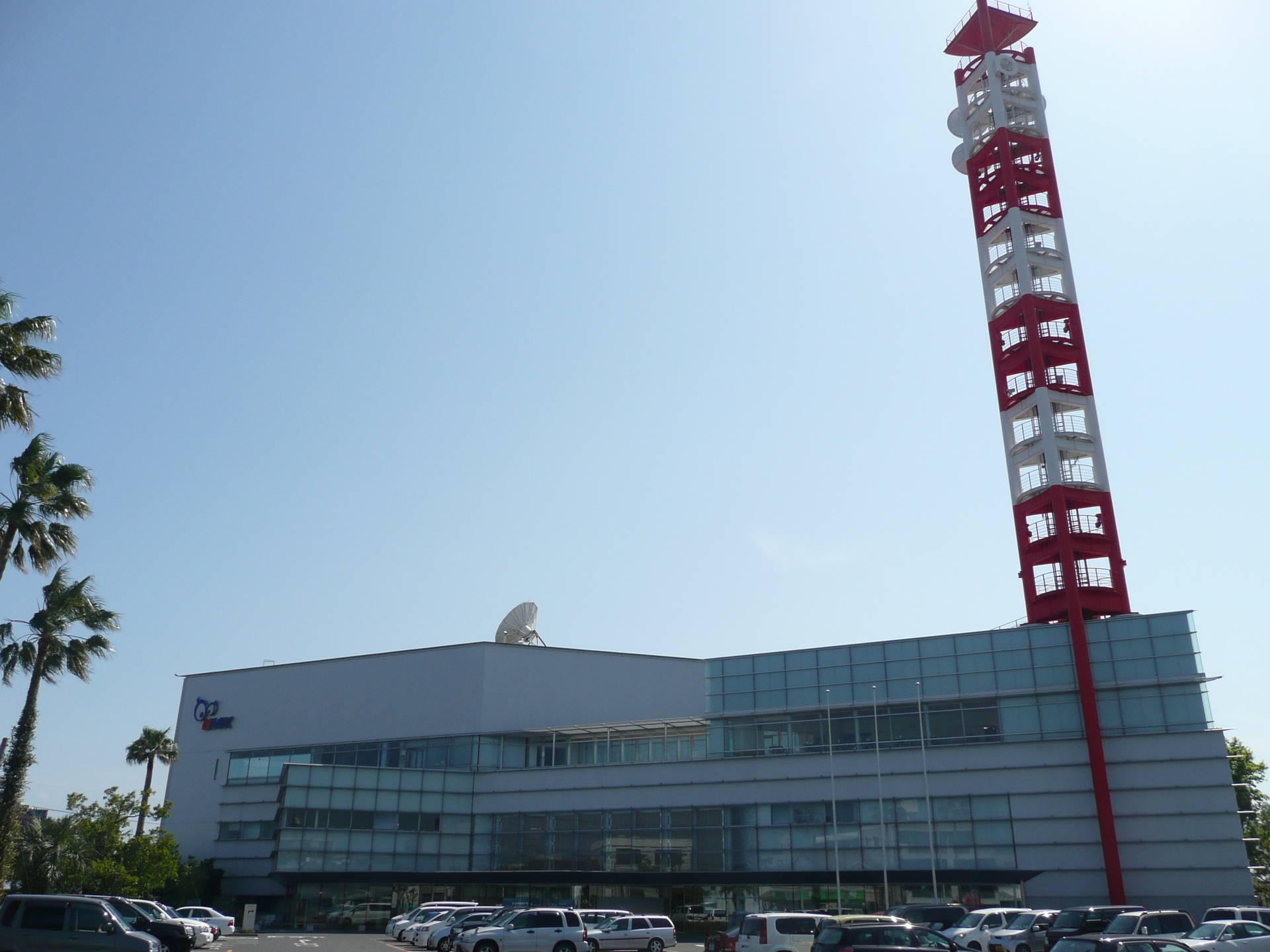
UMKテレビ宮崎

宮崎県を放送区域（県域放送）とする地上波テレビ局はいずれも宮崎市内に本局舎があり、田野町の鰐塚山に送信所（宮崎親局）が設置されている。
宮崎市内の地上デジタルテレビ放送およびFMラジオ放送は、主に宮崎親局の放送波を受信することで視聴されている。しかし、地理的な要因などで親局のテレビ電波を直接受信できない世帯も存在するため、市内に設置された6つの中継局（青島局・折生迫局・宮崎内海局・平和が丘局・佐土原局・高岡局）によってカバーが行われている。また、宮崎サンシャインエフエムの送信所（親局）はシェラトン・グランデ・オーシャンリゾートの屋上に設置されている。
AMラジオ放送の送信所については宮崎ラジオ放送所を参照。
テレビ（地上デジタル放送）
| ID | 放送局名      | 放送局名      | コールサイン | 物理チャンネル | 物理チャンネル | 物理チャンネル | 物理チャンネル | 物理チャンネル | 物理チャンネル | 物理チャンネル |
| ID | 放送局名      | 放送局名      | コールサイン | 宮崎親局       | 青島局         | 折生迫局       | 高岡局         | 佐土原局       | 平和が丘局     | 宮崎内海局     |
| -- | ------------- | ------------- | ------------ | -------------- | -------------- | -------------- | -------------- | -------------- | -------------- | -------------- |
| 1  | NHK宮崎       | 総合          | JOMG-DTV     | 14ch           | 20ch           | 20ch           | 20ch           | 28ch           | 28ch           | 28ch           |
| 2  | NHK宮崎       | Eテレ         | JOMC-DTV     | 13ch           | 18ch           | 18ch           | 18ch           | 26ch           | 26ch           | 26ch           |
| 3  | UMKテレビ宮崎 | UMKテレビ宮崎 | JODI-DTV     | 16ch           | 24ch           | 24ch           | 24ch           | 24ch           | 32ch           | 32ch           |
| 6  | MRT宮崎放送   | MRT宮崎放送   | JONF-DTV     | 15ch           | 22ch           | 22ch           | 22ch           | 30ch           | 30ch           | 30ch           |

AMラジオ
| 放送局名  | 放送局名  | コールサイン | 周波数（宮崎親局） |
| --------- | --------- | ------------ | ------------------ |
| NHK宮崎   | ラジオ第1 | JOMG         | 540 kHz            |
| NHK宮崎   | ラジオ第2 | JOMC         | 1467 kHz           |
| MRTラジオ | MRTラジオ | JONF         | 936 kHz            |

FMラジオ
| 放送局名              | コールサインなど | 周波数（宮崎親局） |
| --------------------- | ---------------- | ------------------ |
| 宮崎サンシャインFM    | JOZZ0AJ-FM       | 76.1 MHz           |
| JOY FM エフエム宮崎   | JOMU-FM          | 83.2 MHz           |
| NHK宮崎FM放送         | JOMG-FM          | 86.2 MHz           |
| MRTラジオ（FM補完局） | (MRT宮崎FM)      | 90.4 MHz           |

### ケーブルテレビ

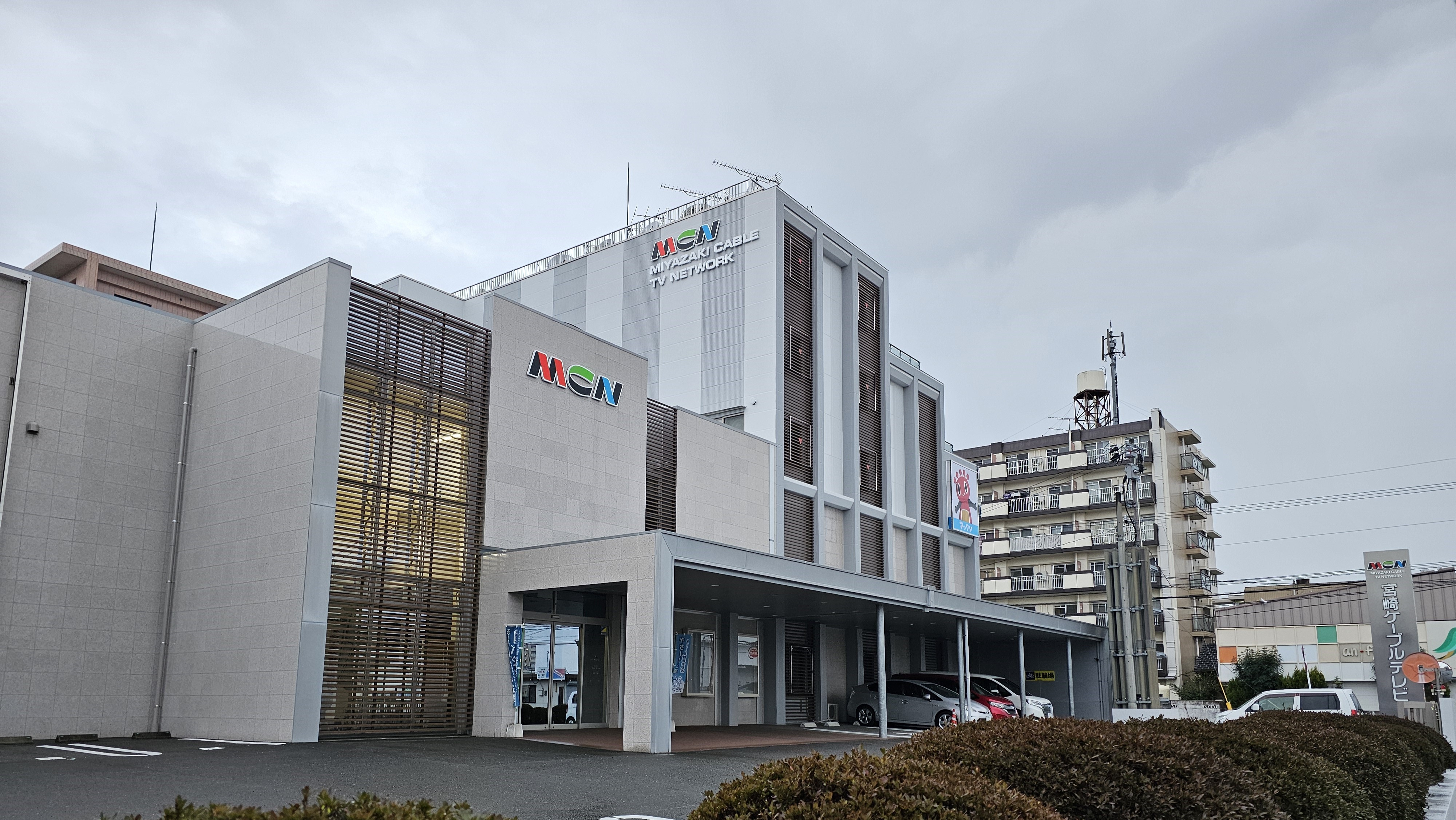
宮崎ケーブルテレビ

宮崎市をサービスエリアとするケーブルテレビは下記の2社である。両社ともに地上デジタル放送の区域外再放送を実施しており、宮崎県の地上波テレビにおいて不足している系列局の補完を行っている。
- 宮崎ケーブルテレビ（MCN）
- QTnet（BBIQ光テレビ）
  - 鹿児島民放のうち、テレビ朝日系の鹿児島放送（KKB）、日本テレビ系の鹿児島読売テレビ（KYT）を再送信。
  - BSデジタル放送、およびCSデジタル放送（専門チャンネル）の提供も行っている。詳細については該当記事を参照。

## 交通

### 航空
- 宮崎空港（宮崎ブーゲンビリア空港）
  - 就航都市

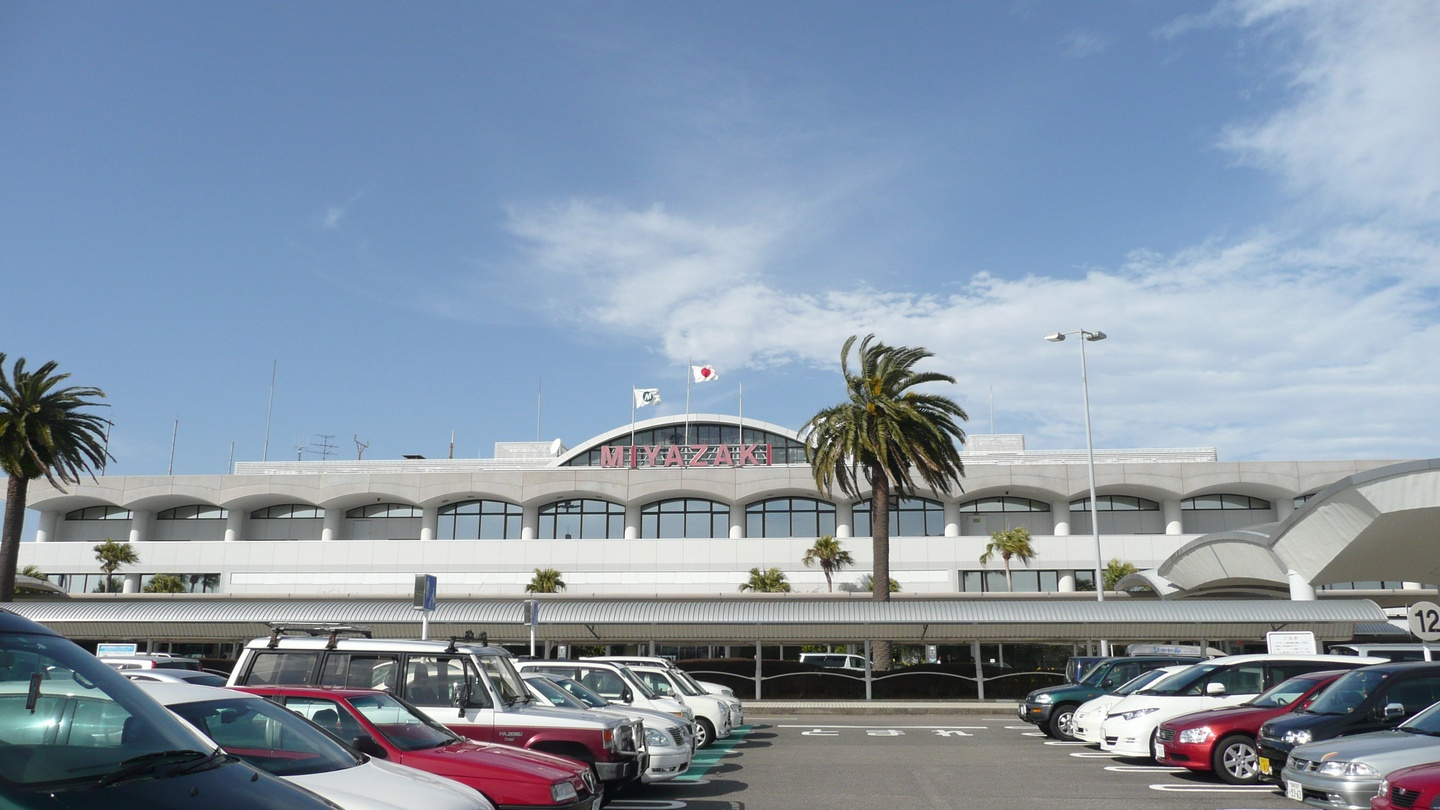
宮崎空港

    - 国内線：東京/羽田、東京/成田、大阪/伊丹、大阪/関西、名古屋/中部、福岡、沖縄/那覇
    - 国際線： 韓国（ソウル/仁川）、 台湾（台北/桃園）

### 鉄道
- 九州旅客鉄道（JR九州）
  - 日豊本線

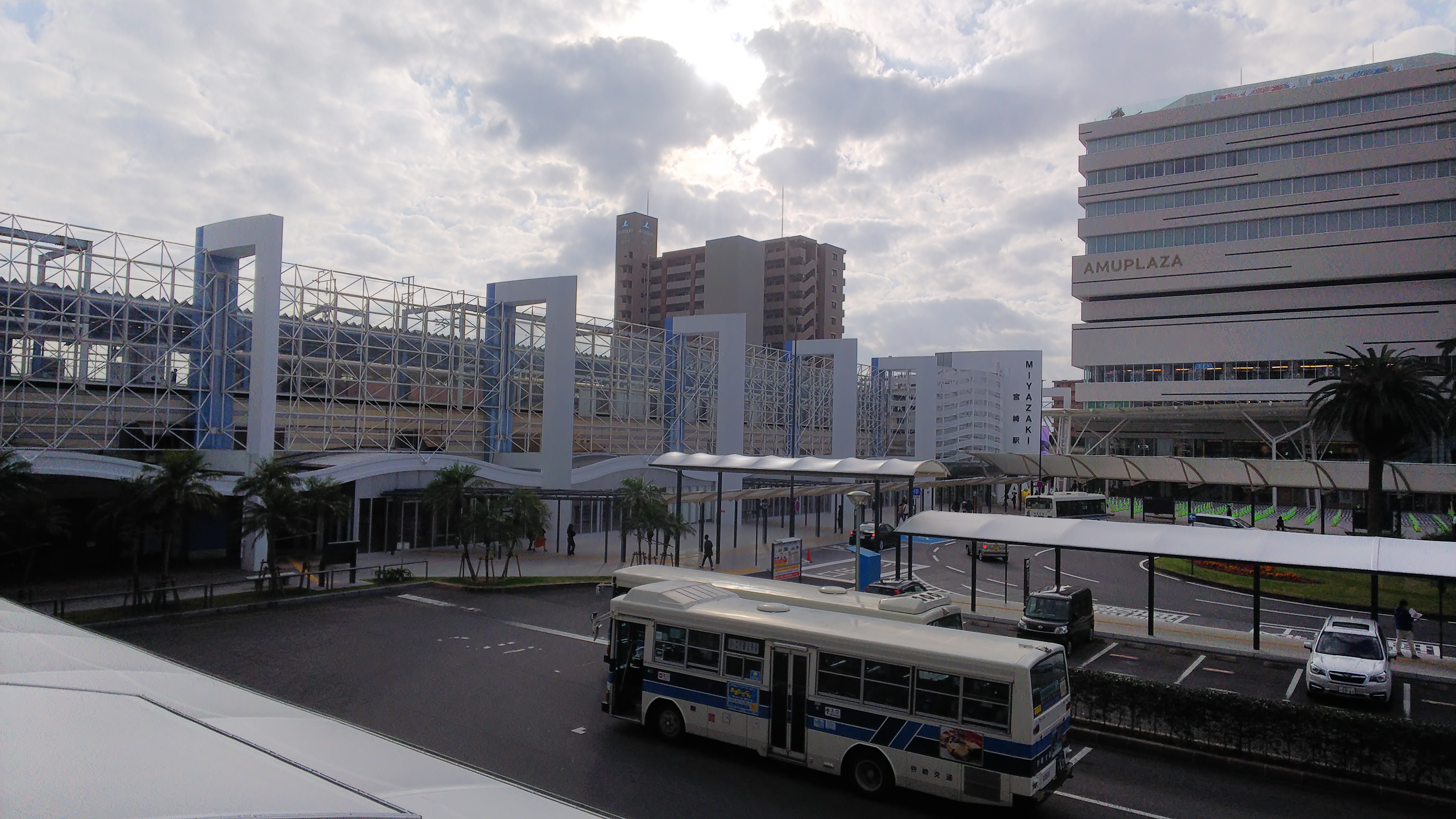
宮崎駅 高千穂口（西口）

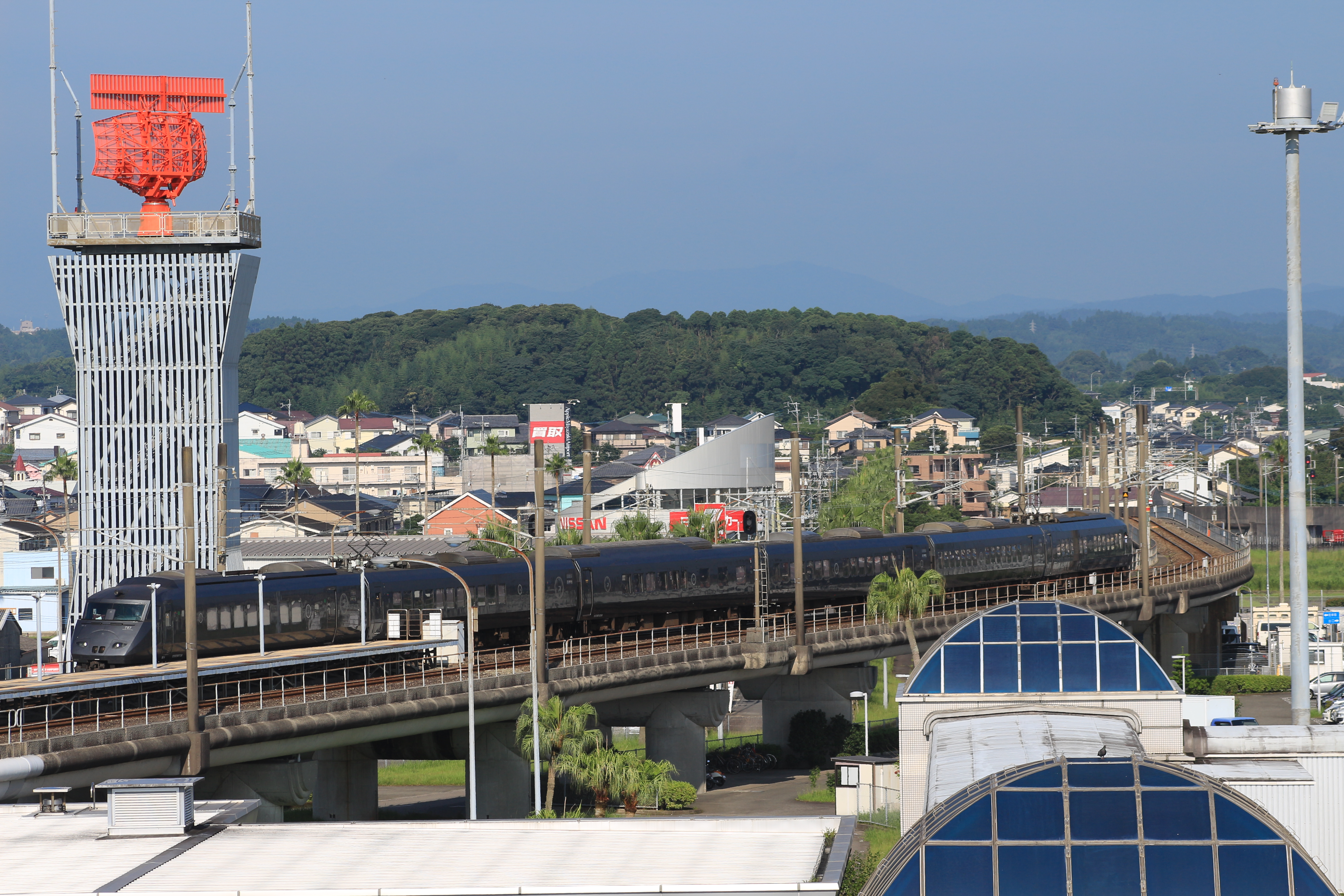
宮崎空港線と787系電車

    - 佐土原駅 - 日向住吉駅 - 蓮ヶ池駅 - 宮崎神宮駅 - 宮崎駅 - 南宮崎駅 - 加納駅 - 清武駅 - 日向沓掛駅 - 田野駅

  - 宮崎空港線（全線市内）
    - 田吉駅 - 宮崎空港駅

  - 日南線
    - 南宮崎駅 - 田吉駅 - 南方駅 - 木花駅 - 運動公園駅 - 曽山寺駅 - 子供の国駅 - 青島駅 - 折生迫駅 - 内海駅 - 小内海駅
- 中心となる駅：宮崎駅
- 隣接市町村への連絡：新富町・三股町・都城市 - 日豊本線、日南市 - 日南線
- 都道府県庁への連絡：宮崎駅よりバスで10分
- 広範囲な連絡：日豊本線

### バス

#### 路線バス

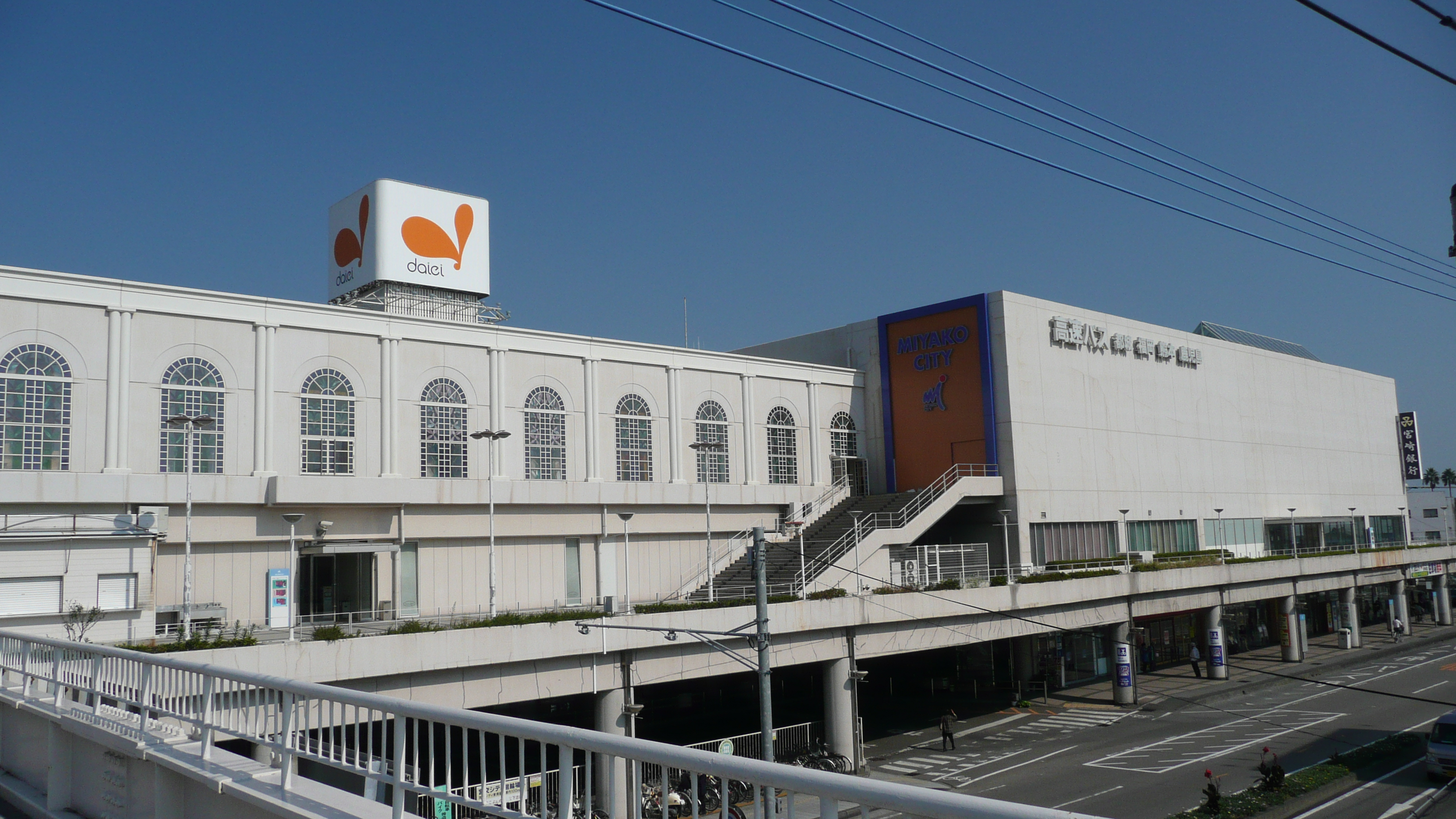
バスターミナルとなる宮交シティ

宮崎交通が市内および近隣市町村の路線バスを一手に受け持っている。かつてはJR九州バスの宮林線・日肥線があったが現在ではどちらも廃止され、宮崎交通に譲渡されている。
- 宮崎市内
- 宮崎市 - 新富町 - 高鍋町 - 木城町
- 宮崎市 - 西都市
- 宮崎市 - 国富町 - 綾町
- 宮崎市 - 小林市
- 宮崎市 - 日南市
- 宮崎市 - 都城市（高速道路経由・特急）

#### コミュニティバス
- 木花巡回バス（木花地区）- 廃止、木花乗合タクシー「このはな号」へ移行。
- 北地区コミュニティバス（北地区）- 廃止、乗合タクシーの北地区コミュニティ交通「あやめ号」へ移行。
- グリーンスローモビリティ「ぐるっぴー」- 2020年11月20日より宮崎駅周辺の中心市街地で運行開始[32]。

#### 高速バス
九州自動車道・宮崎自動車道を経由して宮崎市と九州内各都市を結ぶ以下の高速バスがある。かつては東九州自動車道経由の高速バスや京阪神と宮崎を結ぶ夜行高速バスもあったが、これらは現在ではすべて休止または廃止となり消滅した。
- 太字は宮崎市内の停車地
- 停車地の記載のない市町村では高速道路併設バス停のみ停車

| 愛称名             | 運行会社                                    | 運行区間 |
| ------------------ | ------------------------------------------- | --- |
| フェニックス号     | 宮崎交通 JR九州バス 九州産交バス 西日本鉄道 | 福岡市（天神高速BT・博多BT・呉服町）・基山町・久留米市・八女市・八代市 - 人吉市 - 宮交シティ・宮崎駅                       |
| サンマリンライナー | 南九州観光バス                              | 福岡市（福岡空港）・益城町 - 清武・南宮崎駅前・宮崎駅東口・佐土原待機所                                                    |
| なんぷう号         | 宮崎交通 九州産交バス                       | 熊本市（熊本駅前・桜町BTほか）・益城町 - 氷川町 - 人吉市 - えびの市 - 小林市 - 都城市 - 田野東 - 清武 - 宮交シティ・宮崎駅 |
| B&Sみやざき号      | 宮崎交通 産交バス JR九州バス                | 八代市（新八代駅） - 宮交シティ・宮崎駅                                                                                    |
| ブルーロマン号     | 宮崎交通 長崎県交通局                       | 長崎市（長崎駅前・昭和町）・諫早市・大村市 - 清武・宮交シティ・宮崎駅                                                      |

休廃止路線
- あおしま号・おひさま号・ひなたライナー : 宮崎市 - 京都市・大阪市・神戸市など（夜行）
- たいよう号：宮崎市 - 福岡市
- みとシティライナー：宮崎市 - 福岡市
- パシフィックライナー：宮崎市 - 延岡市・大分市・別府市
- ひむか号：宮崎市 - 延岡市
- ハッコーライナー：宮崎空港 - 延岡市
- はまゆう号：宮崎市 - 鹿児島市
- 宮崎市 - 高千穂町

### 道路

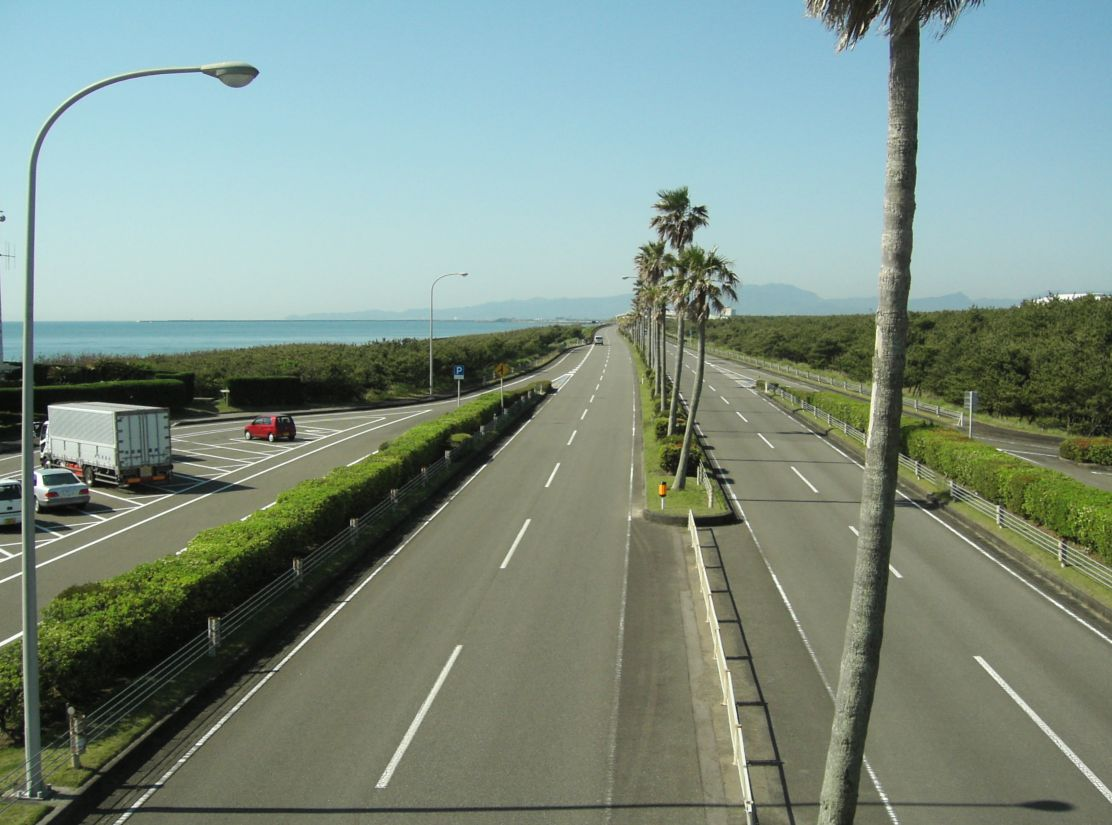
一ツ葉道路（北線）

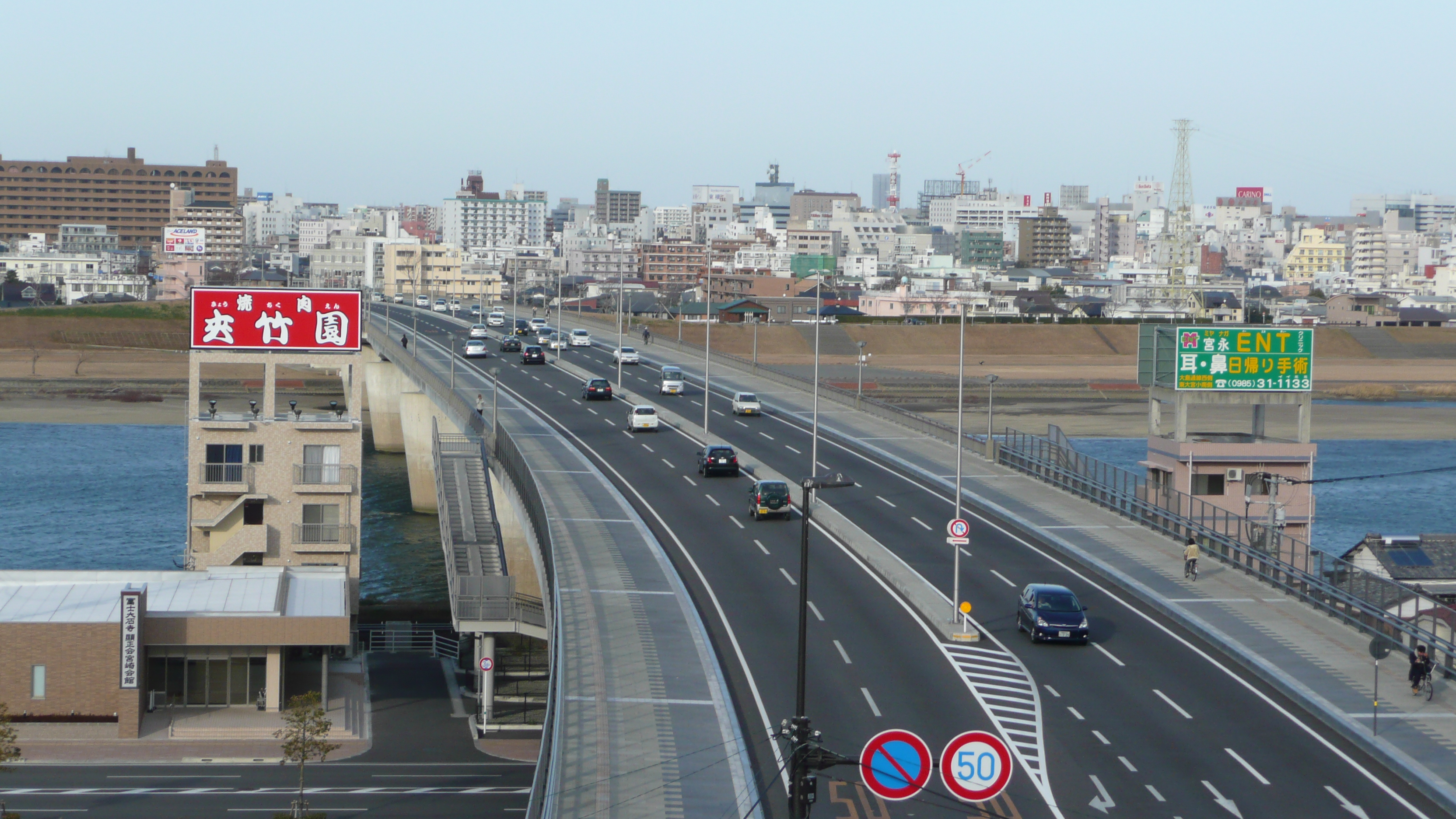
天満橋（国道269号）

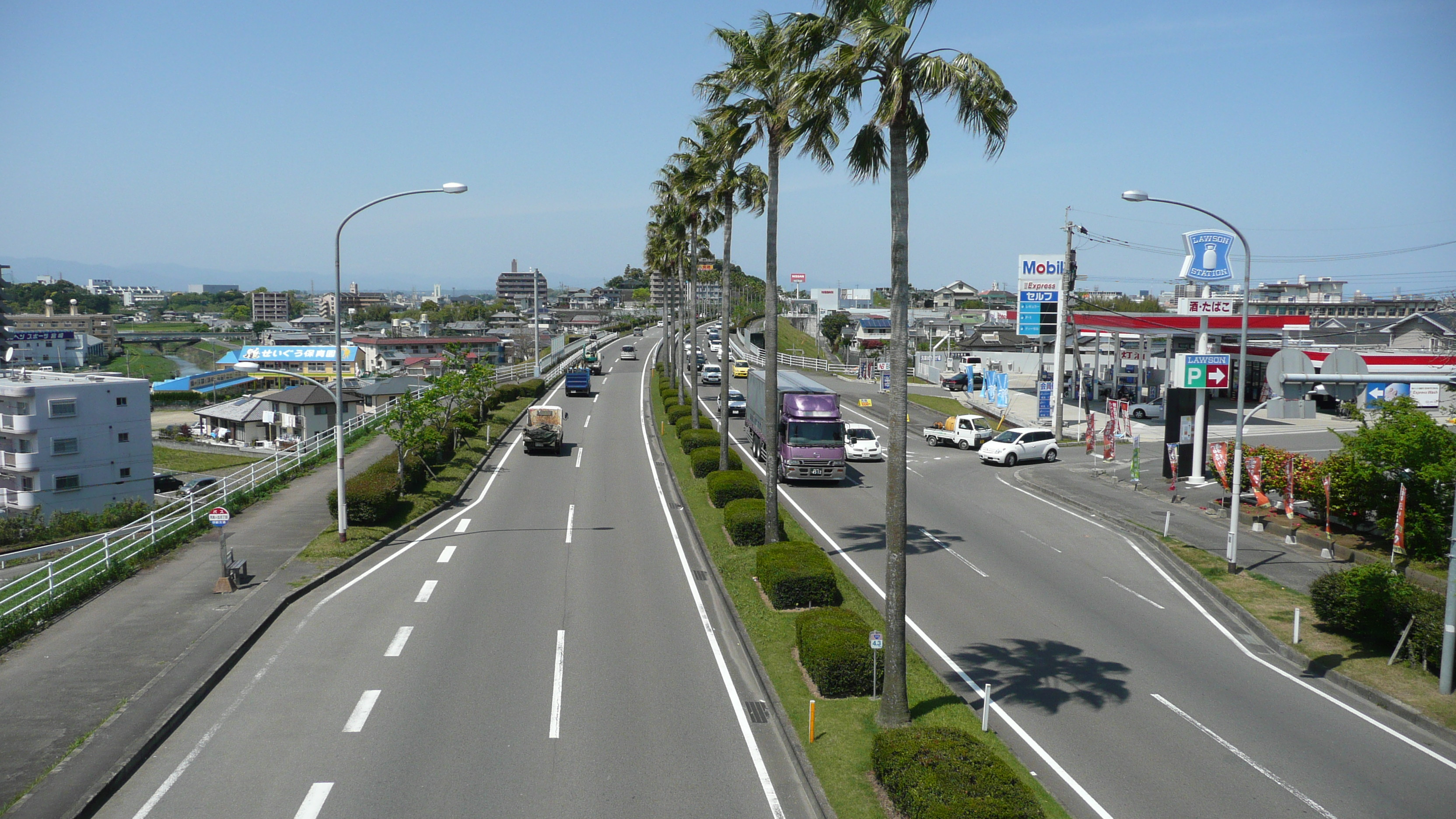
宮崎南バイパス（国道220号）

市の道路網の特徴として、大淀川が市街地を分断する形で流れており、交通路が限られてしまうため、その橋の周辺では渋滞が頻繁に発生する。特に大淀川を渡って市街地に入り込む市街地を通過するだけの交通を減少させるべく、内環状線と外環状線が整備中である。
高速道路
- E10 宮崎自動車道（田野IC - 田野東BS - 清武JCT - 清武BS - 清武PA - 宮崎IC）
- E10 E78 東九州自動車道（宮崎BS - 宮崎西IC - 宮崎PA - 清武IC - 清武JCT - 清武南IC）

地域高規格道路
- 宮崎東環状道路（E98 一ツ葉道路南線、本郷北方IC、田吉IC、赤江IC - 一ツ葉道路北線、マリーナ前IC、シーガイアIC、住吉IC、原口IC - 国道219号広瀬バイパス - 国道219号春田バイパス）
- 宮崎環状道路（宮崎県道9号宮崎西環状線〜国道10号住吉道路）

一般国道
- 国道10号
- 国道219号
- 国道220号
- 国道268号
- 国道269号
- 国道448号（国道220号と重複）

都道府県道（主要地方道のみ）
- 宮崎県道9号宮崎西環状線
- 宮崎県道10号宮崎インター佐土原線（一部は宮崎東環状道路）

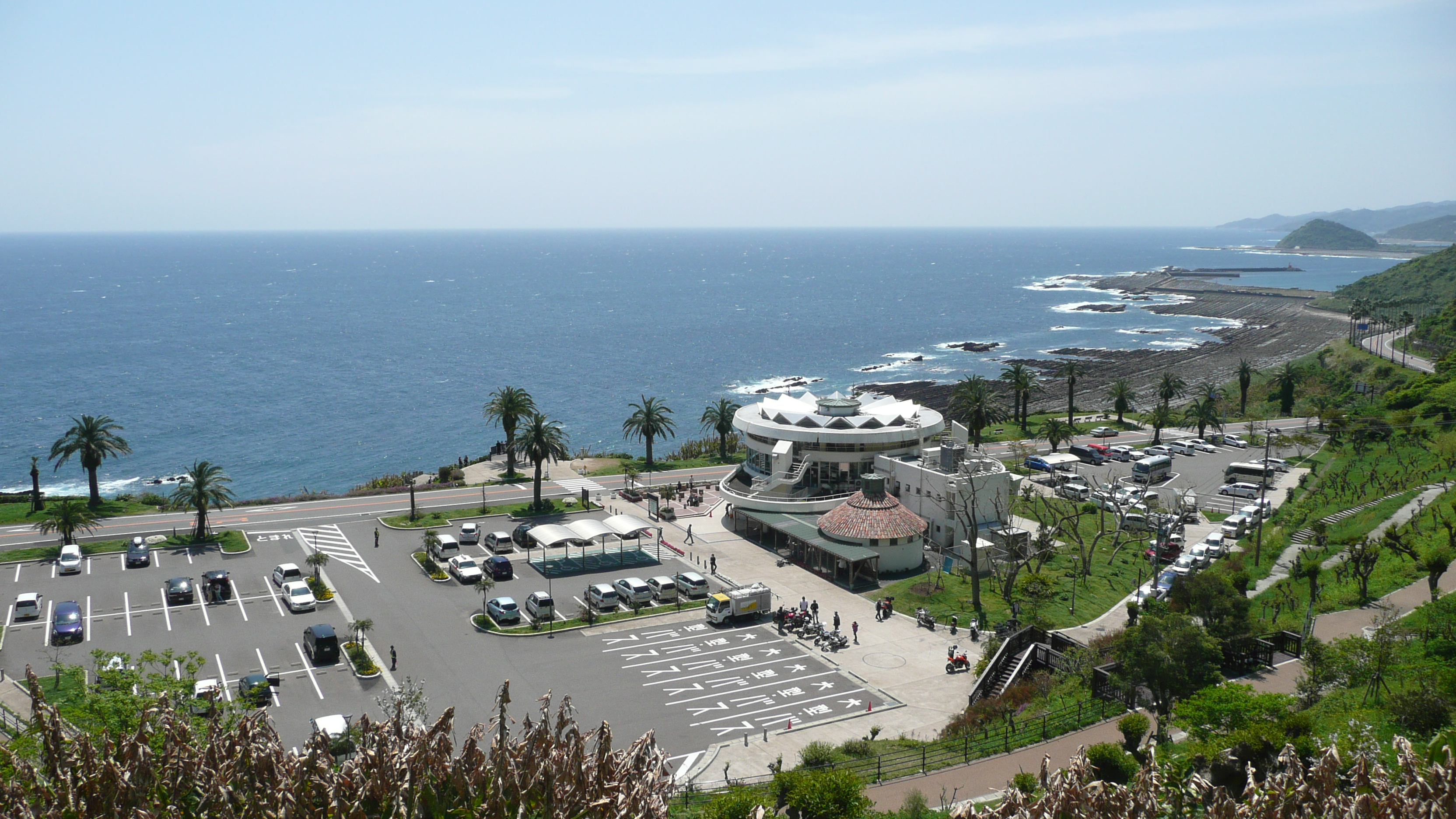
道の駅フェニックス

- 宮崎県道11号宮崎島之内線
- 宮崎県道13号高岡郡司分線
- 宮崎県道14号佐土原国富線
- 宮崎県道17号南俣宮崎線
- 宮崎県道24号高鍋高岡線
- 宮崎県道25号宮崎停車場線
- 宮崎県道26号宮崎須木線
- 宮崎県道27号宮崎北郷線
- 宮崎県道28号日南高岡線
- 宮崎県道44号宮崎高鍋線
- 宮崎県道52号宮崎空港線

道の駅
- 高岡
- 田野
- フェニックス

### 港
- 宮崎港（旧赤江港・九州で首都圏に一番近い港として発展）
  - サンマリーナ宮崎

#### 航路
- 宮崎カーフェリー（旧マリンエキスプレス）
  - 宮崎港 - 神戸港

## 名所・旧跡・観光スポット・祭事・催事
- 名所・旧跡・観光スポット
  - シーガイア
  - 倉谷ふれあい牧場
  - みやざき臨海公園
  - サンマリンスタジアム宮崎

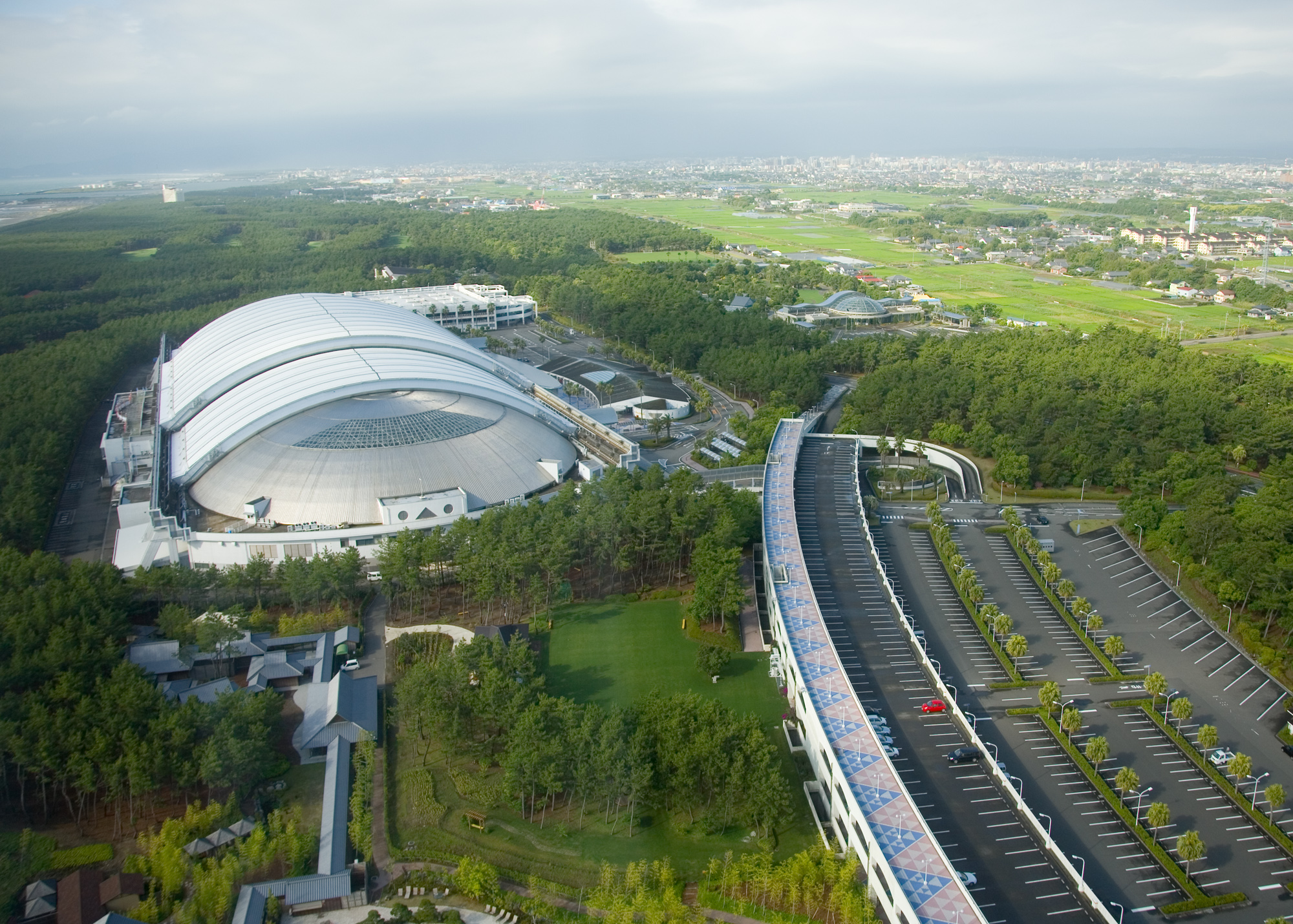
シーガイア（オーシャンドーム）

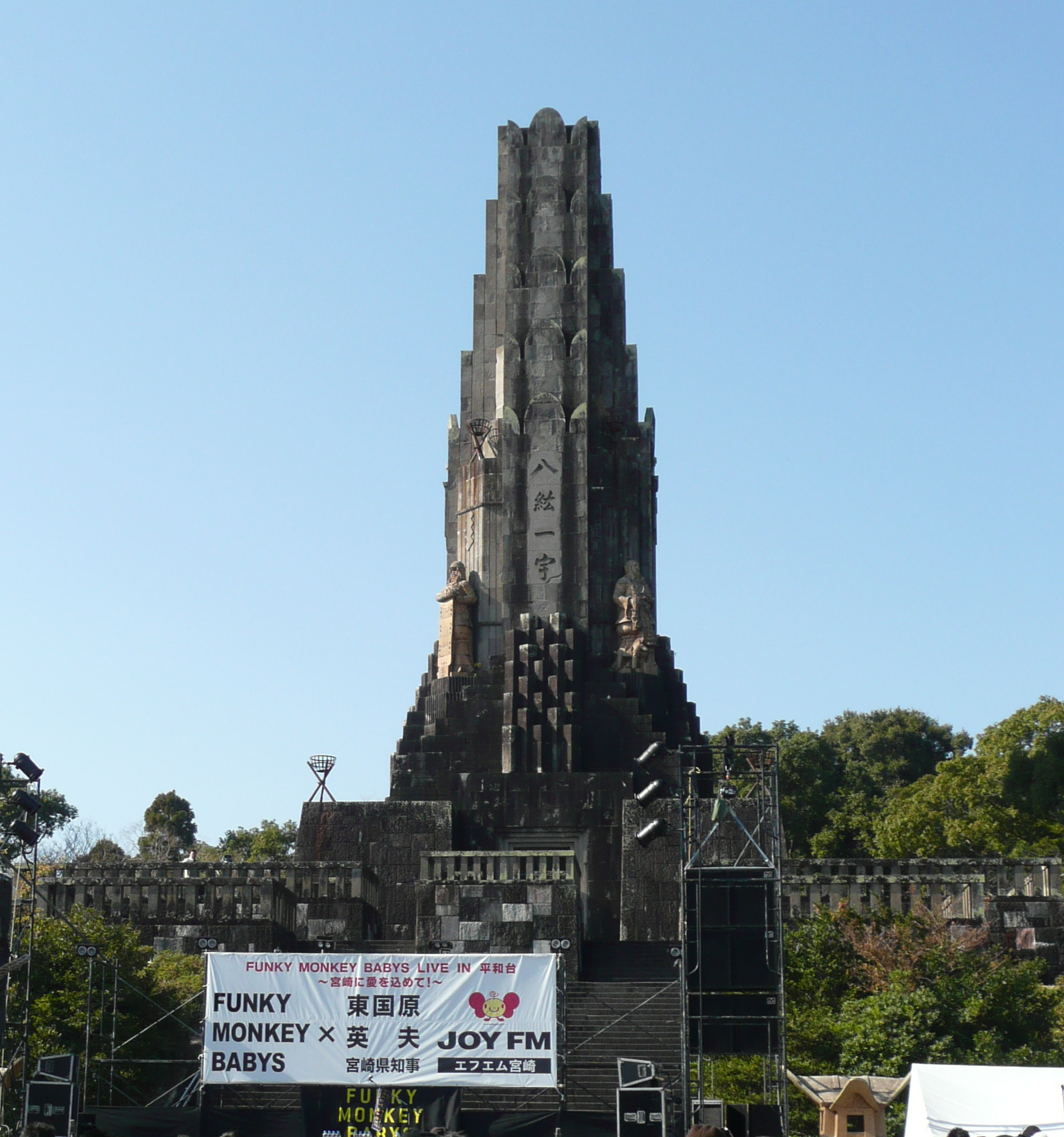
八紘一宇の塔

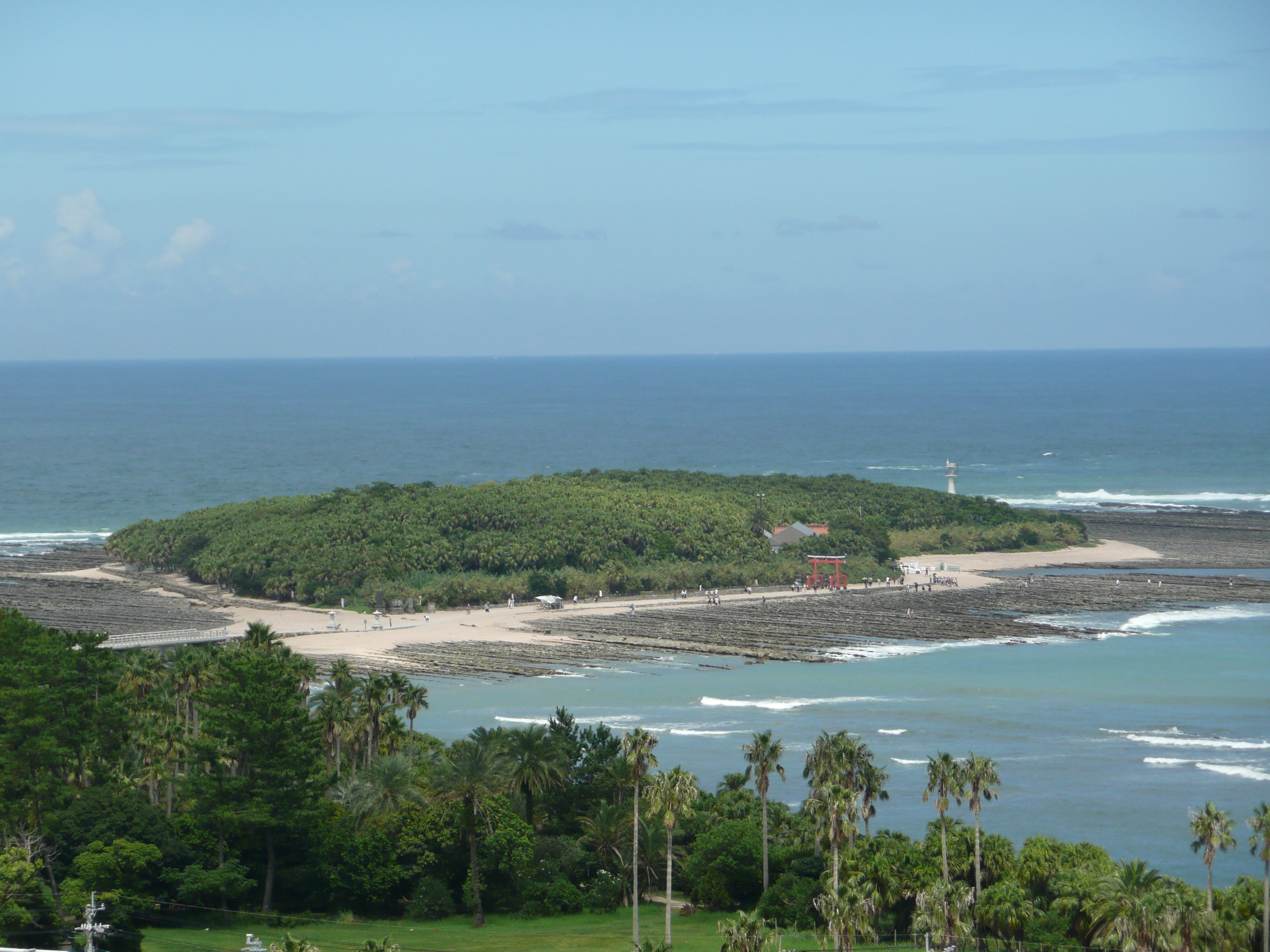
青島

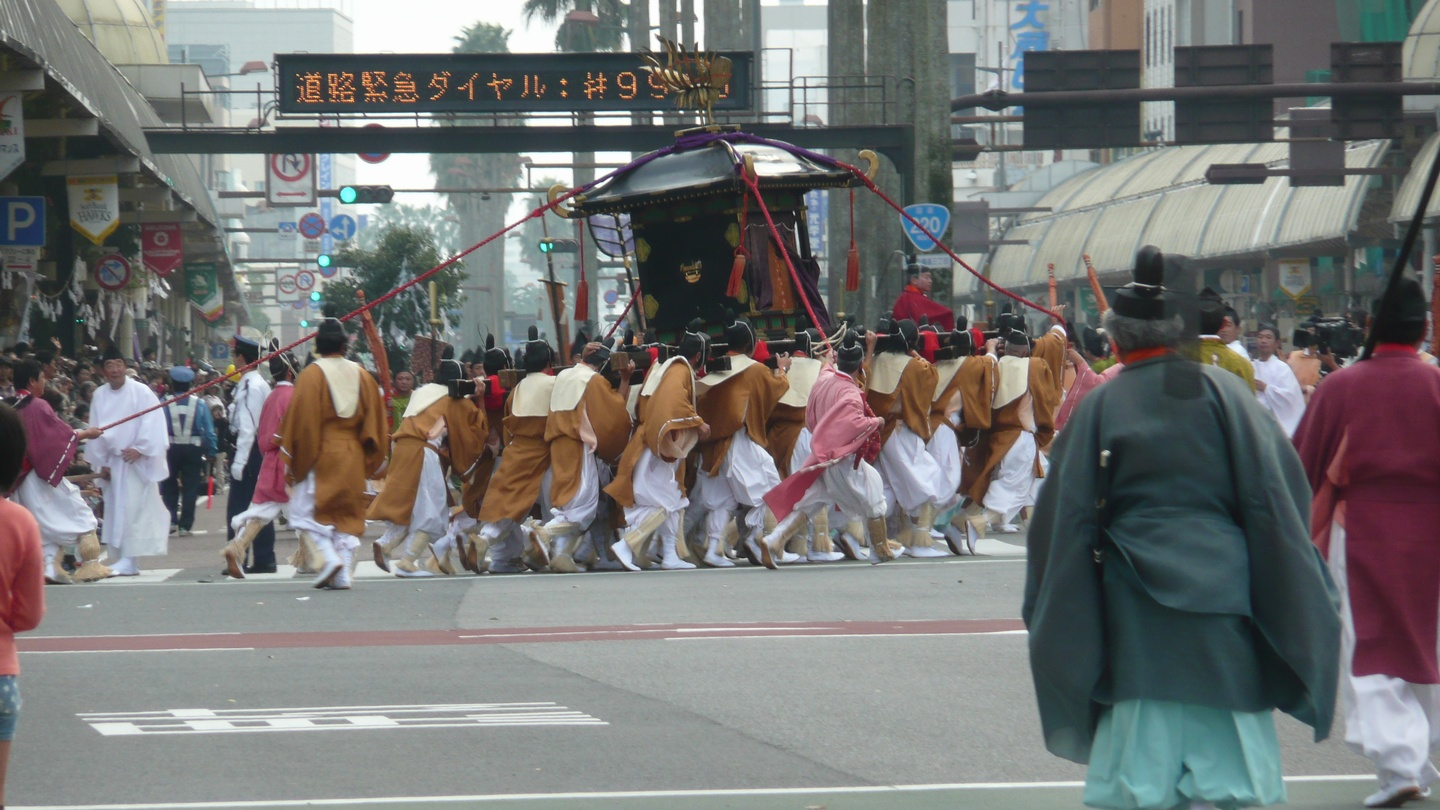
宮崎神宮大祭

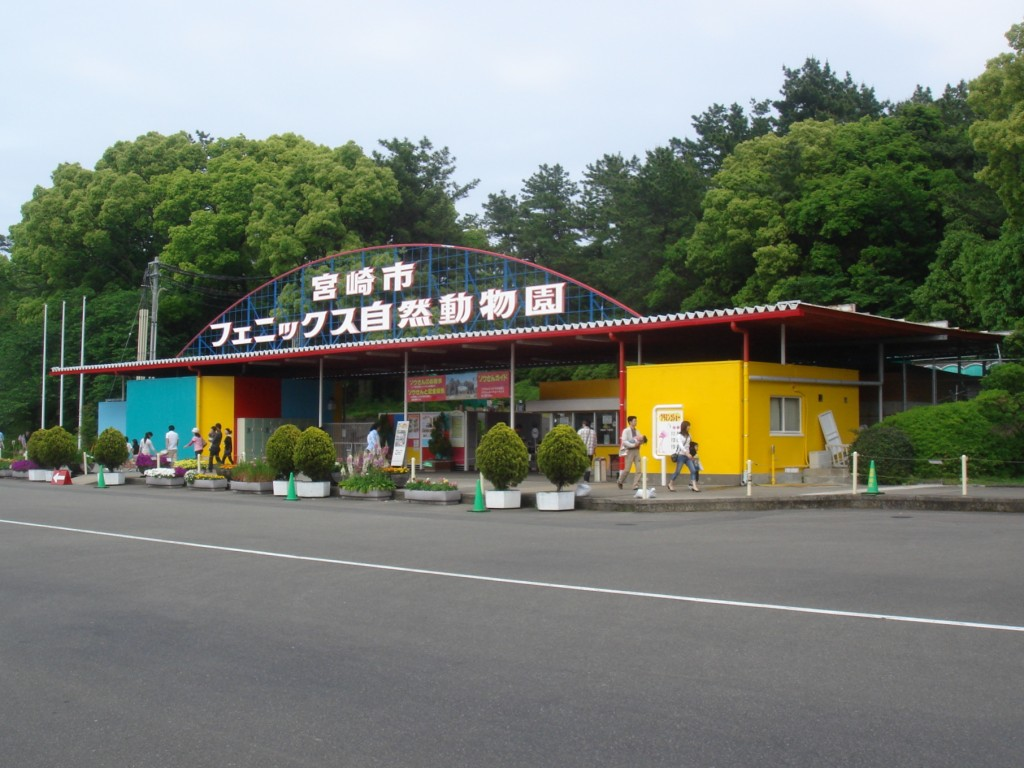
宮崎市フェニックス自然動物園

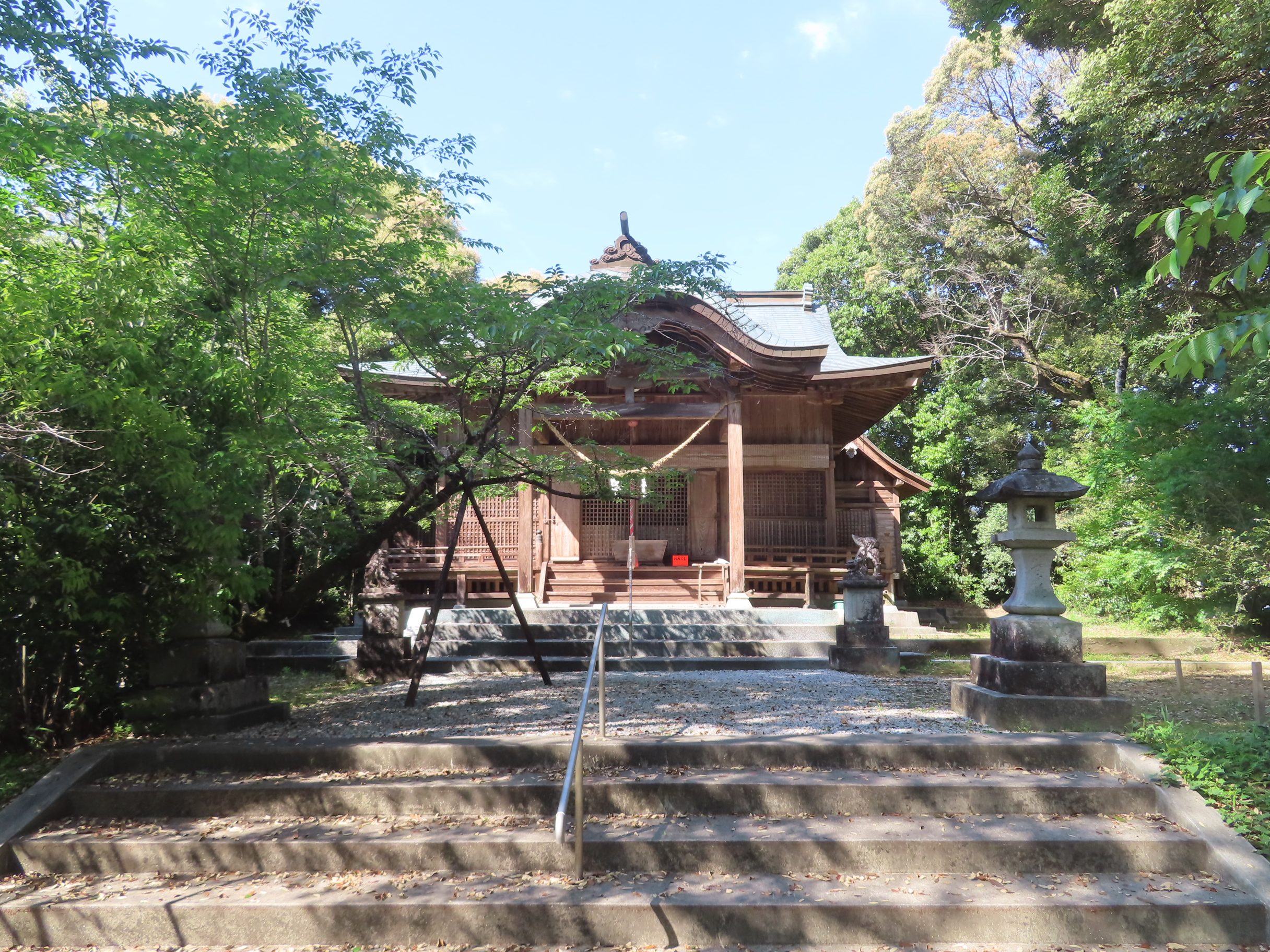
愛宕神社

  - 青島・鬼の洗濯板（国の天然記念物）・堀切峠（日南海岸国定公園）

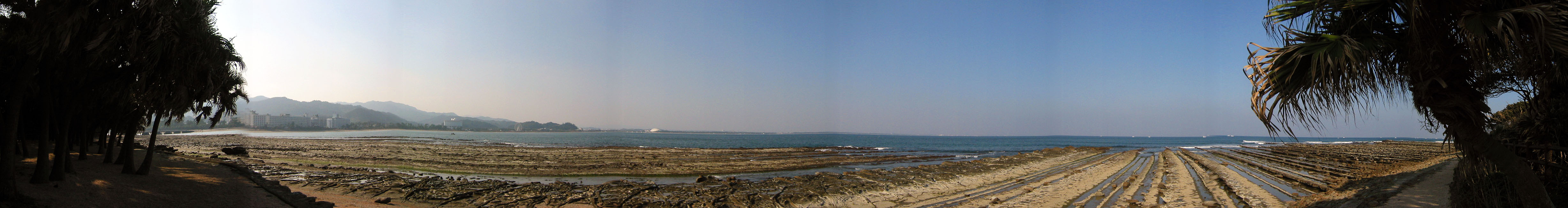
別名「鬼の洗濯板」と言われる、青島周囲から海岸部にある波状岩。正式名は「青島の隆起海床と奇形波蝕痕」。

  - 青島神社
  - 宮崎市フェニックス自然動物園
  - 宮崎神宮
  - こどものくに（遊園地）
  - 平和台公園（平和の塔（八紘一宇の塔））
  - 宮崎県庁舎
  - 橘公園・ホテル街・たまゆらの湯
  - 宮崎科学技術館
  - 本野原遺跡
  - 蓮ヶ池横穴群
  - 生目古墳群
  - 江田神社
  - 巨田神社（本殿は重要文化財）
  - 赤江浜・木崎浜・白浜（サーフィン）
  - 宝塔山公園・愛宕神社
- 祭事・催事
  - 宮崎神宮大祭（神武さま）（10月下旬）
  - まつりえれこっちゃみやざき（8月）
  - プロ野球・Jリーグキャンプ（2月）
- 名物
  - 釜揚げうどん
  - チキン南蛮
  - 冷や汁
  - レタス巻き
  - 地鶏炭火焼
  - 日向夏
  - ういろう
  - 辛麺
  - 長饅頭
  - 鯨羊羹
  - 干し大根
- 温泉
  - 宮崎温泉
    - 宮崎リゾート温泉 たまゆらの湯
    - 極楽湯 宮崎店（宮崎温泉 自然の湯）

  - 青島温泉
  - 木花温泉
  - 清武温泉
  - 高岡温泉
  - 長日川温泉
  - 佐土原温泉
    - 石崎の杜歓鯨館 -ホエルカム-

### 宮崎サンシャインレディ
- 宮崎の顔として、観光行事・歓迎セレモニー・交流都市訪問など、県内外で活動（任期：2年、宮崎市観光協会）

| 代     | 年度   | メンバー                           |
| ------ | ------ | ---------------------------------- |
| 第27代 | 2007年 | 川口真央、松下知世、川野麻子       |
| 第28代 | 2008年 | 宮崎香子、竹内かおり、岩下未沙     |
| 第29代 | 2009年 | 田中千夏、友枝若菜、堀川涼子       |
| 第30代 | 2010年 | 鬼川真緒、竹平晃子、小原美咲       |
| 第31代 | 2011年 | 池田祥子、長友祐希美、坂梨亜里砂   |
| 第32代 | 2013年 | 湯浅美由紀、松井テレサ、湯地可南子 |

## スポーツチーム

### サッカー
- テゲバジャーロ宮崎（Jリーグ・J3）
- ミネベアミツミFC（JFL）

### 野球
- 宮崎サンシャインズ（九州アジアリーグ）
- 宮崎灼熱フェニックス（JABA）

## 宮崎市を舞台にした作品

### 小説
- 西郷札（松本清張 1951年）
- 奇跡の人（真保裕一 1997年）
- 水霊 ミズチ（田中啓文 1998年）
- 死都日本（石黒耀 2002年）
- 神はサイコロを振らない（大石英司 2004年）

### 漫画
- ひまわりっ 〜健一レジェンド〜（東村アキコ 2006年-2010年）
- カグツチ (漫画)（原作：石黒耀 シリーズ構成：外薗昌也 作画：正吉良カラク 2008年）※「死都日本」を原作とした作品
- かくかくしかじか（東村アキコ 2012年-2015年）

### アニメ・特撮
アニメ
- 花咲くいろは（2011年）
  - 第14話「これが私の生きる道」
- 快盗天使ツインエンジェルシリーズ（2015年）
  - OVA 快盗天使ツインエンジェル キュンキュン☆ときめきパラダイス!!

特撮
- ウルトラマンタロウ（1973年 - 1974年 TBS）
  - 第12話「怪獣ひとり旅」
  - 第13話「怪獣の虫歯が痛い!」

### ゲーム
- 恋のサマーファンタジー in 宮崎シーガイア（バンダイビジュアル） - セガサターン（1996年）
- Ripple 〜ブルーシールへようこそ〜（戯画） - Windows（2002年）
- 大人のDSゴルフ（任天堂） - ニンテンドーDS（2005年）

### テレビドラマ
連続ドラマ
- たまゆら（1965年 - 1966年 NHK）
- キイハンター（1968年 - 1973年 TBS）
  - 第105話「世界殺人集団 南国の決斗」（1970年4月4日）
  - 第174話「黒衣の花嫁 南国の連続殺人」（1971年7月31日）
  - 第178話「南の国へヌードで新婚珍道中」（1971年8月28日）
  - 第183話「九ちゃんのスパイ大作戦」（1971年10月2日）
- 危険なアネキ（2005年 フジテレビ）
- 忘却のサチコ（2018年 テレビ東京）
  - 第六歩「けごんす! 試練の宮崎グルメ旅!」（2018年11月17日）
  - 第七歩「決戦!? 宮崎鶏とうどんとアナタ」（2018年11月24日）

単発ドラマ
- 事件記者冴子の殺人スクープ恋人が女殺しで指名手配に!宮崎・高千穂に真犯人を追う地上142メートルの空中対決!（2001年11月24日 テレビ朝日）
- 探偵 左文字進8 鶴冨姫伝説の殺意（2003年9月29日 TBS）
- 西部警察 SPECIAL（2004年10月31日 テレビ朝日）
- ゆっくり歩け、空を見ろ（2008年4月1日 フジテレビ）
- 裸の大将 宮崎編〜宮崎の鬼が笑うので〜（2008年5月24日 フジテレビ）
- 税務調査官・窓際太郎の事件簿17 休暇の宮崎旅行が一転!教育現場で大金が…闇に葬られた死体と告発!母子のために悪を斬る（2008年9月8日 TBS）
- タクシードライバーの推理日誌 東京〜宮崎日向灘、殺人画廊の乗客!!慰安旅行で巻き込まれる謎の連続殺人!?再会した女に秘密あり（2009年4月11日 テレビ朝日）
- 命のあしあと（2013年1月27日 NHK BSプレミアム）

韓国ドラマ
- ウェディング（2005年 KBS）
- 雪の華（2006年 SBS）

台湾ドラマ
- 夜市人生（2009年 2011年 FTV）

### 映画
日本映画
- 100万人の娘たち（1963年）
- 撃てばかげろう（1991年）
- 棒たおし!（2003年）
- 石井のおとうさんありがとう（2004年）
- LIMIT OF LOVE 海猿（2006年）
- 逃亡くそたわけ（2007年）
- 三十九枚の年賀状（2008年）
- THE LAST MESSAGE 海猿（2008年）
- ひまわりと子犬の7日間（2013年）
- あさひるばん（2013年）
- 空と海のあいだ（2015年）
- 神話の国の子供たち（2015年）
- ベイビーわるきゅーれ ナイスデイズ（2024年）[38]

韓国映画
- 黒水仙（2001年）

### テレビCM
日本のCM
- 2006年：ロト6
- 2007年：シオノギ製薬
- 2010年：キリン「キリン一番搾り」 出演（松嶋菜々子）

台湾のCM
- 2011年：訪日キャンペーン用CM - （宮崎市：ミヤチク・肉だわら、日南市：鵜戸神宮、高千穂町：国見ヶ丘・高千穂峡・天安河原・高千穂の夜神楽）

### 音楽
- フェニックス・ハネムーン（1967年） - 作詞：永六輔、作曲：いずみたく、歌：デューク・エイセス

## 宮崎市名誉市民
- 荒川岩吉（1957年5月3日 顕彰）
- 岩切章太郎（1962年10月1日 顕彰）
- 有馬美利（1966年7月7日 顕彰）
- 日高正（1967年6月22日 顕彰） - 清武町名誉町民
- 高山虎太郎（1971年4月1日 顕彰） - 佐土原町名誉町民
- 新頭喜一（1971年4月1日 顕彰） - 佐土原町名誉町民
- 上野榮蔵（1973年12月20日 顕彰） - 田野町名誉町民
- 阿万武夫（1976年2月11日 顕彰） - 高岡町名誉町民
- 永山勇助（1976年2月11日 顕彰） - 高岡町名誉町民
- 長野恕男（1976年2月11日 顕彰） - 高岡町名誉町民
- 清山芳雄（1984年4月21日 顕彰）
- 清正（1984年10月1日 顕彰） - 佐土原町名誉町民
- 山内安朗（1984年10月1日 顕彰） - 佐土原町名誉町民
- 長友安盛（2000年5月3日 顕彰） - 清武町名誉町民
- 津田功（2000年11月3日 顕彰） - 田野町名誉町民
- 長嶋茂雄（2002年2月20日 顕彰）
- 王貞治（2009年8月8日 顕彰）

## 著名な出身者・ゆかりのある人物

### 芸能
- あかぎあい（タレント・歌手）
- 浅香唯（歌手・タレント）
- 杢元良輔（俳優、麻宮良太）
- 蛯原友里（ファッションモデル・女優）※旧・佐土原町出身
- 川口ゆりな（歌手・タレント・ファッションモデル）
- 川添智久（ミュージシャン・元LINDBERG）
- 神戸蘭子（ファッションモデル・タレント・歌手）
- 紅美（歌手・SEED）
- 小渕健太郎（ミュージシャン・コブクロ）
- GO☆マキ（レゲエシンガー、ダンサー、音楽プロデューサー）
- 谷道夫（音楽家・デューク・エイセス）
- 紗栄子（元女優・元タレント）
- 堺雅人（俳優）※2歳の時に宮崎市に転居（兵庫県神戸市）
- 吉原馬雀（落語家）
- ドリーミング（歌手・デュオ）
- なすじん（音楽家・マルチプレイヤー）
- 松田弘（ミュージシャン・サザンオールスターズ）
- とろサーモン（お笑い芸人）村田秀亮
- 永野（お笑い芸人）
- 山口喬司（演出家・俳優）
- 藤木大地（カウンターテナー歌手）
- 池田知聡（声優）
- 長友光弘（お笑い芸人・響）
- 日野誠（お笑い芸人）
- 三宅梢子（ファッションモデル）
- 黒木啓司（EXILE/THE SECOND from EXILE）※旧・清武町出身
- 舞咲りん（元宝塚歌劇団雪組娘役）
- 立川らく兵（落語家）
- 永野宗典（俳優・映画監督・脚本家・演出家）
- 髙石あかり(女優)
- 佐藤信長(俳優)

### スポーツ選手
- 井上康生（柔道選手）
- 大山志保（プロゴルファー）
- 柏原明日架（プロゴルファー）
- 永峰咲希（プロゴルファー）
- 池田親興（プロ野球解説者、元プロ野球選手）
- 加藤哲郎（元プロ野球選手）※旧・佐土原町出身
- 小川亨（文化放送プロ野球解説者、元近鉄バファローズ）
- 赤川克紀（元プロ野球選手、東京ヤクルトスワローズ）
- 川崎雄介（元プロ野球選手、埼玉西武ライオンズなど）
- 木村拓也（元プロ野球選手、読売ジャイアンツなど）※旧・田野町出身
- 武上四郎（元ヤクルトスワローズ選手、監督）
- 武田翔太（プロ野球選手、福岡ソフトバンクホークス）
- 寺原隼人（元プロ野球選手、福岡ソフトバンクホークスなど）
- 横山弘樹（プロ野球選手、広島東洋カープ）
- 羽月隆太郎（プロ野球選手、広島東洋カープ）
- 下園辰哉（元プロ野球選手、横浜DeNAベイスターズ）※旧・佐土原町出身
- 有馬翔（元プロ野球選手、福岡ソフトバンクホークスなど）
- 中村奈一輝（プロ野球選手、中日ドラゴンズ）
- 浜田智博（元プロ野球選手、中日ドラゴンズ）
- 信樂晃史（元プロ野球選手、千葉ロッテマリーンズ）
- 横山楓（プロ野球選手、オリックス・バファローズ）
- 戸高秀樹（ボクシング選手、元WBA世界スーパーフライ級チャンピオン）
- 細川バレンタイン（ボクシング選手、元日本スーパーライト級チャンピオン）
- 細川チャーリー忍（ボクシング選手、現OPBF東洋太平洋ミドル級チャンピオン）
- 増田誓志（プロサッカー選手、ソウルイーランドFC）
- 中山悟志（元プロサッカー選手、ガンバ大阪など）
- 興梠慎三（プロサッカー選手、浦和レッズ）
- 釘﨑康臣（元プロサッカー選手、アビスパ福岡など）
- 伊野波雅彦（プロサッカー選手、横浜FC）
- 久木野聡（元プロサッカー選手、川崎フロンターレなど）
- 園田拓也（プロサッカー選手、FC今治）
- 鈴木義宜（プロサッカー選手、大分トリニータ）※旧・佐土原町出身
- 入船和真（元プロサッカー選手、サンフレッチェ広島など）
- 村社講平（元陸上オリンピック選手）
- 江口理代（バレーボール選手）
- メイン平（ラグビー選手、リコーブラックラムズ）
- サーターアンダギー修史（元沖縄プロレスリングアナウンサー）
- 杢元良輔（チアリーディング選手、早稲田大学、CWC 2009世界大会日本代表 金メダリスト）
- 郡山勇二（元力士）
- スカイ・ブラウン（プロスケートボーダー、東京五輪・パーク銅メダリスト）

### 政治・行政
- 一ノ瀨良尚（清武町長（1期）、宮崎市議会議員（3期））
- 上原公子（第5代東京都国立市長）
- 川越茂（外交官、駐中華民国大使）
- 川越進（衆議院議員（5期）、北那珂郡長、宮崎県議会議長、宮崎県議会議員、鹿児島県会議長、鹿児島県会議員、宮崎県再置の功労者）：旧清武町出身
- 黒木博（公選第4-9代宮崎県知事）
- 篠原俊博[39]（デジタル庁統括官、内閣官房情報通信技術総合戦略室代理）
- 篠原康弘[40]（国土交通審議官、国土交通省国際統括官）
- スーパークレイジー君（宮崎市議会議員（1期））
- 谷村栄二（林野庁次長、農林水産省大臣官房危機管理・政策立案総括審議官）[41]
- 平部嶠南（江戸・明治期の政治家）※旧・清武町出身
- 山内佳菜子（参議院議員）

### その他
- 成松長正（元陸軍少佐、実業家）
- 青木宣純（元陸軍中将、旅順要塞司令官）
- 伊藤一彦（歌人）
- 岩切章太郎（宮崎市観光の父）
- 瑛九（画家）
- 太田祐輔（九州朝日放送アナウンサー）
- 甲斐諭（農業経済学者、九州大学名誉教授、元中村学園大学学長、元日本農業経済学会会長）
- 清武英利（元読売ジャイアンツ取締役球団代表）
- 窪田将治（映画監督・映像クリエーター）
- 高木兼寛（日本初の医学博士、海軍軍医大監、東京慈恵会医科大学創設者）※旧・高岡町出身
- 岩村秀（化学者）
- 佐藤光三（工学者）
- 日高孝次（海洋物理学者）※旧・広瀬町出身
- 花田景子（元フジテレビアナウンサー・貴乃花夫人）
- 松尾由美子（テレビ朝日アナウンサー）
- 宮崎宣子（日本テレビアナウンサー）
- 福島暢啓（毎日放送アナウンサー）
- 中西可奈（鹿児島放送アナウンサー）
- 日高優希（テレビ新潟アナウンサー）
- 安井息軒（江戸時代の儒学者）※旧・清武町出身
- 山崎哲（劇作家）
- 三浦功将（宮崎放送アナウンサー）
- 下登彩（元宮崎放送アナウンサー）
- 山田昇（ヤマダデンキ創業者）※旧・佐土原町出身
- 熊本浩志（実業家　家電ブランドamadana創業者）
- 田代剛（元四国放送アナウンサー、現宮崎放送アナウンサー）
- 中村地平（作家）
- 東村アキコ（漫画家）
- 森繁拓真（漫画家）
- 井上純一（漫画家・ゲームデザイナー・イラストレーター）
- 竹下良平（アニメーション監督・アニメーション演出家）
- mr.バニー（テレビディレクター、ロカールタレント）
- パンくん（天才チンパンジー）宮崎市フェニックス自然動物園で生まれる。
- 郡山総一郎（イラク人質事件、フリージャーナリスト）
- 横山雄二 （中国放送アナウンサー)
- 木村行宏 （大相撲行司）

### 宮崎市在住の著名人
宮崎市に在住した人物（すでに移住した人物、故人も含む）
- 片岡光宏（元プロ野球選手、広島県府中市出身）
- 谷口浩美（元マラソン選手、宮崎県南那珂郡南郷町〈現日南市〉出身）
- 大山志保（プロゴルファー、宮崎市出身) [42]
- 横峯さくら（プロゴルファー、鹿児島県鹿屋市出身）
- 香妻琴乃（プロゴルファー、鹿児島県鹿屋市出身）
- 柏原明日架（プロゴルファー、宮崎県宮崎市出身）
- 永峰咲希（プロゴルファー、宮崎県宮崎市出身）
- 東国原英夫（政治家、タレント、元衆議院議員、第17代宮崎県知事、宮崎県都城市出身）
- 大森うたえもん（お笑いタレント、東国原英夫 前宮崎県知事の元相方、岡山県岡山市出身）
- 早川伸吾（お笑いタレント、愛知県名古屋市出身）
- 小川光明（元日本テレビアナウンサー、東京都出身）[43]
- 工藤綾乃（女優、タレント、第12回全日本国民的美少女コンテストグランプリおよびモデル部門賞受賞、宮崎市出身）
- 濱田ここね（子役、タレント、宮崎市出身）
- 池田知聡（声優、宮崎市出身）
- 生頼範義（イラストレーター、兵庫県明石市出身）
- 芥川仁（写真家、愛媛県出身）
- 伊藤一彦（歌人、教授、堺雅人は宮崎県立宮崎南高等学校での教え子、宮崎市出身）
- 大口玲子（歌人、東京都大田区出身）
- 俵万智（歌人、大阪府北河内郡門真町〈現・門真市〉出身）
- 新藤卓広（小説家、公務員、宮崎市出身）
- 小松孝英（美術家、宮崎県延岡市出身）
- 野田あすか（ピアニスト、宮崎県出身）

### 宮崎市にゆかりのある人物
- 米良美一（声楽家、西都市出身）
  - 小学校入学時から高校まで宮崎県立赤江まつばら支援学校（米良が通っていた当時の赤江養護学校）に在籍する。
- 水谷実雄（阪神タイガース二軍打撃コーチ、元プロ野球選手、串間市出身）
  - 宮崎県立宮崎商業高等学校2年時の1964年にエースで4番として第46回全国高等学校野球選手権大会に出場。
- 疋田智（TBSプロデューサー・著述家、日南市出身）
  - 宮崎県立宮崎西高等学校理数科卒業。
- 井手綾香（シンガーソングライター、串間市出身）
  - 宮崎日大高校に通っていた。また三年間、高校の寮暮らしだった為、宮崎市在住だった。2012年3月卒業。
- 大森隆志（元・サザンオールスターズ、岡山県岡山市出身）
  - 岡山県岡山市出身の宮崎市育ち。
- 石黒耀（小説家・内科医、広島県出身）
  - 宮崎医科大学（現・宮崎大学医学部）卒業。デビュー作の宮崎県を舞台とした『死都日本』が2002年に第26回メフィスト賞、2005年に第15回宮沢賢治賞（奨励賞）を受賞。
- 松田恵里（プロボクサー、神奈川県出身）
  - 父が宮崎市出身。
- 山本圭壱（元お笑いタレント、広島県広島市出身）
  - 謹慎時に在住していた。東京都に戻った現在も宮崎にレギュラー番組を持つ。